# Modernismo melillense
El modernismo melillense es una corriente de la arquitectura modernista que se da en la ciudad española de Melilla a partir del siglo XIX, pero especialmente durante el siglo XX, en la que además se engloban otras corrientes arquitectónicas que la preceden y continúan, que hacen de la ciudad africana la ciudad española con mayor representación del arte modernista después de Barcelona y la mayor representación del modernismo en África, con más de mil edificios catalogados que forman parte del Conjunto Histórico Artístico de la Ciudad de Melilla, un Bien de Interés Cultural, y se encuentran repartidos por el Ensanche central y por sus barrios.

## Enrique Nieto
Es el introductor del modernismo en Melilla. Aunque lo que mejor define la arquitectura melillense es el modernismo, una verdadera continuación del rococó, con una riquísima ornamentación, de infinitas y sugestivas formas y variados colores.

#### Inicios

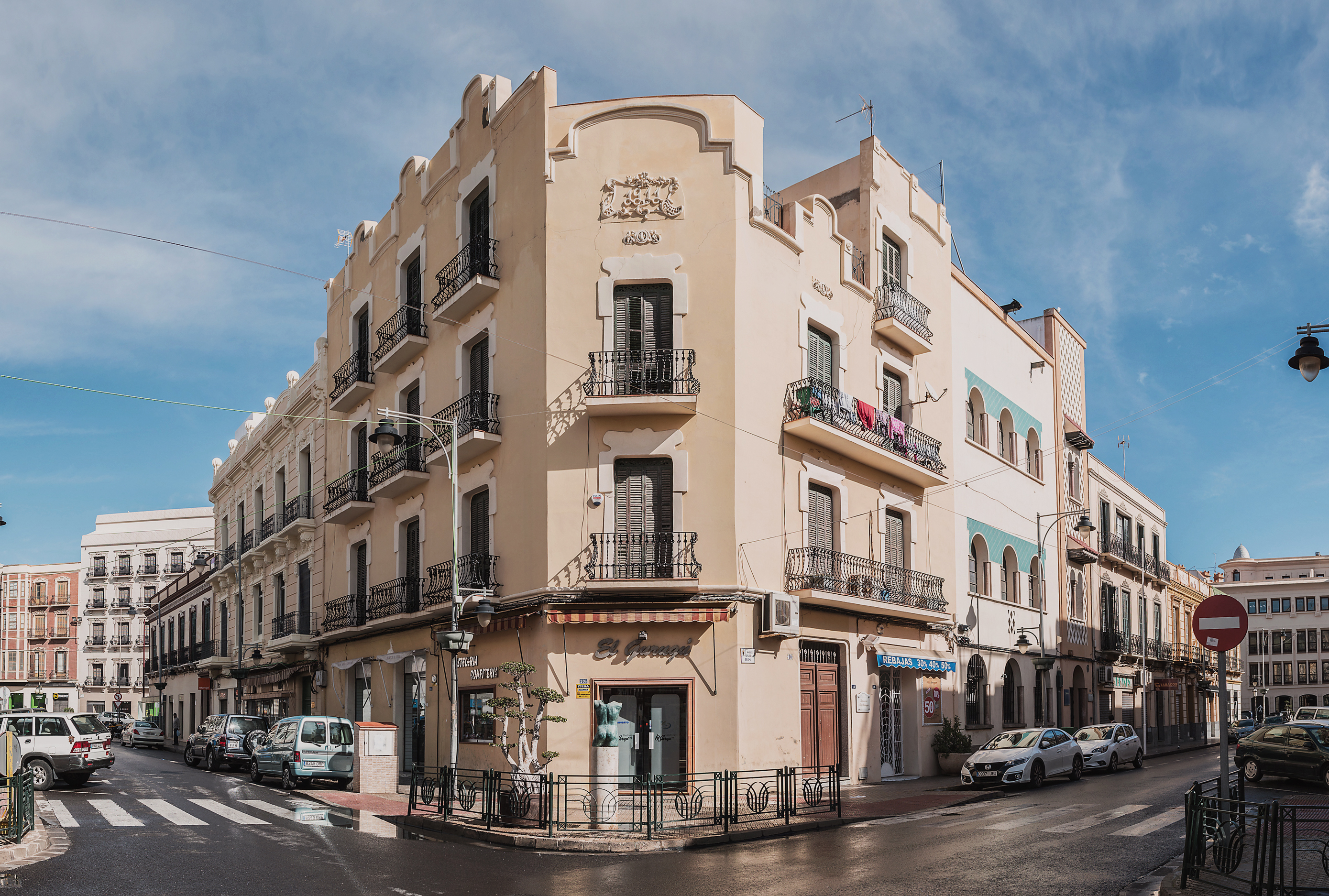
Casa de Manuel Buxedas Aupi
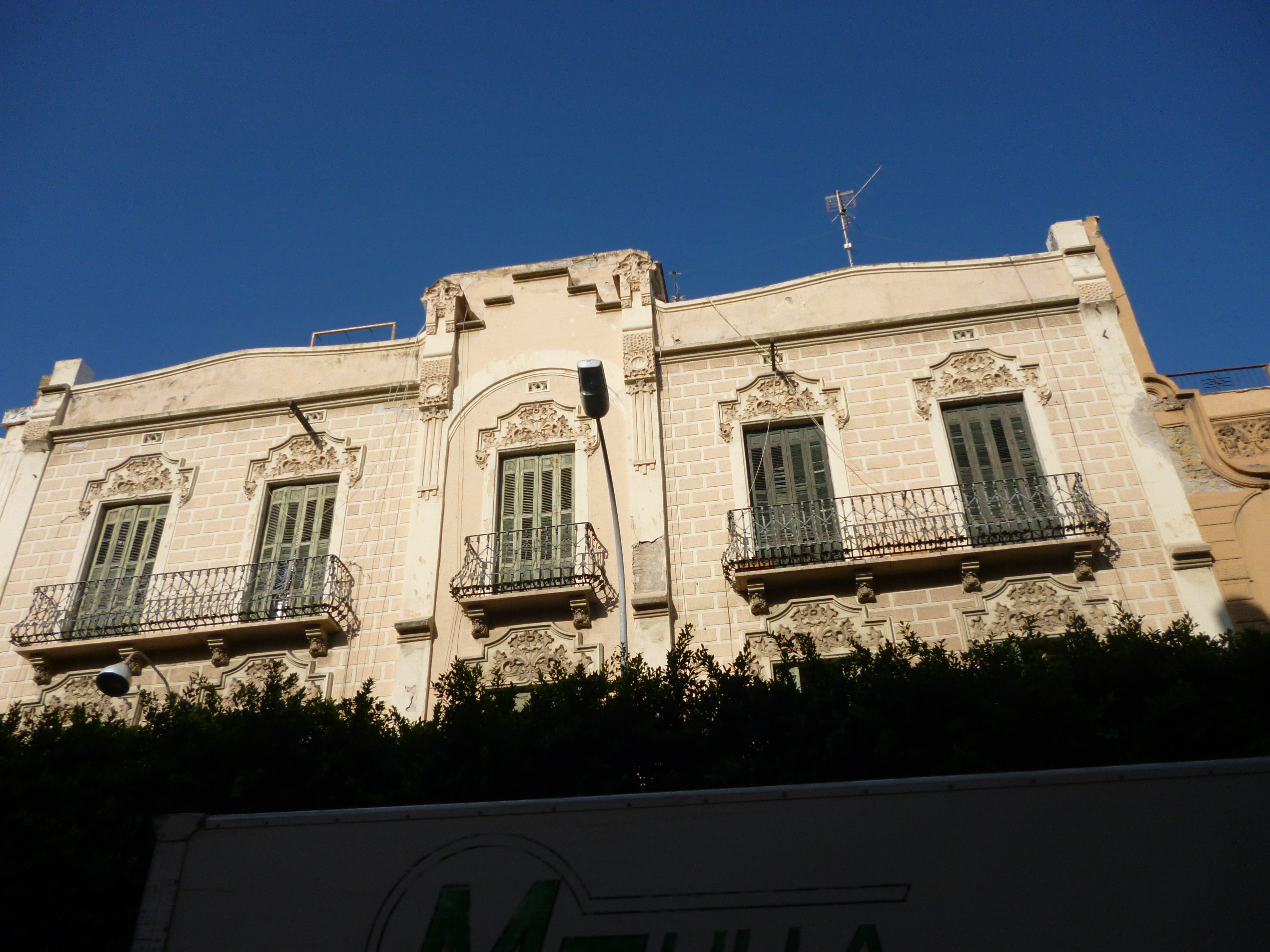
Sor Alegría, 6
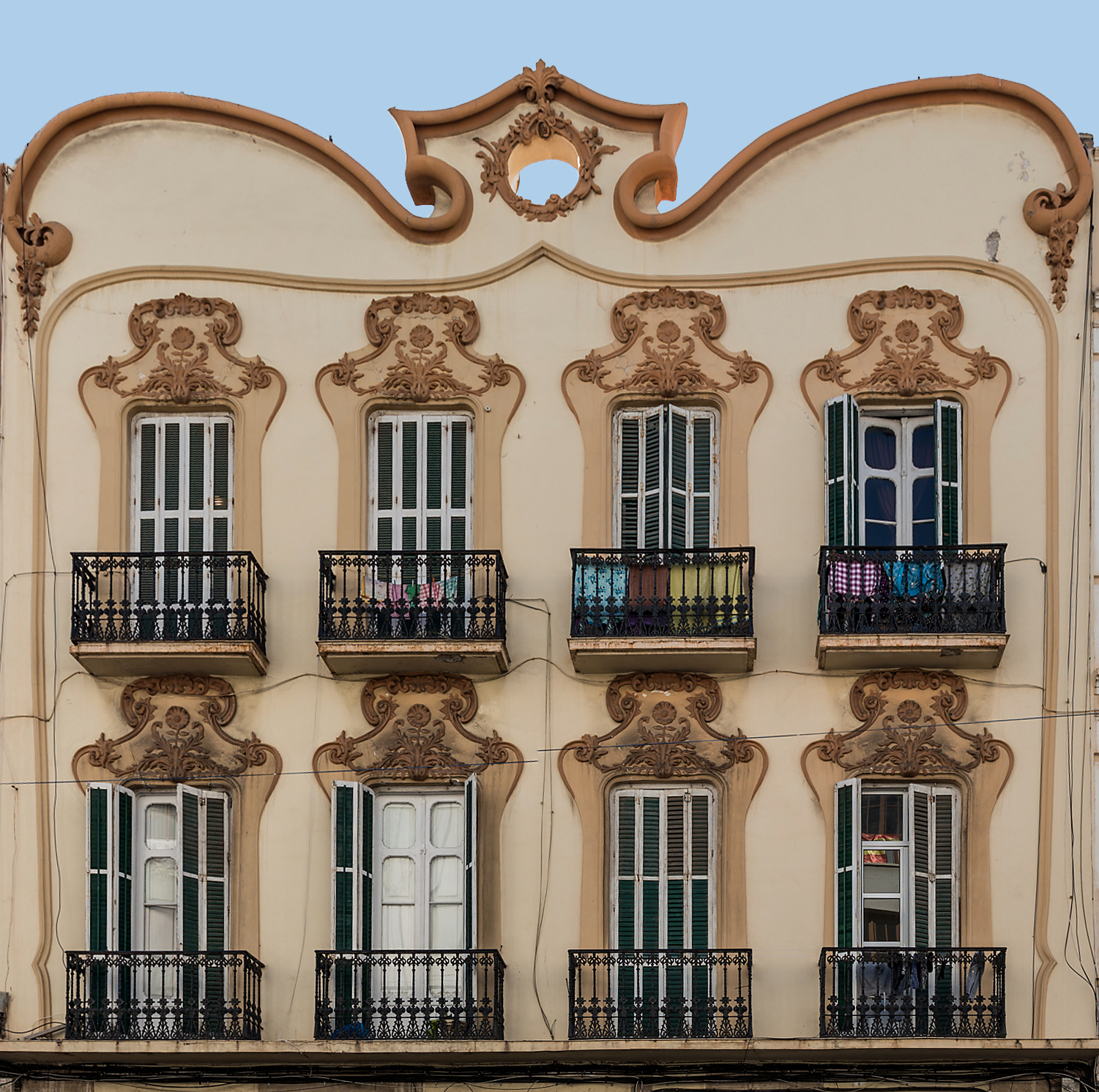
Casa de Antonio Baena Gómez
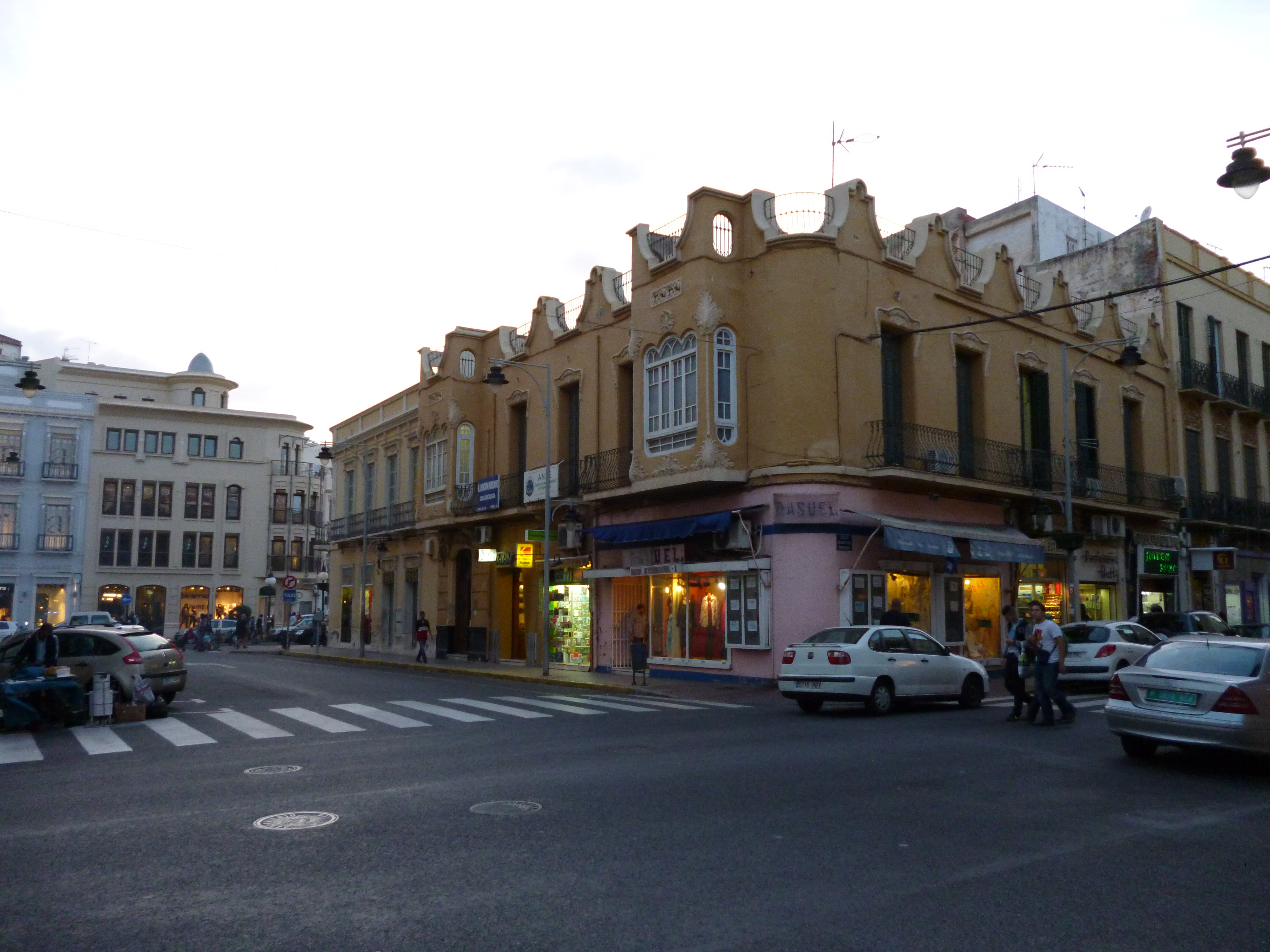
Casa de José Guardiola
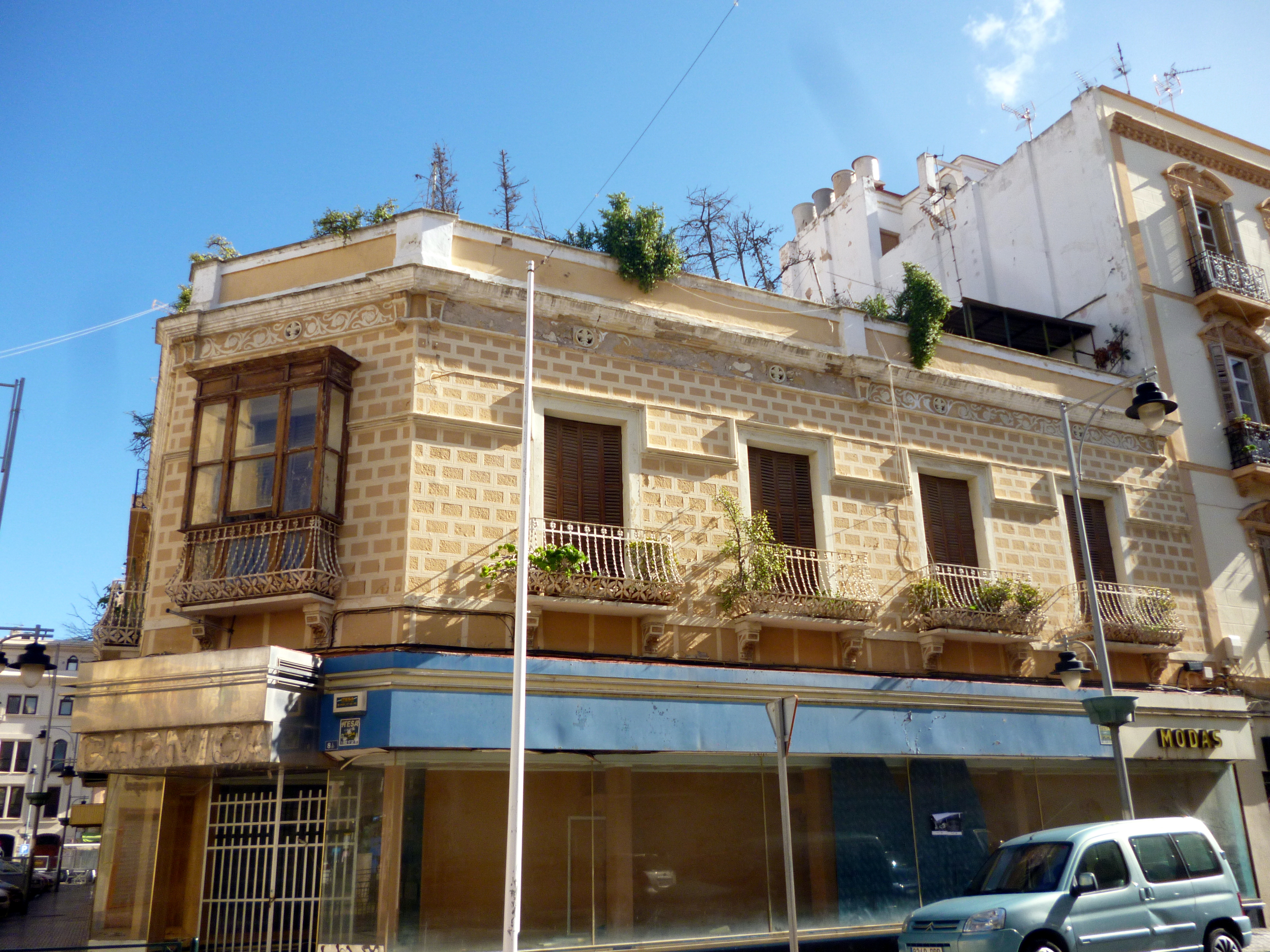
General Pareja, 7
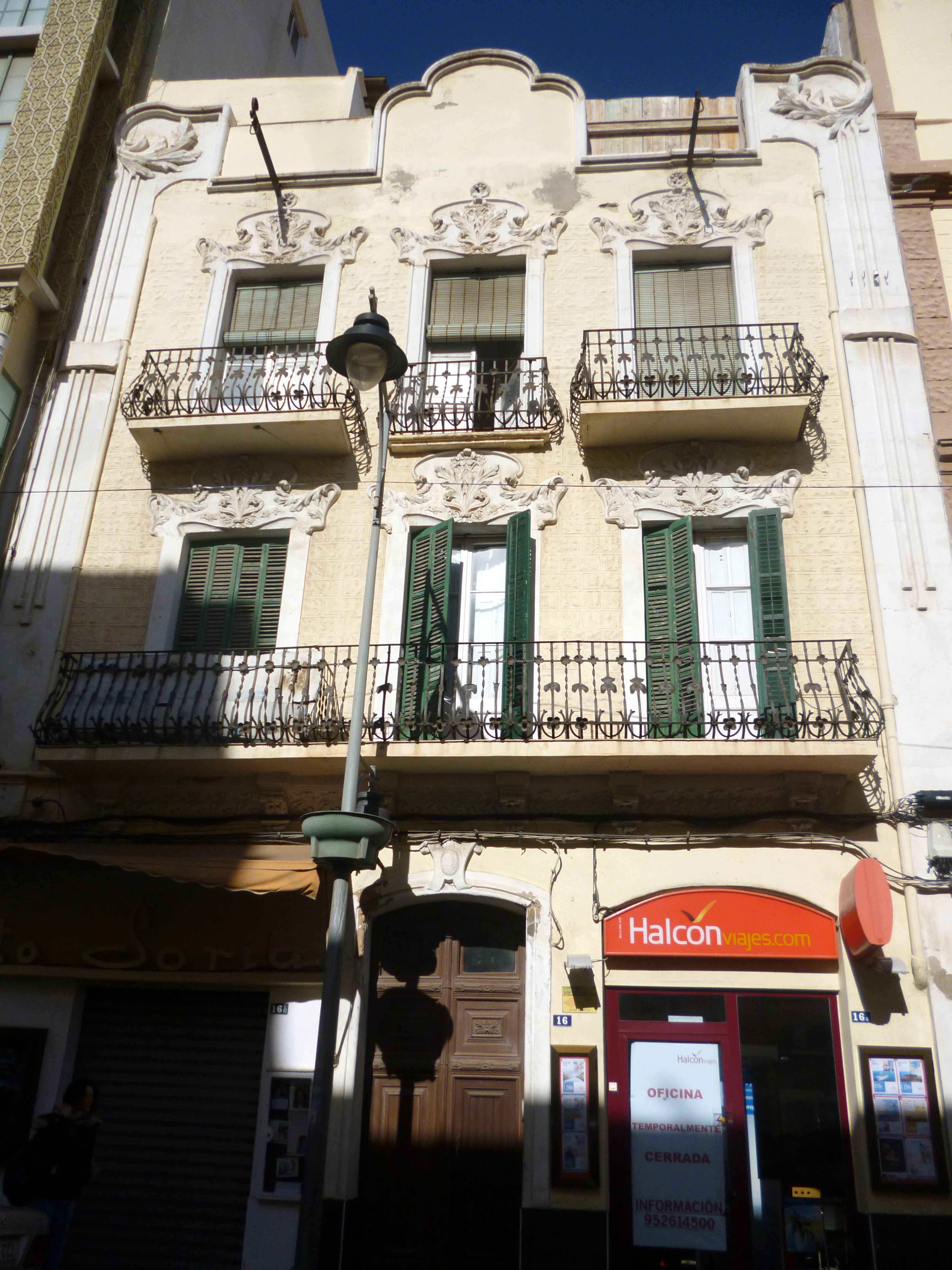
Casa de José Mascaró Rafols y Julia Iturralde
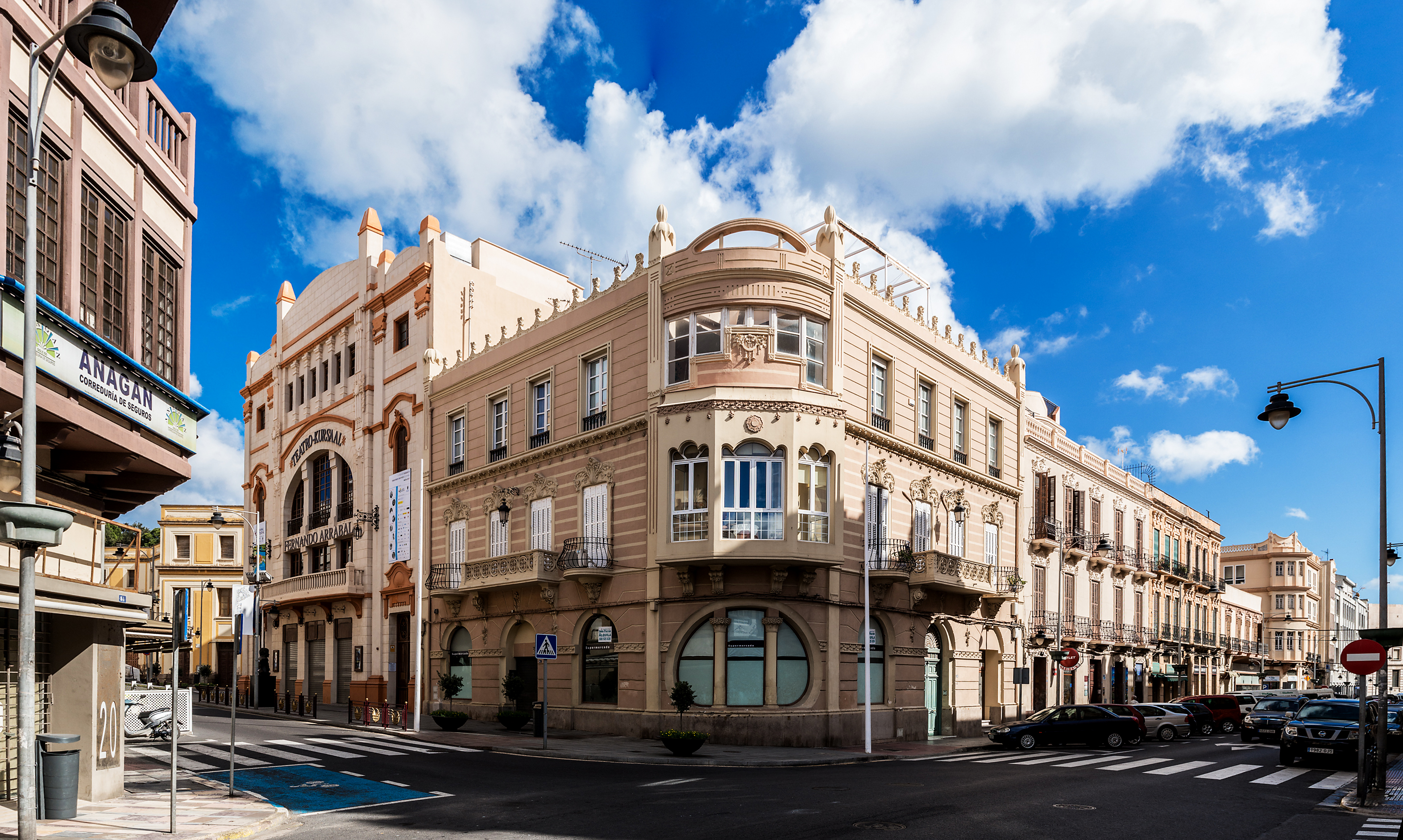
Antigua redacción de El Telegrama del Rif
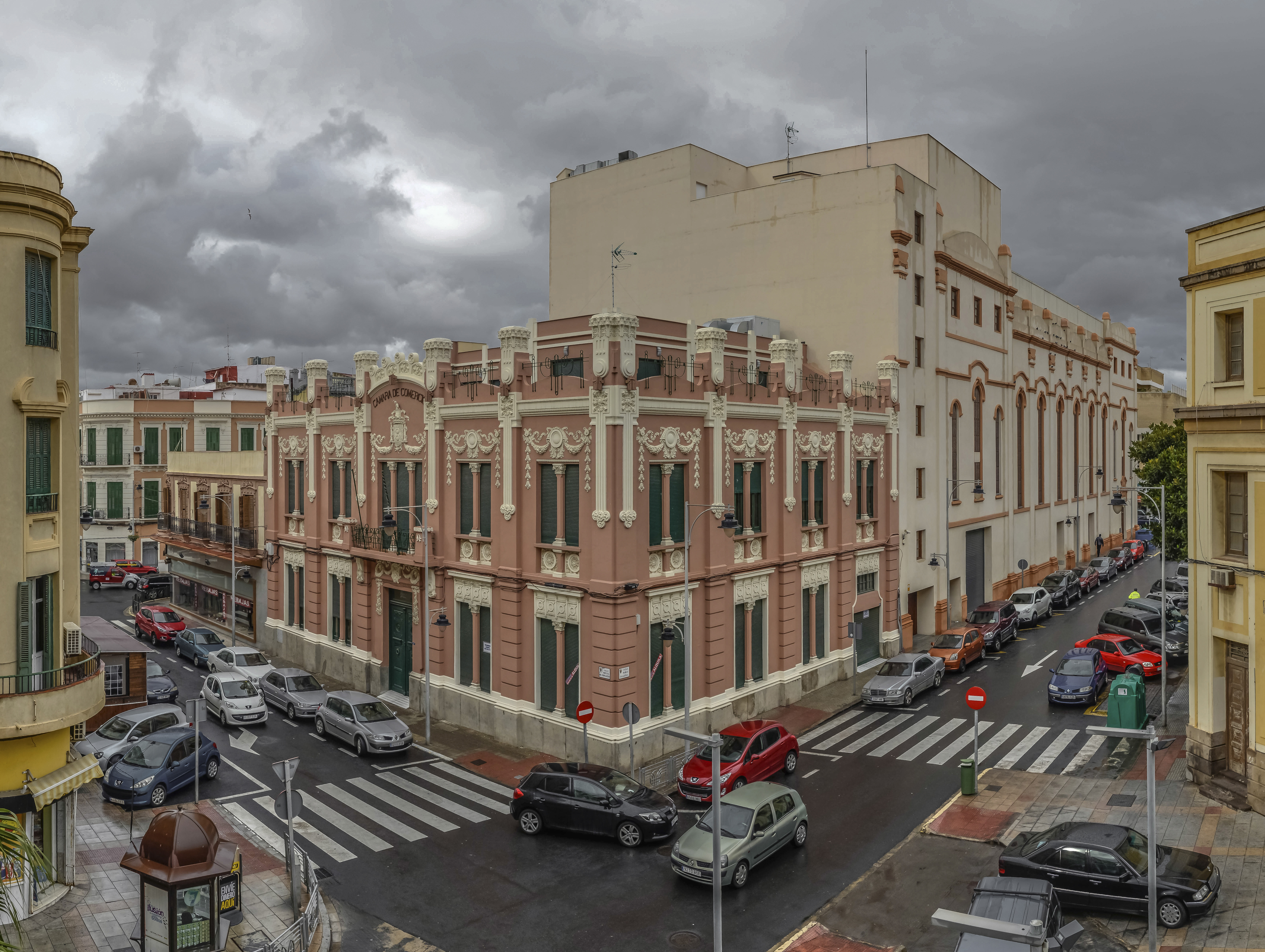
Cámara Oficial de Comercio, Industria y Navegación
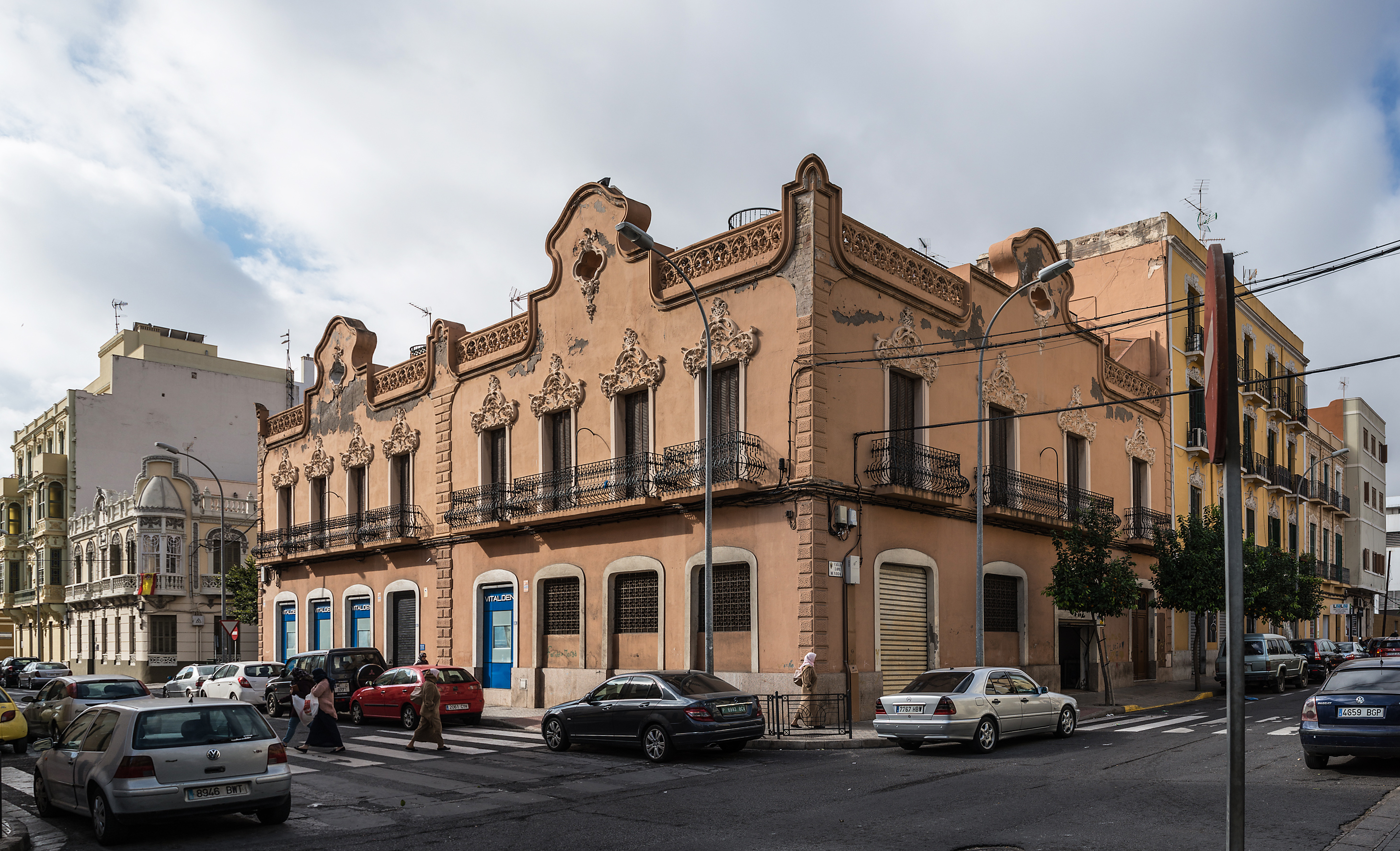
Muebles La Reconquista
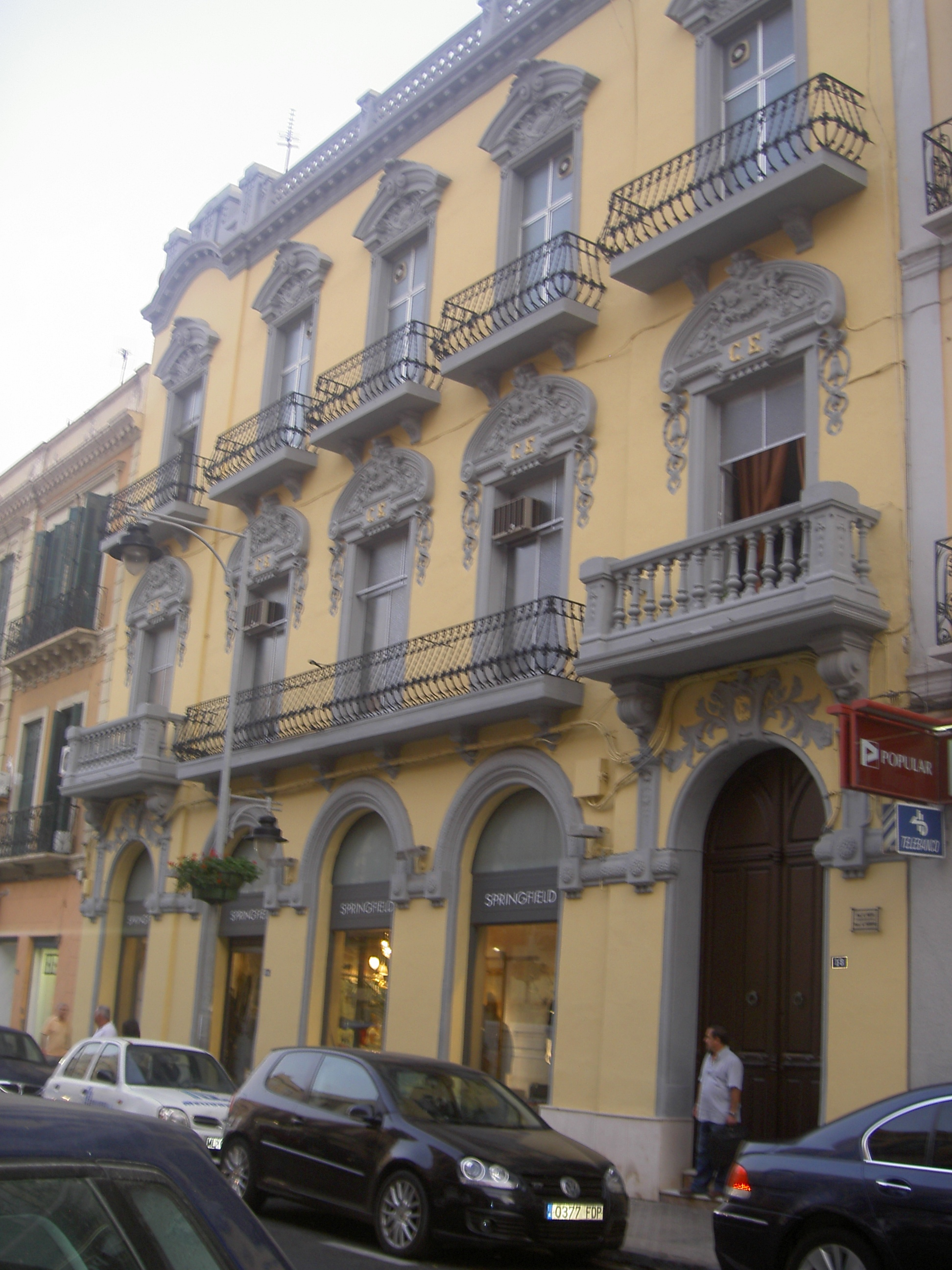
Casino Español
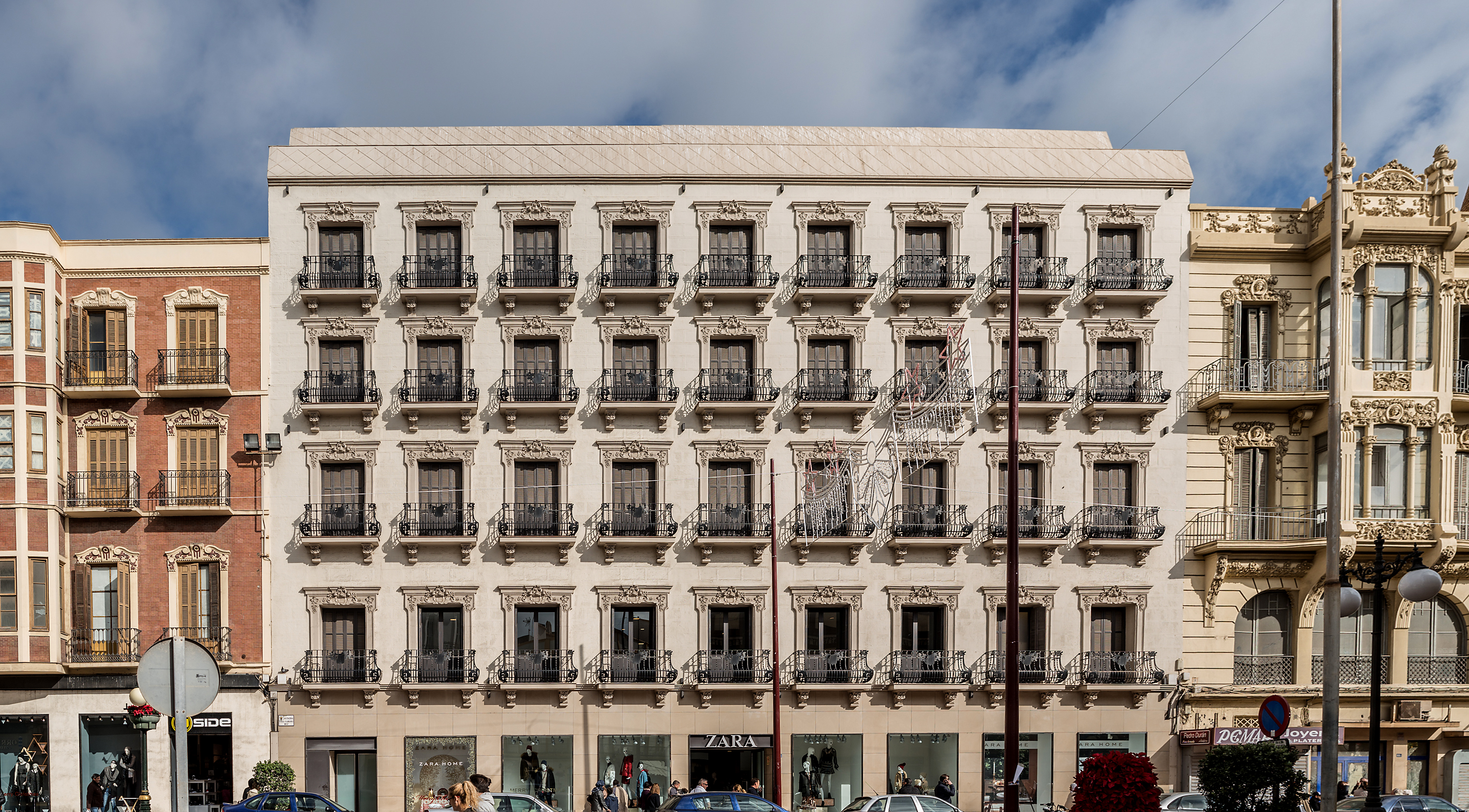
Casa de Baños

Las primeras obras de Enrique Nieto, comedidas y algunas deudoras de la Sezession, en obras como la Casa de Manuel Buxedas Aupi (1910-1911), la Casa de Antonio Baena Gómez (1910), Muebles La Reconquista (circa 1910), la desaparecida Casa Basilio Paraíso (1910-1912), la Casa de José Guardiola (1910), el Casino Español (1911), General Prim, 22, Sor Alegría, 6 (1911), la Casa de José Mascaró Rafols y Julia Iturralde (1911) la Casa de Baños (1912-1913), la antigua redacción de El Telegrama del Rif (1912-1913) y la Cámara Oficial de Comercio, Industria y Navegación (1913-1914).

#### Floral

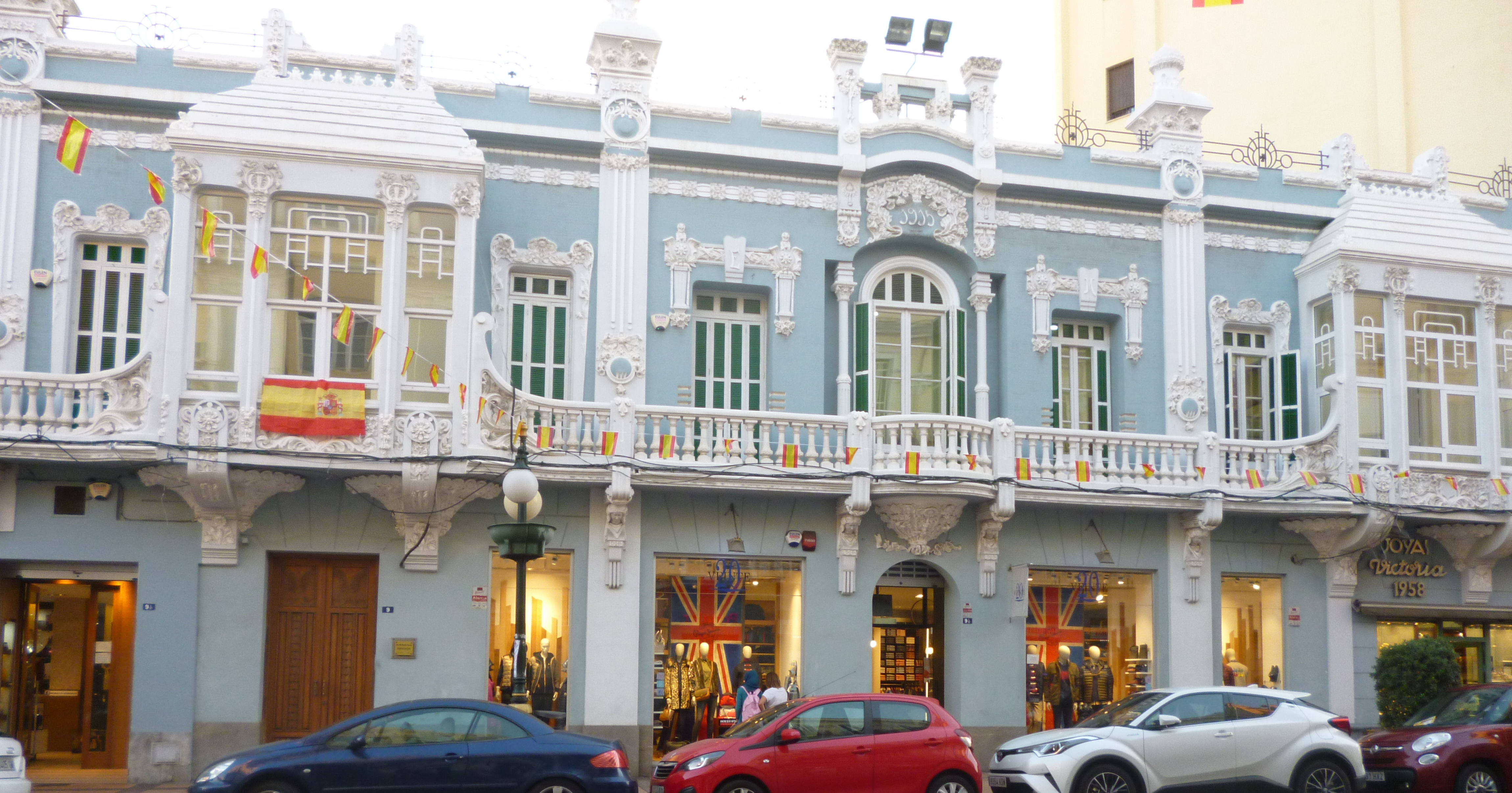
Antiguo Economato Militar
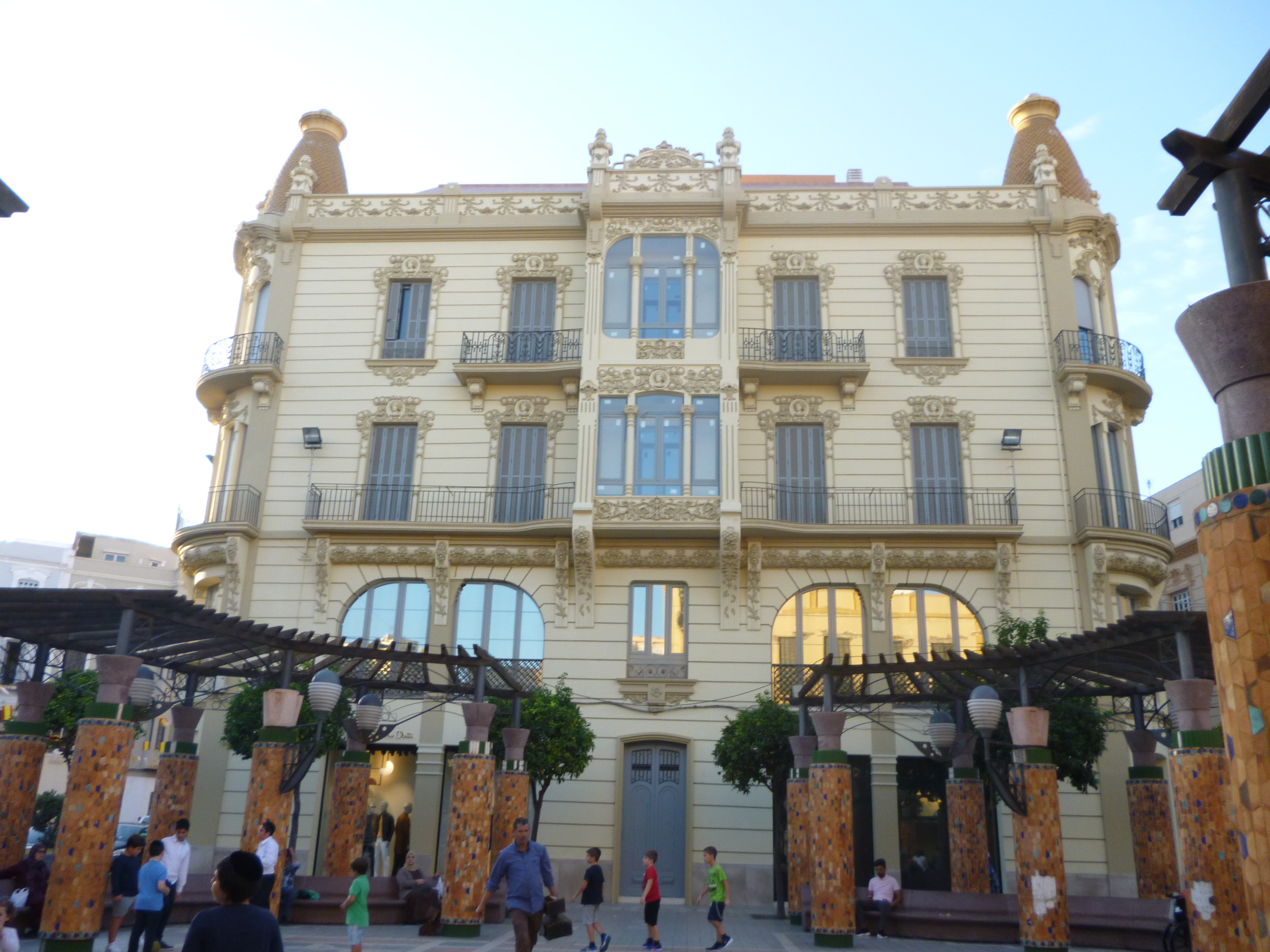
Antiguos Grandes Almacenes la Reconquista
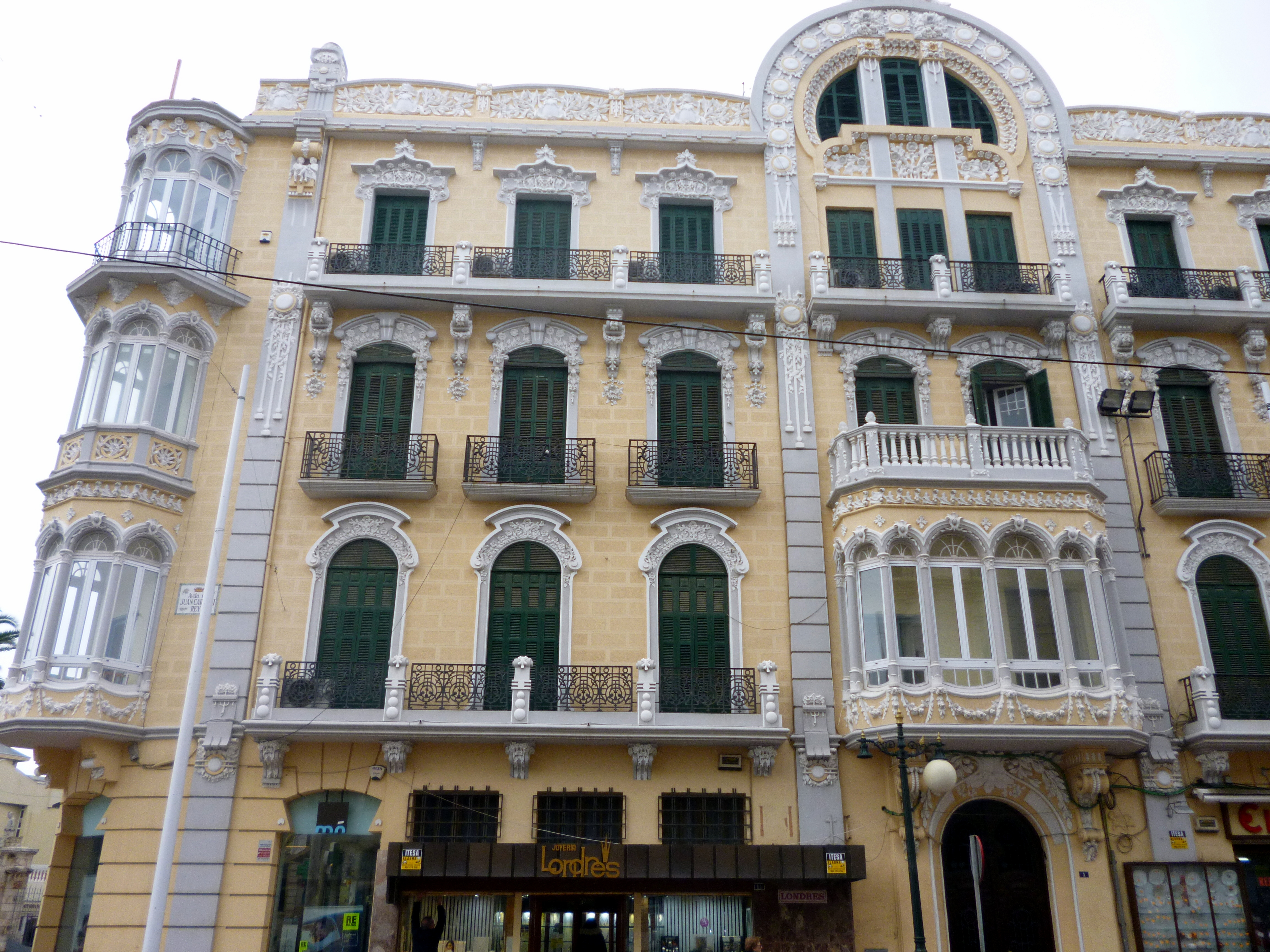
Casa David J. Melul
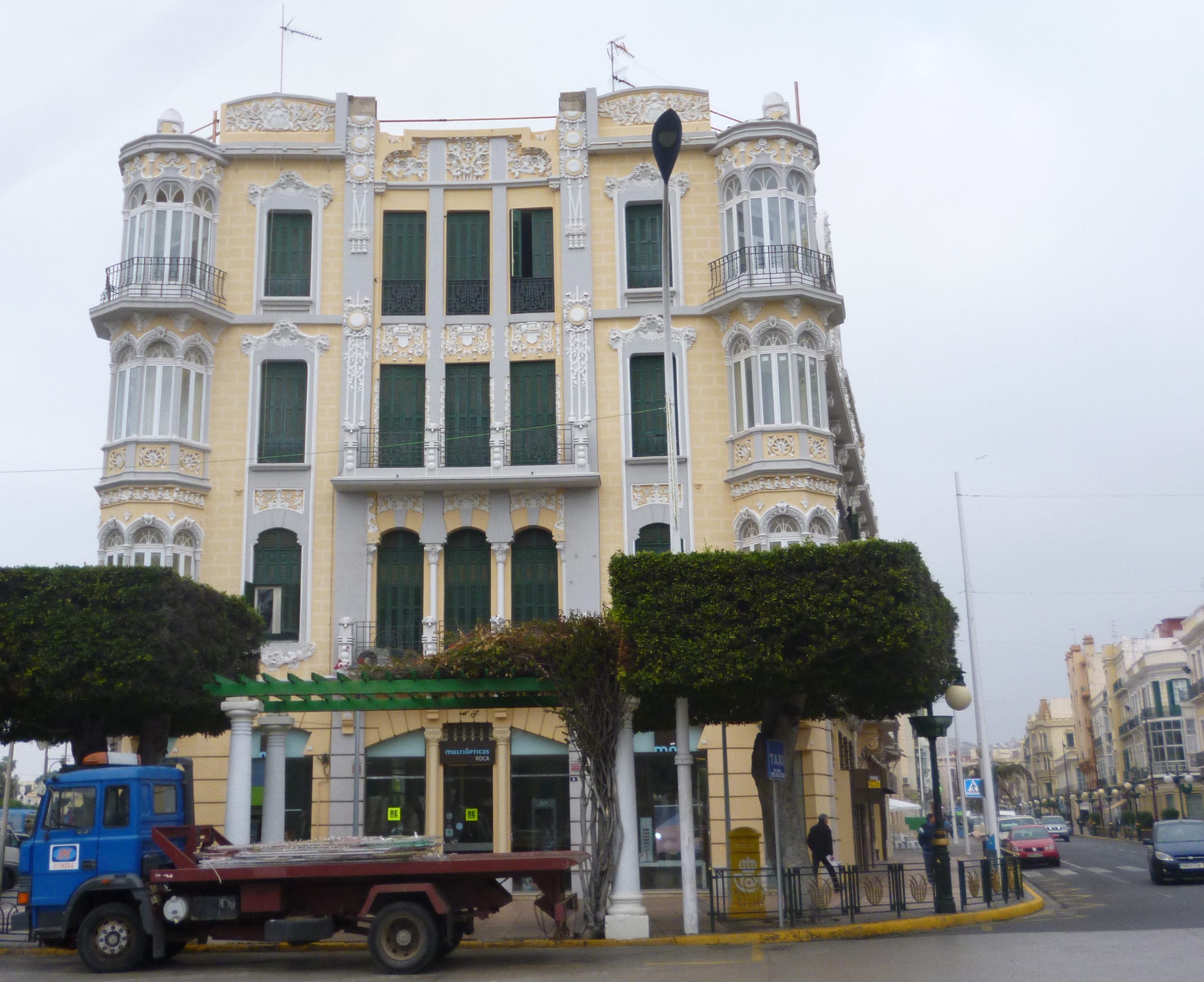
Casa David J. Melul
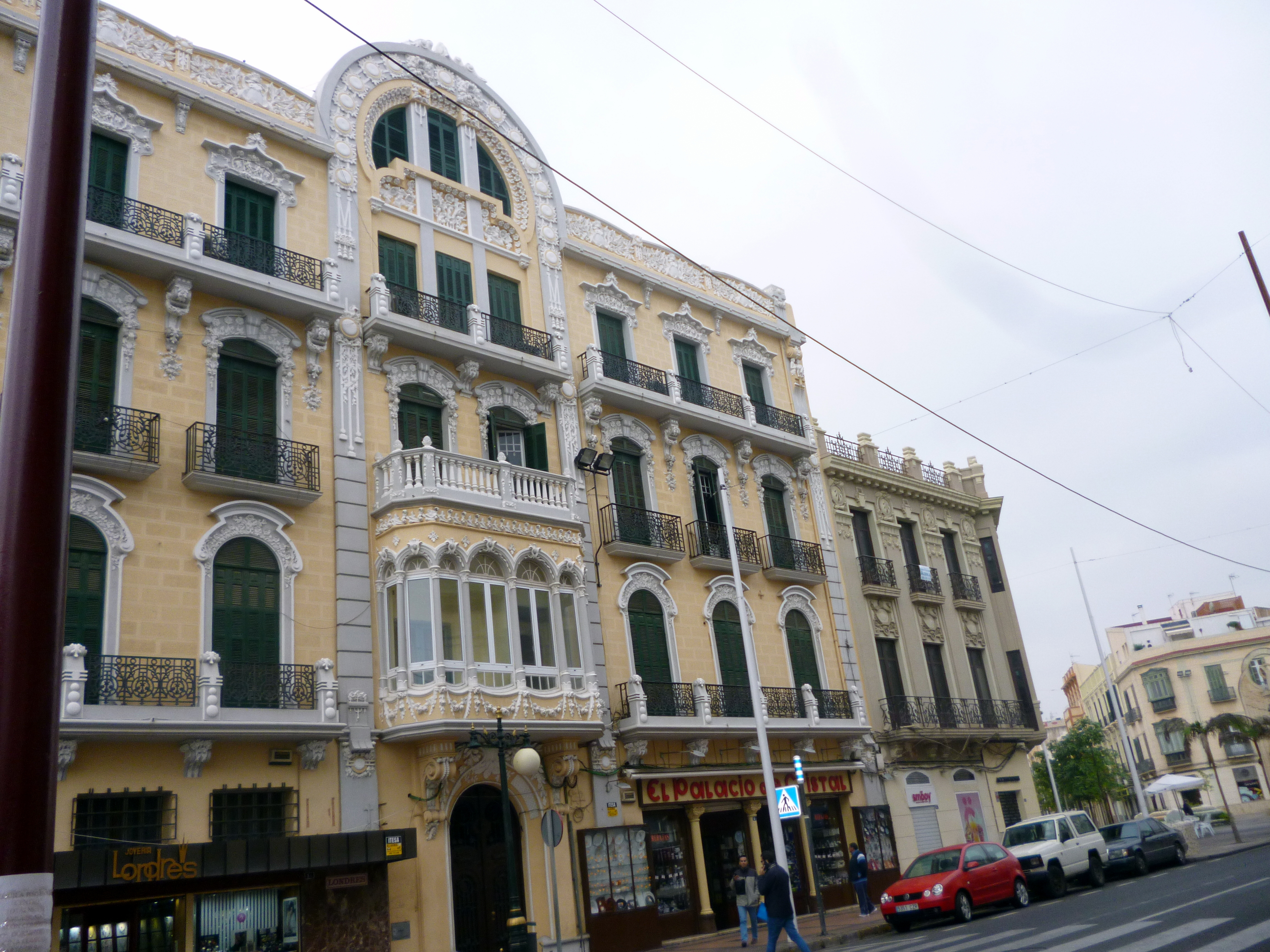
Casa David J. Melul

Puramente catalana, domechana, con el trío del antiguo Economato Militar, denominado popularmente Casa Tortosa (1914-1915), los antiguos Grandes Almacenes la Reconquista (1915-1917) y la Casa David J. Melul (1915-1917), la flor y nata del modernismo floral.

#### Académica

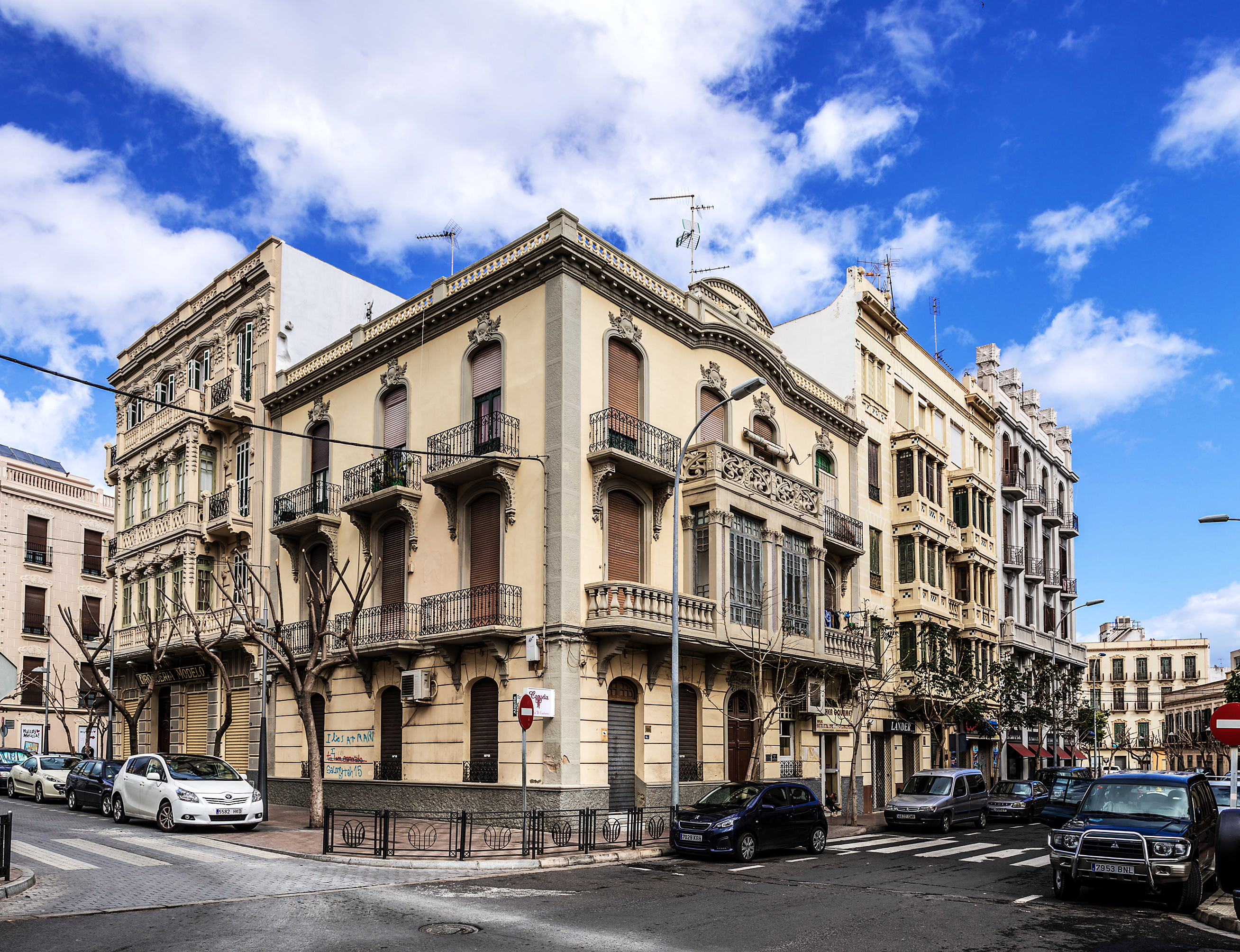
Casa de Miguel Gómez Morales
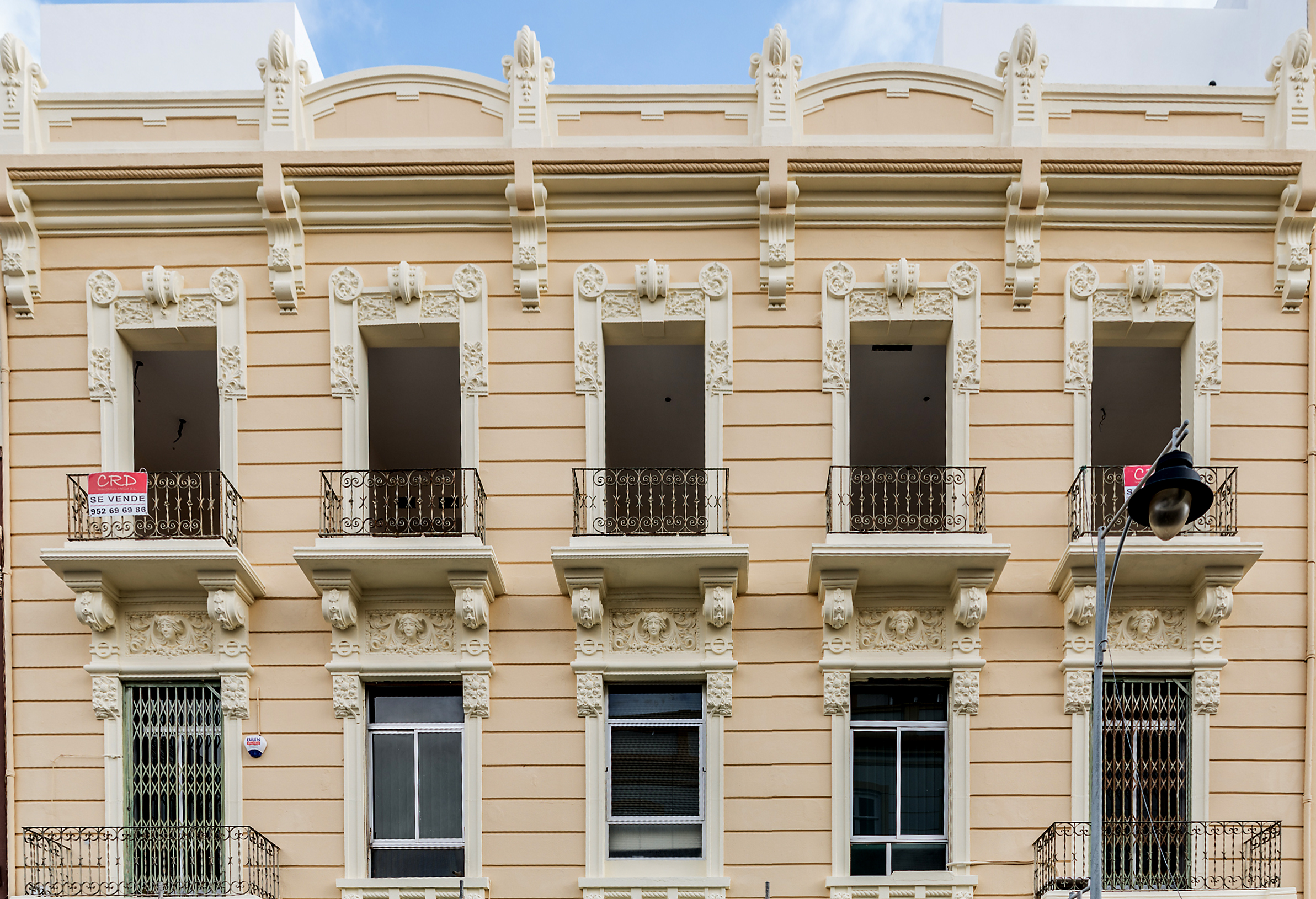
Casa Meliveo
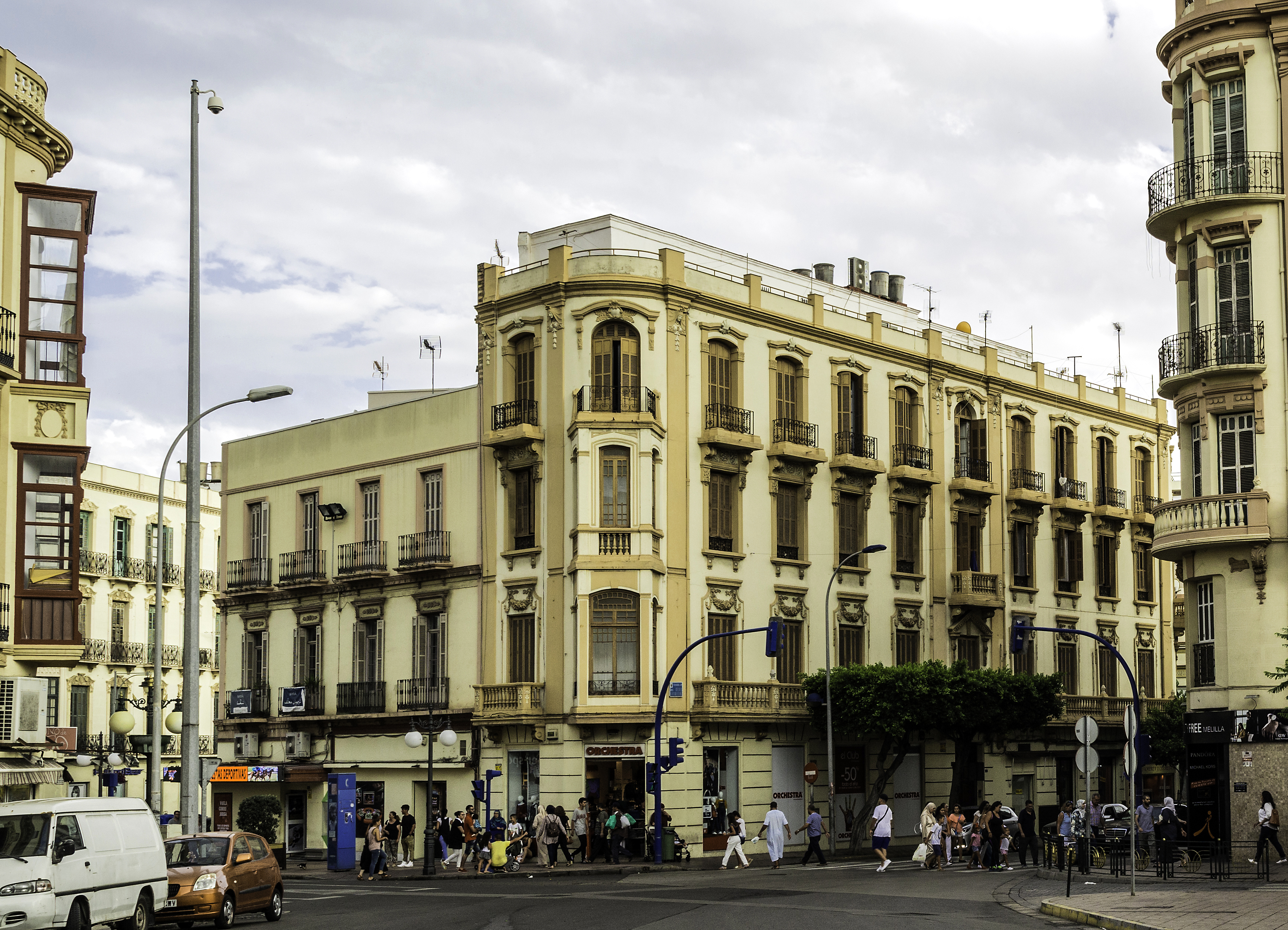
Casa de Juan Montes Hoyo
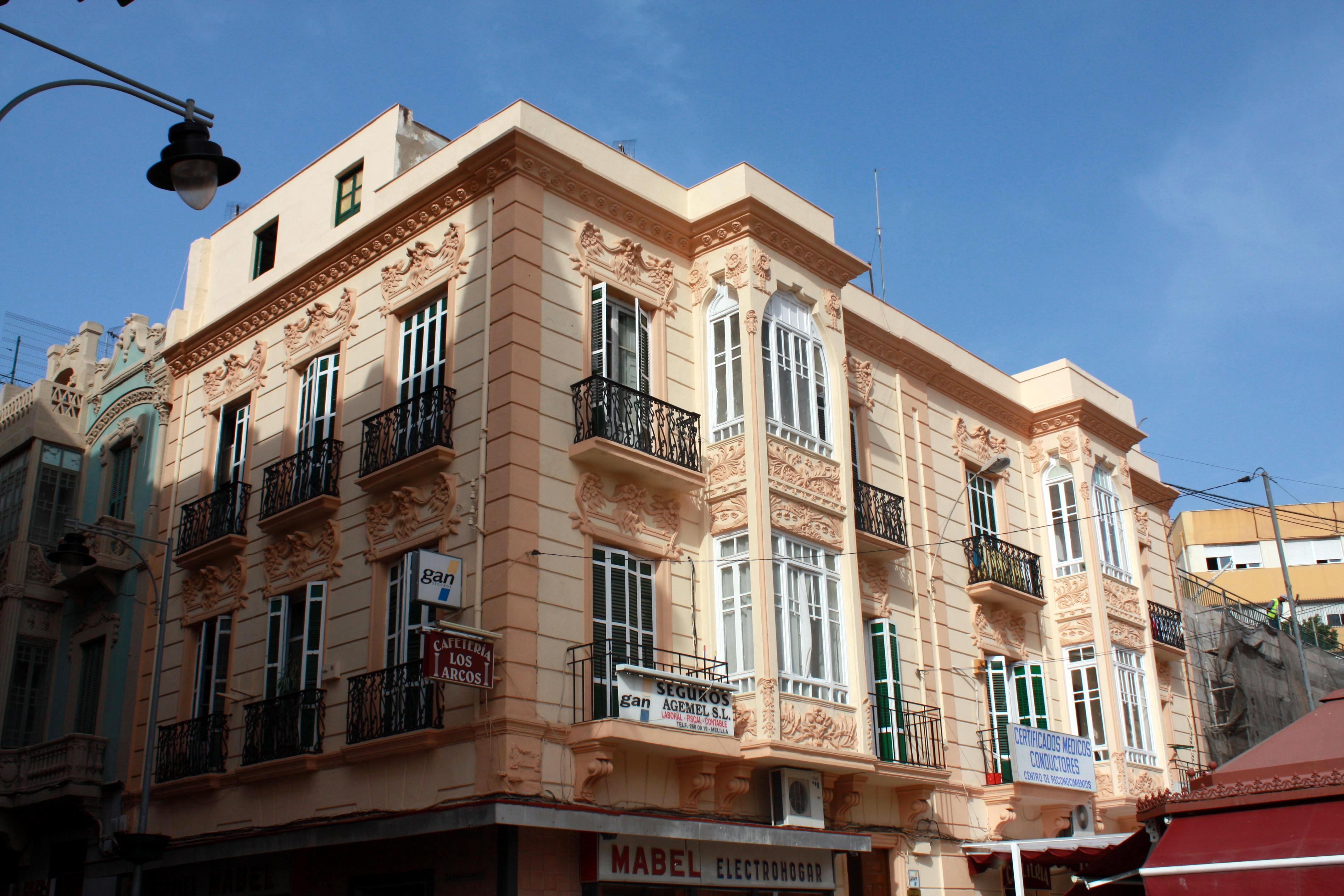
Casa de la viuda de Antonio Ibancos
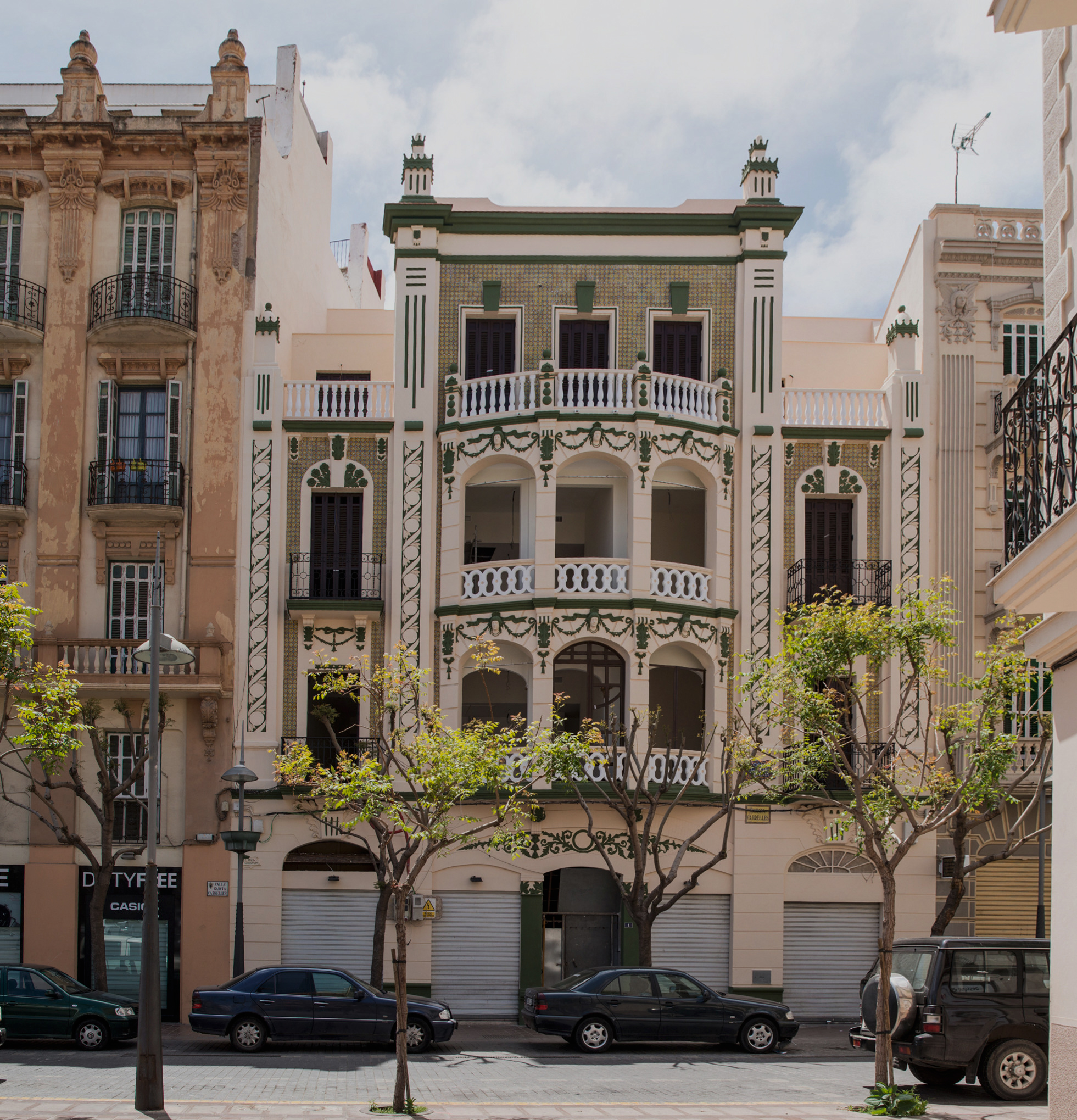
Casa de Lázaro Torres
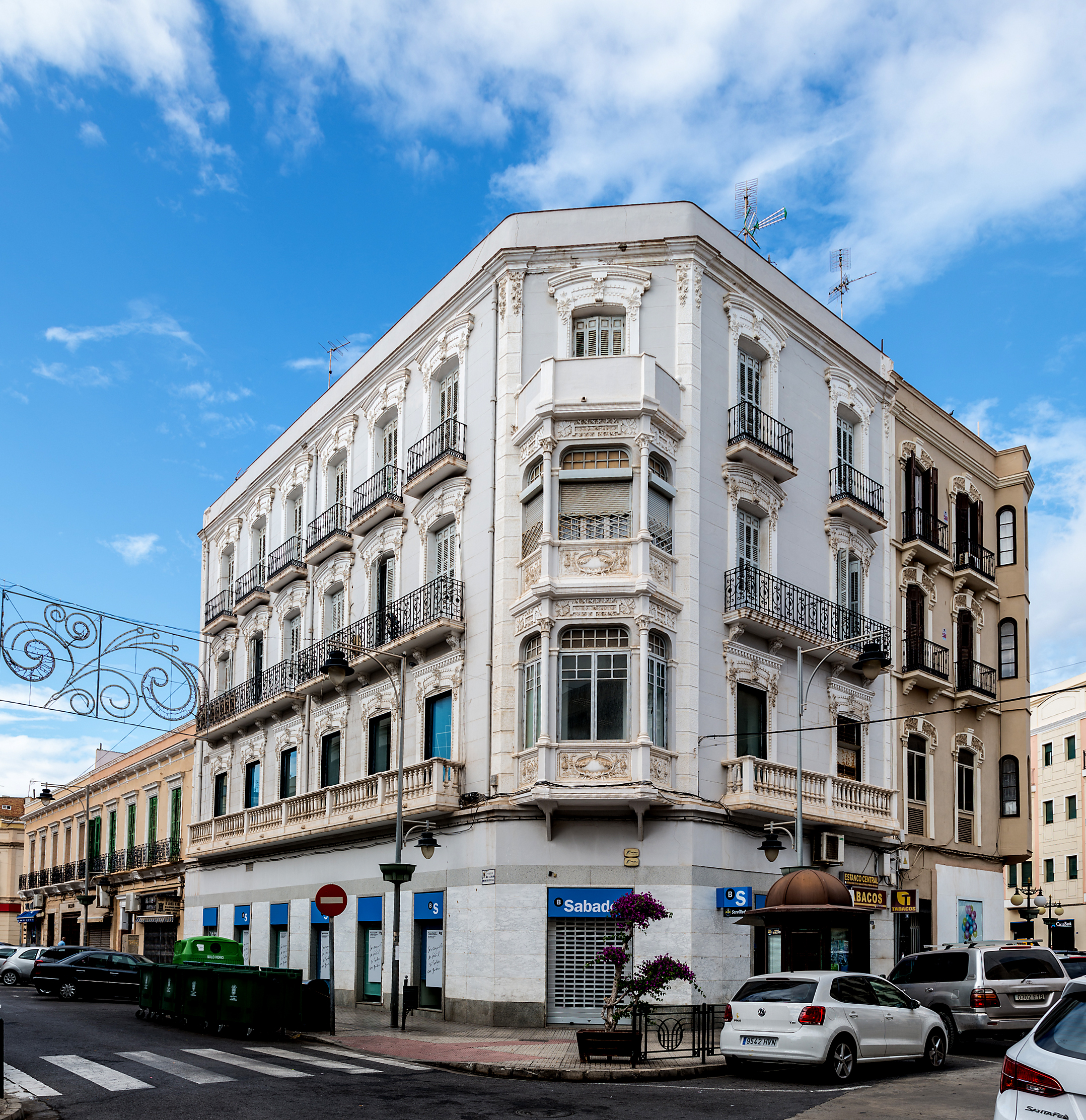
Antiguo Banco de Bilbao
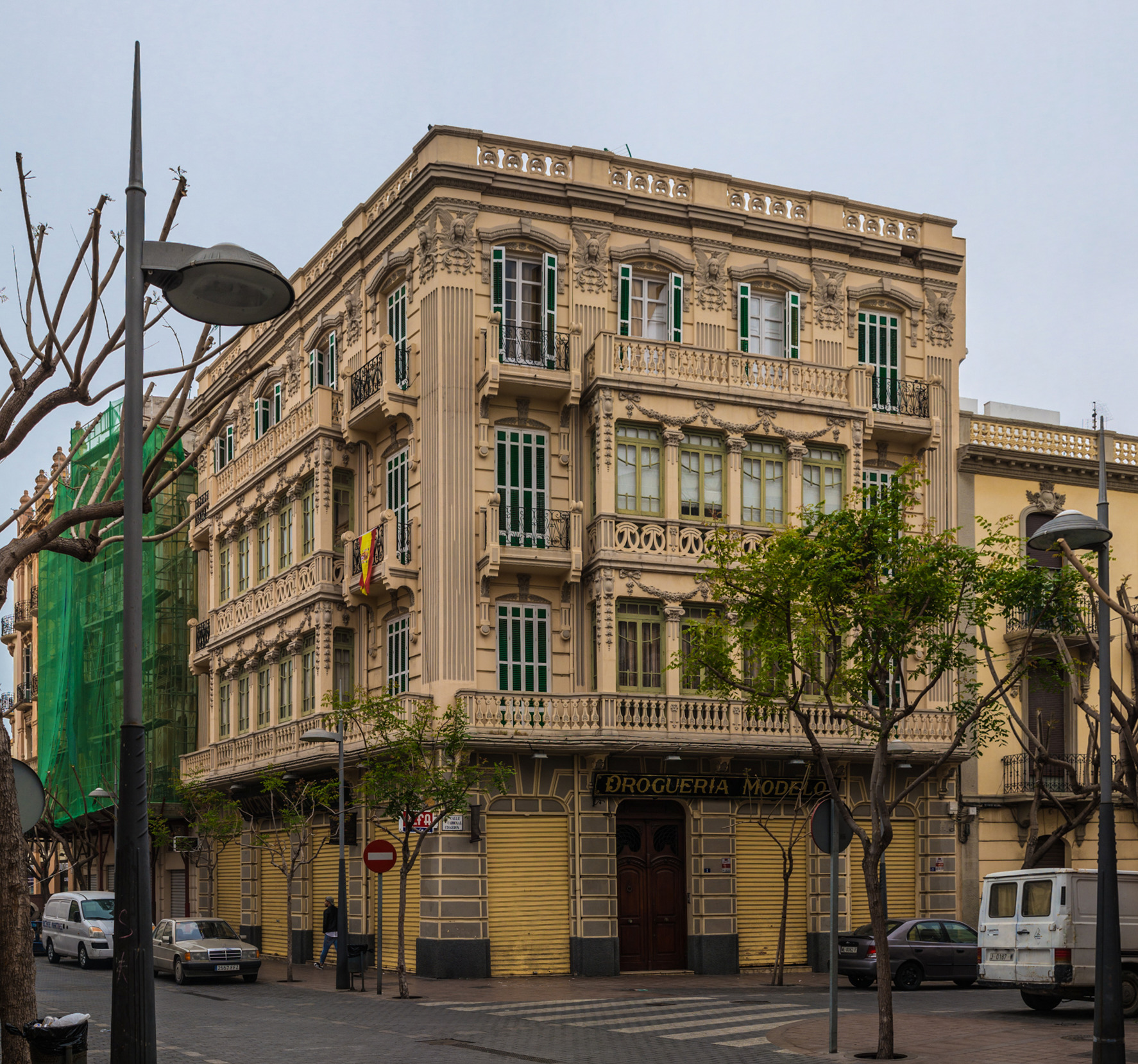
Casa de Vicente Martínez

Desde 1921, ante el agotamiento del modernismo floral, Nieto lo utiliza en la Casa de J. Barciela, la Casa Meliveo (1920), la Casa de José Zea y Manuel Alvadalejo,  los componentes de la Manzana de la Concordia, la Casa de Miguel Gómez Morales (1927-1928), la Casa de Lázaro Torres (1928-1929), la cercana Casa de Juan Montes Hoyo, denominada popularmente Casa La Pilarica (1928-1929), Casa de la viuda de Antonio Ibancos, el Antiguo Banco de Bilbao, la Casa de José Guardiola, la Casa de Vicente Martínez (1931-1932).

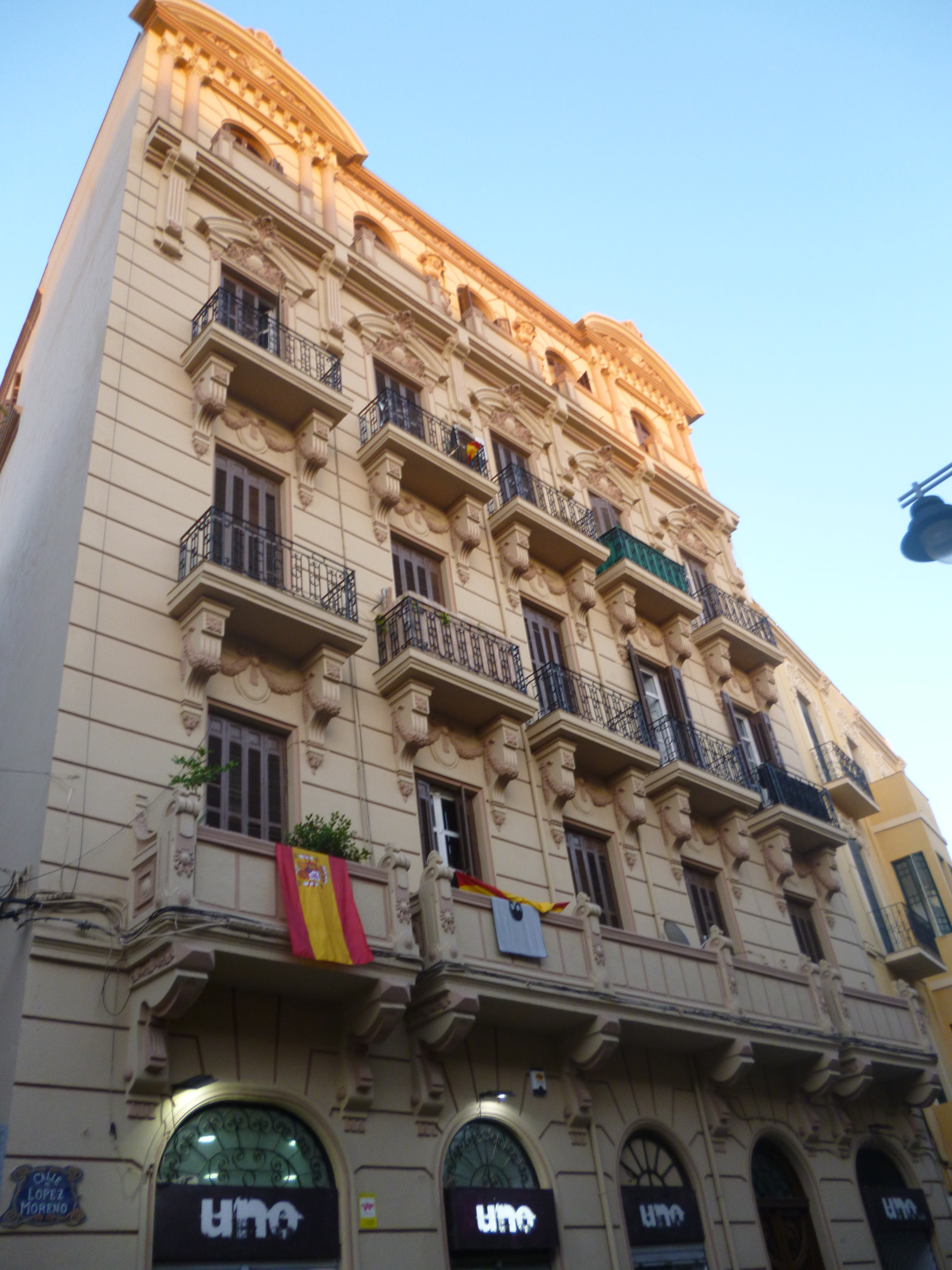
López Moreno, 14
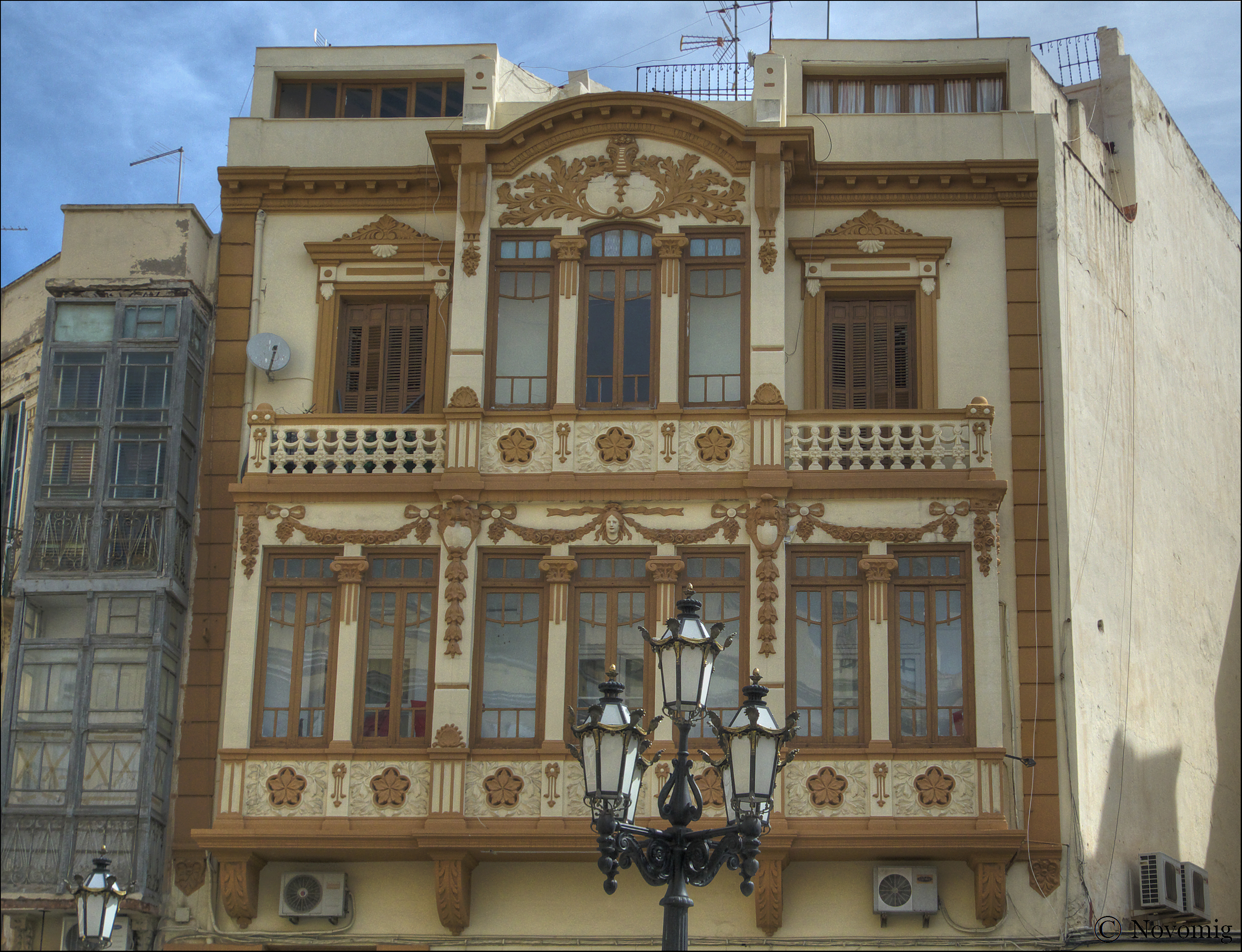
López Moreno, 20
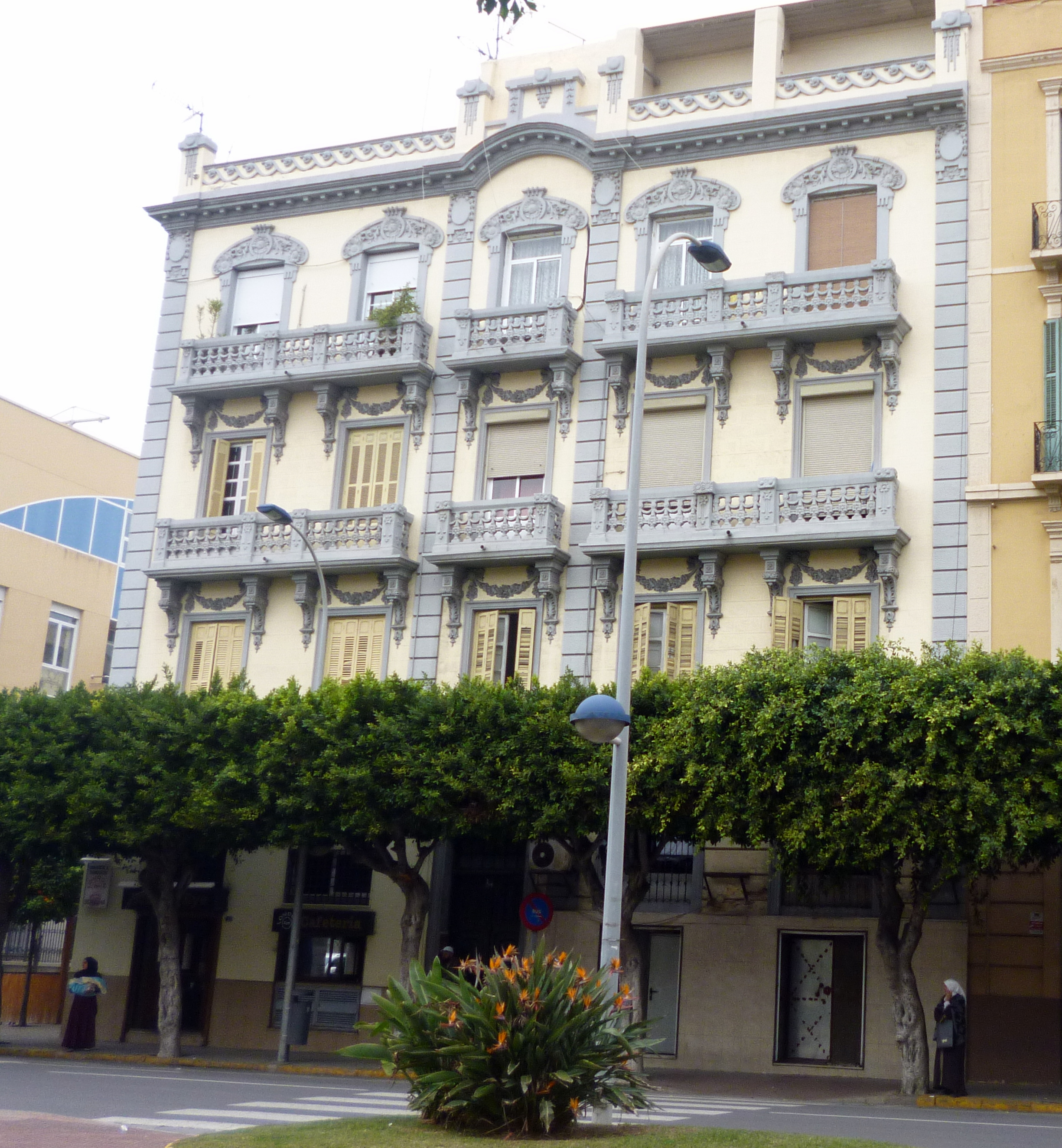
Reyes Católicos, 10
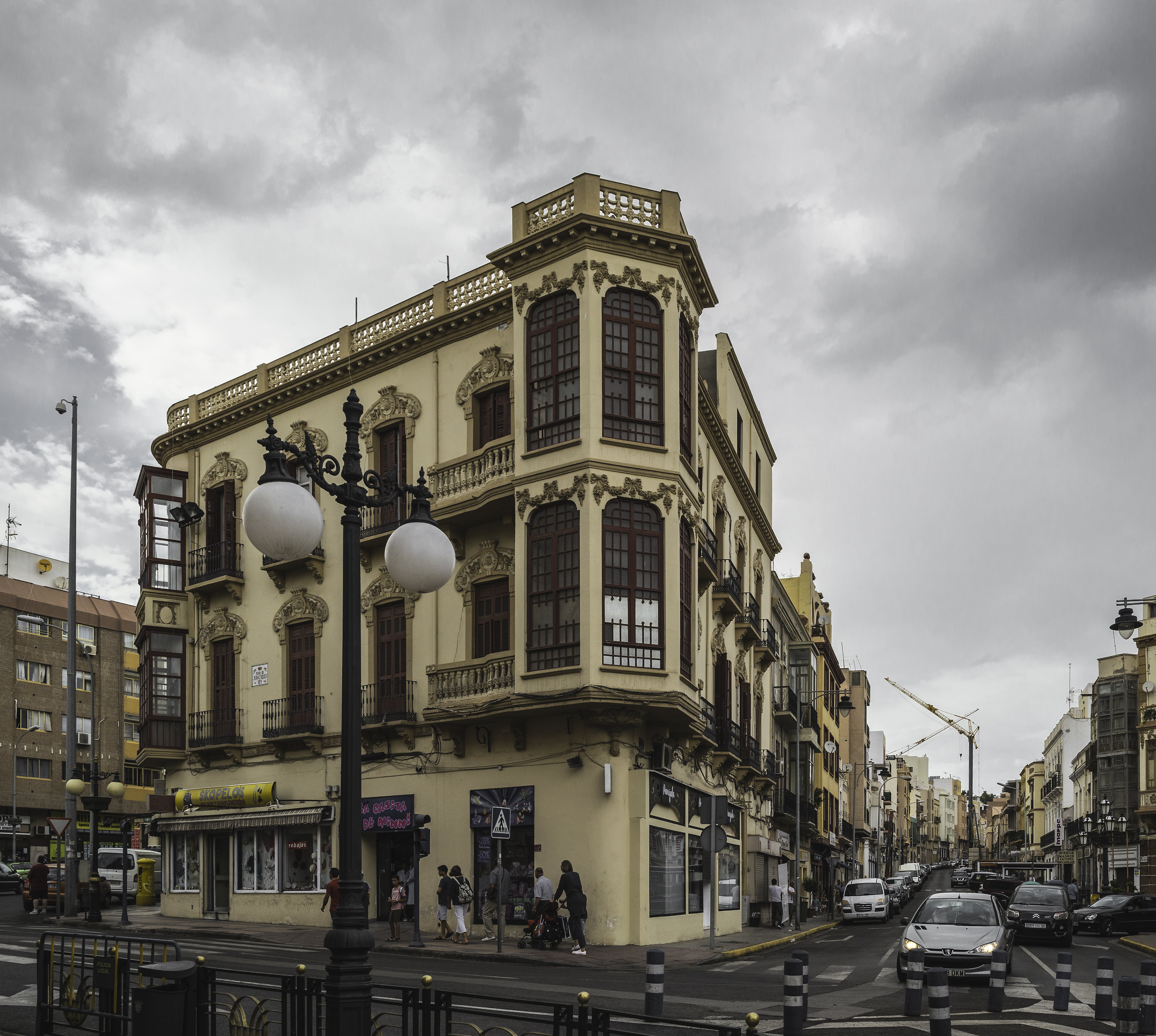
Castelar, 1
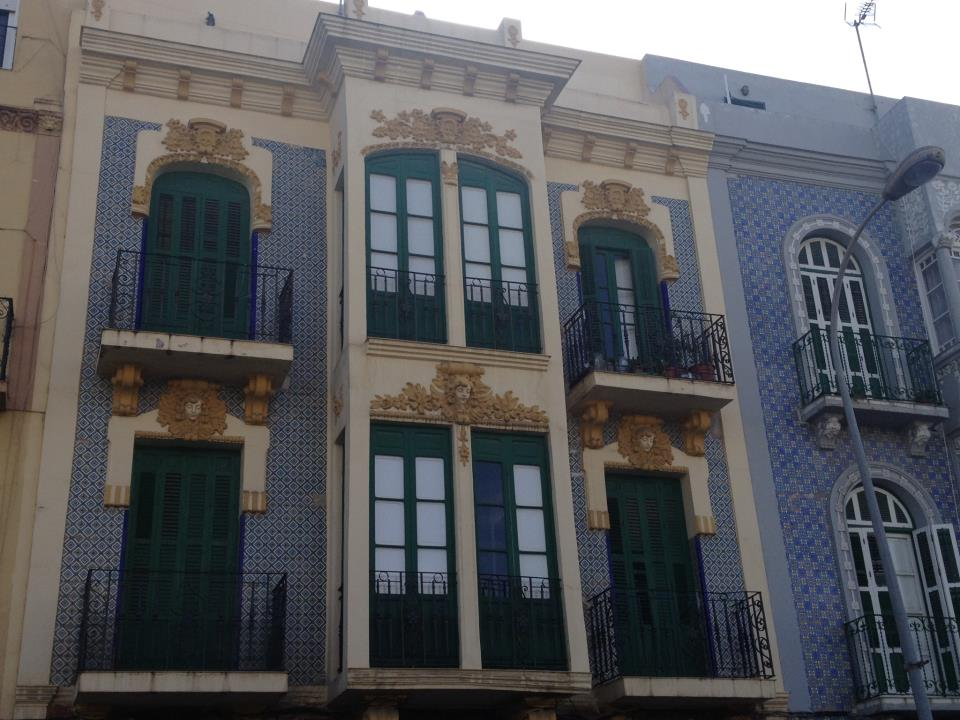
Casa de Eulalia Vides
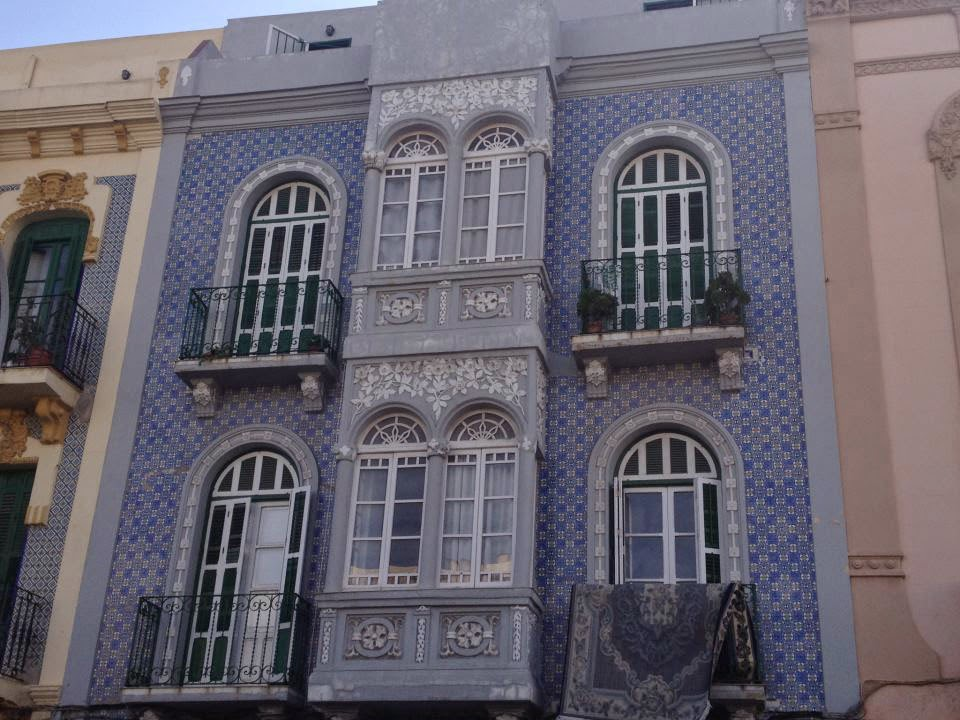
Duquesa de la Victoria, 19
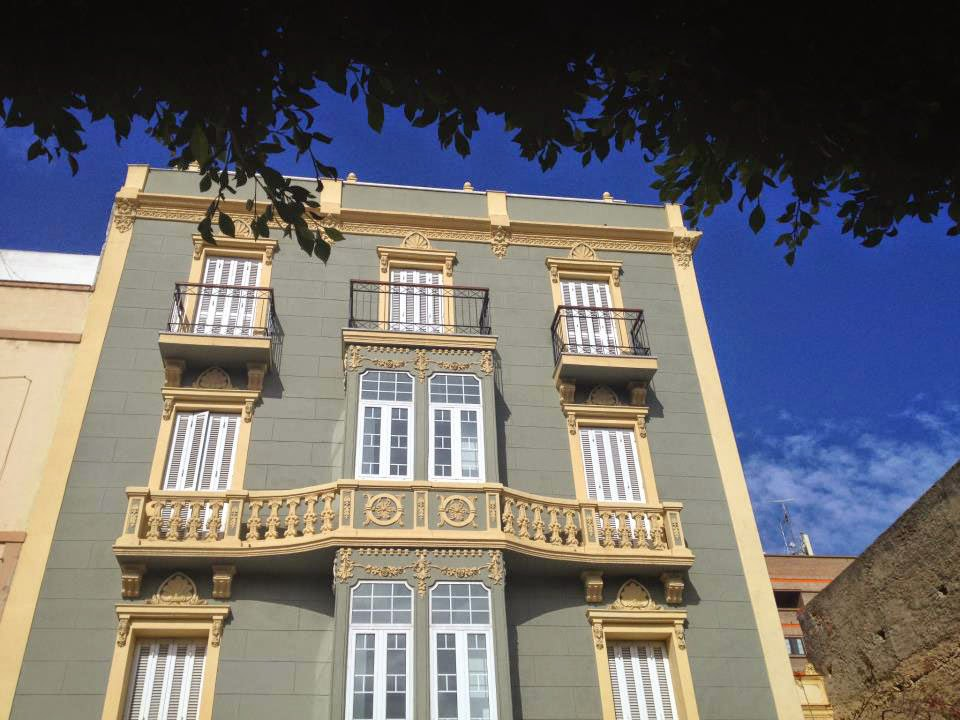
Duquesa de la Victoria, 10

Aparte, también desarrolló otros edificios de menor envergadura, como la Casa de Francisco Garcés, la Casa de Eulalia Vides, la Casa de Manuel Perelló López y los situadas en las calles López Moreno, 14 (1924), López Moreno, 20 (1924), en la avenida Duquesa de la Victoria, 30,  en la avenida Reyes Católicos, 10, en la avenida Castelar, 1.

#### Geometrizante

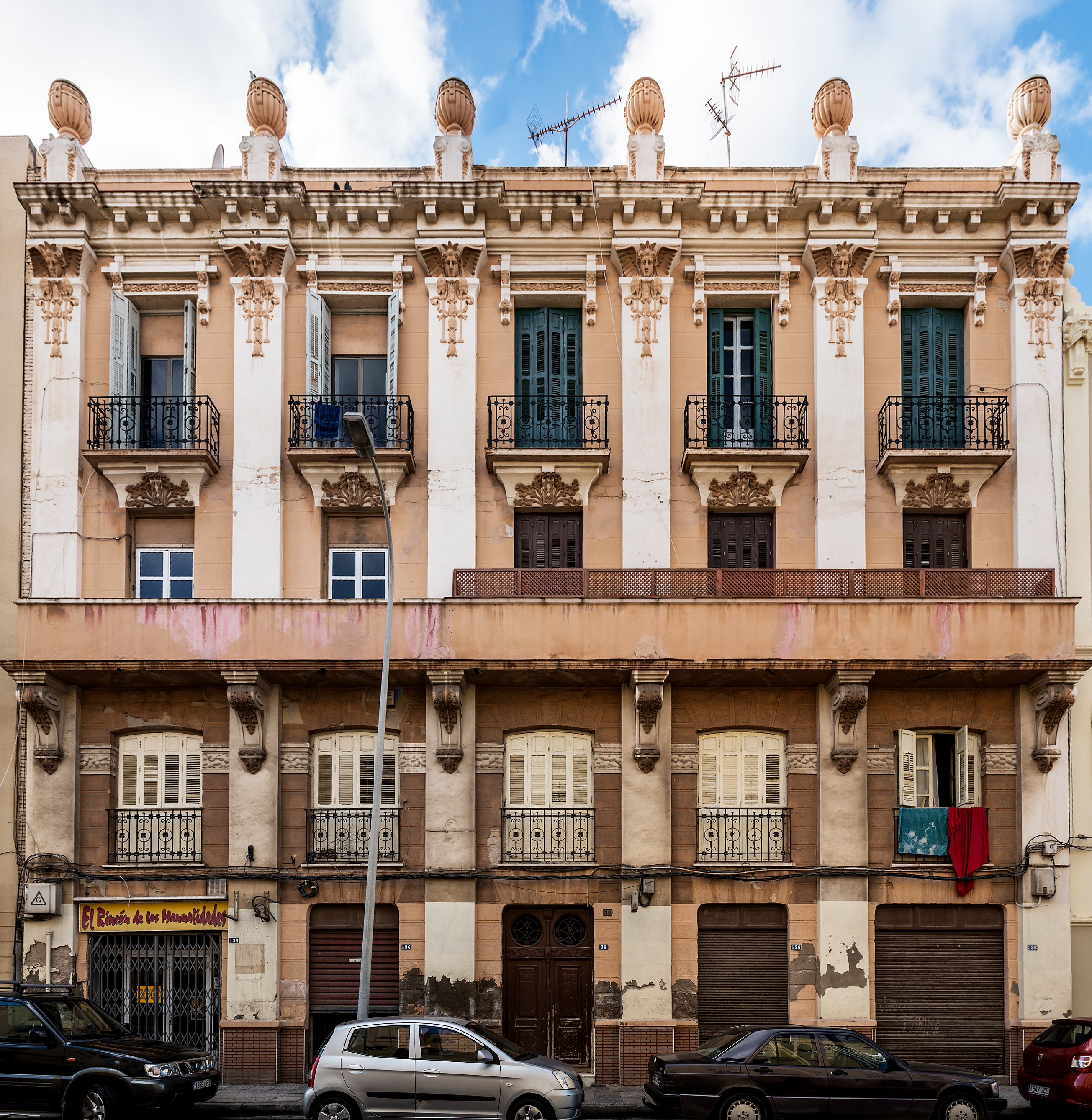
Casa de José Zea y Manuel Alvadalejo
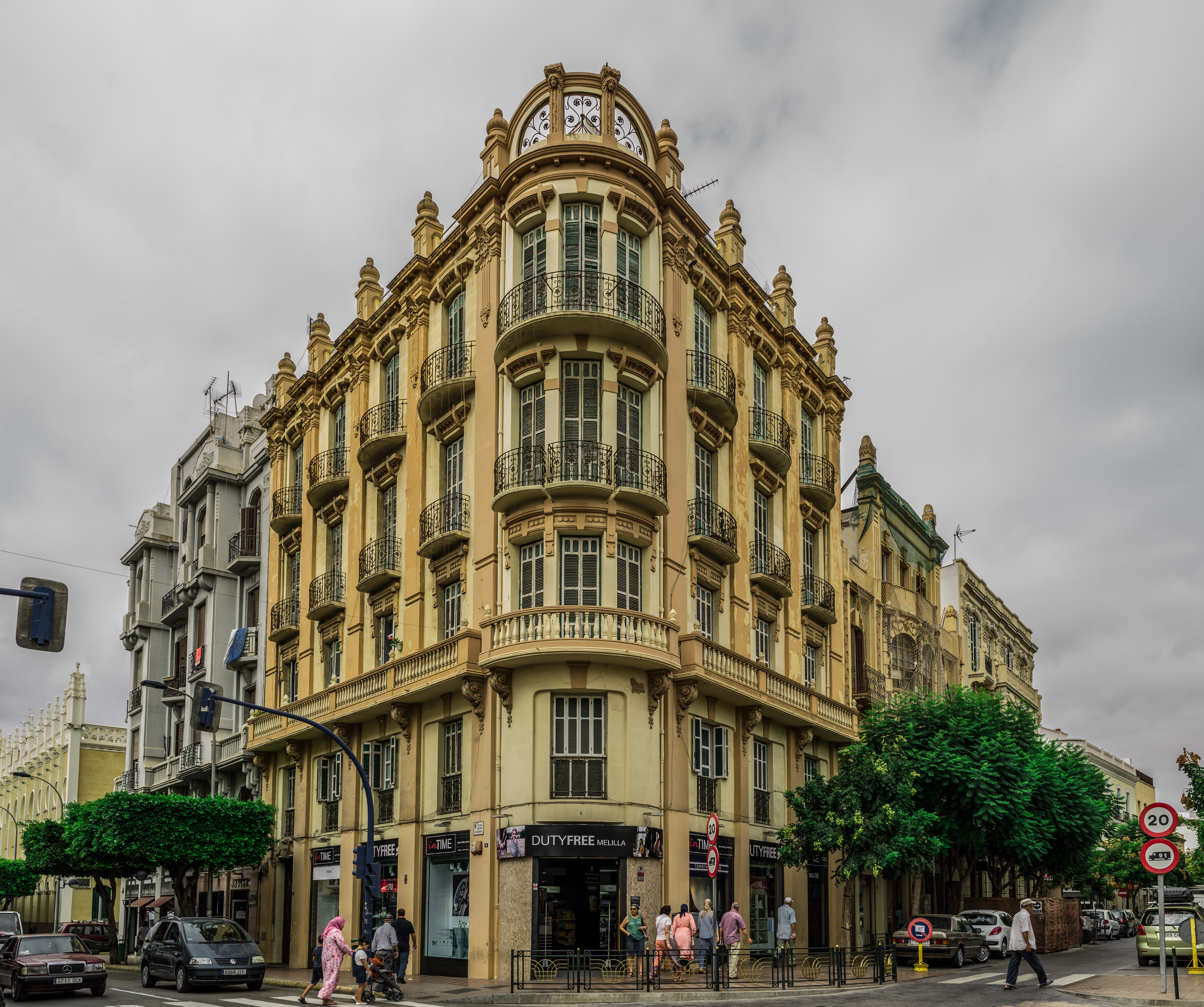
Casa de José García Álvaro
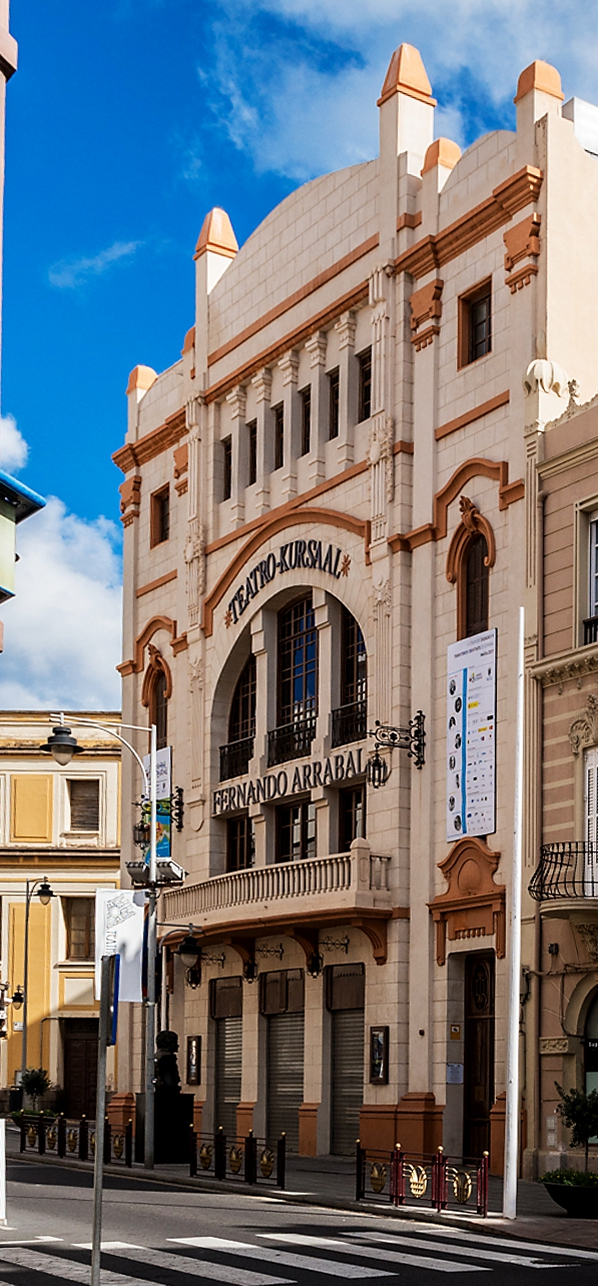
Teatro Kursaal
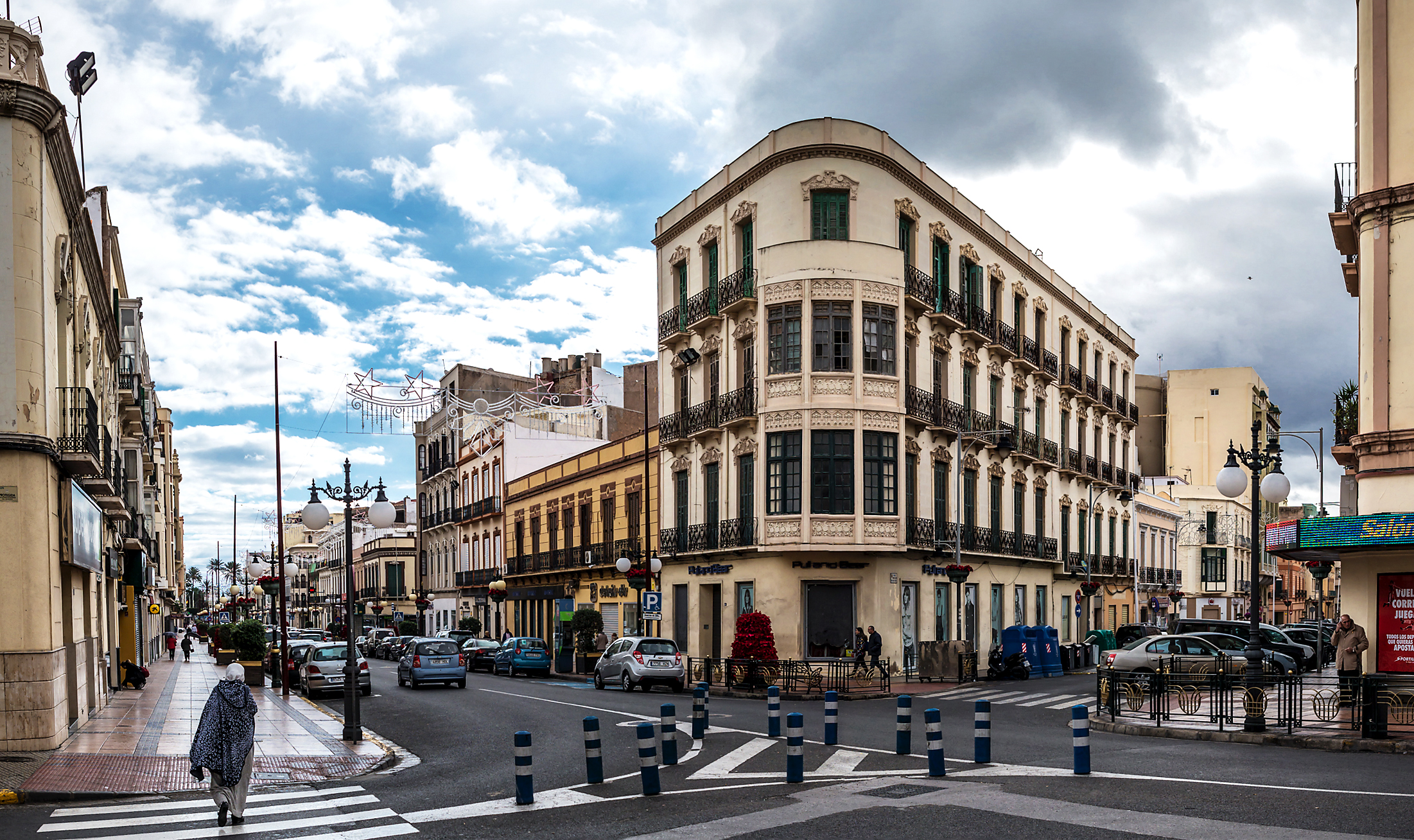
Ferretería Cabanillas Hermanos

Preludio del art decó, cono la Casa de Juan Florido Santos y Lázaro Torres García (1928-1929), la Casa de José García Álvaro, más conocida como Casa El Acueducto (1928-1930), los Almacenes Juan Montes Hoyo el Teatro Kursaal (1930).

## Emilio Alzugaray

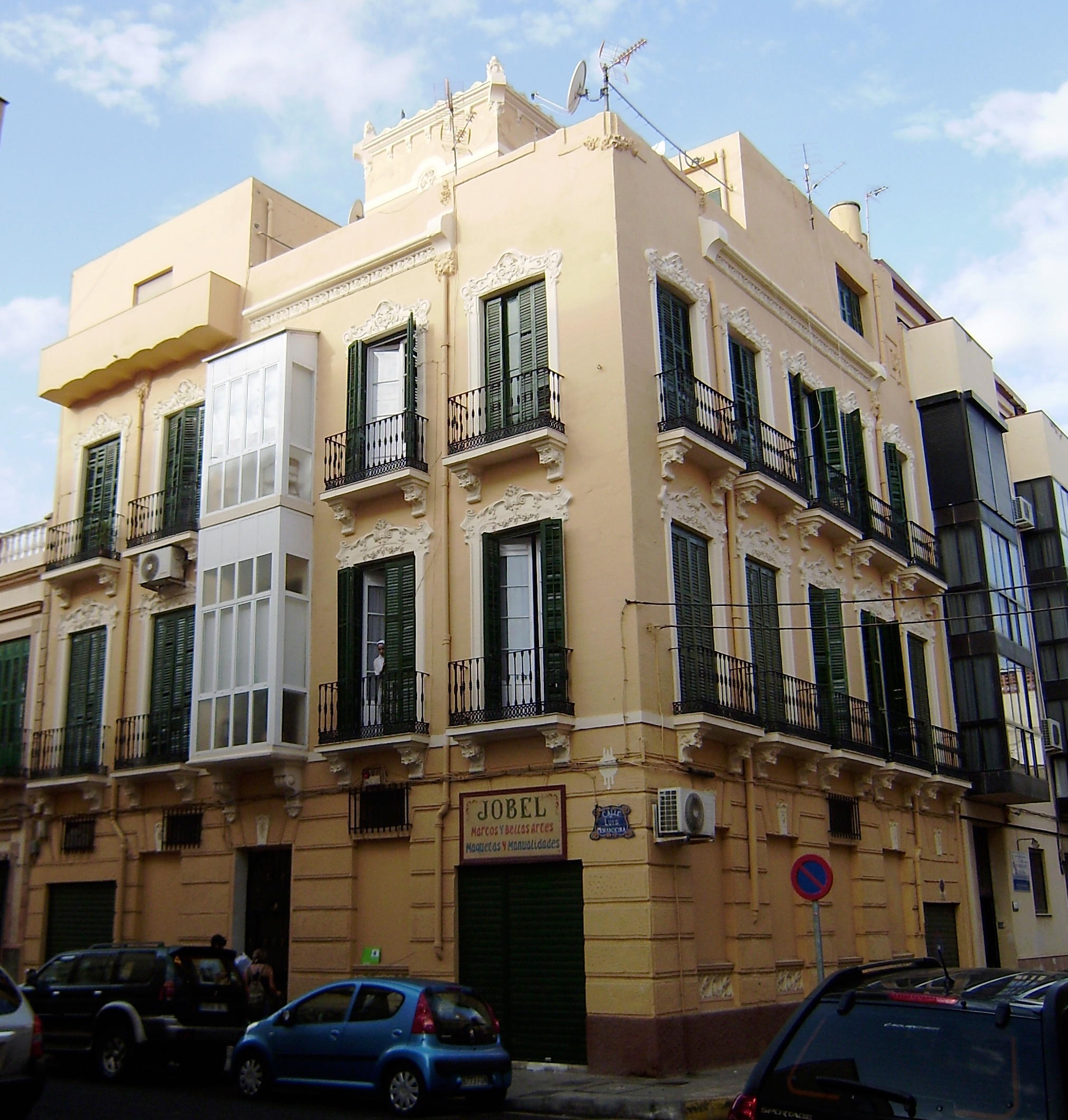
Casa de Julián Argos
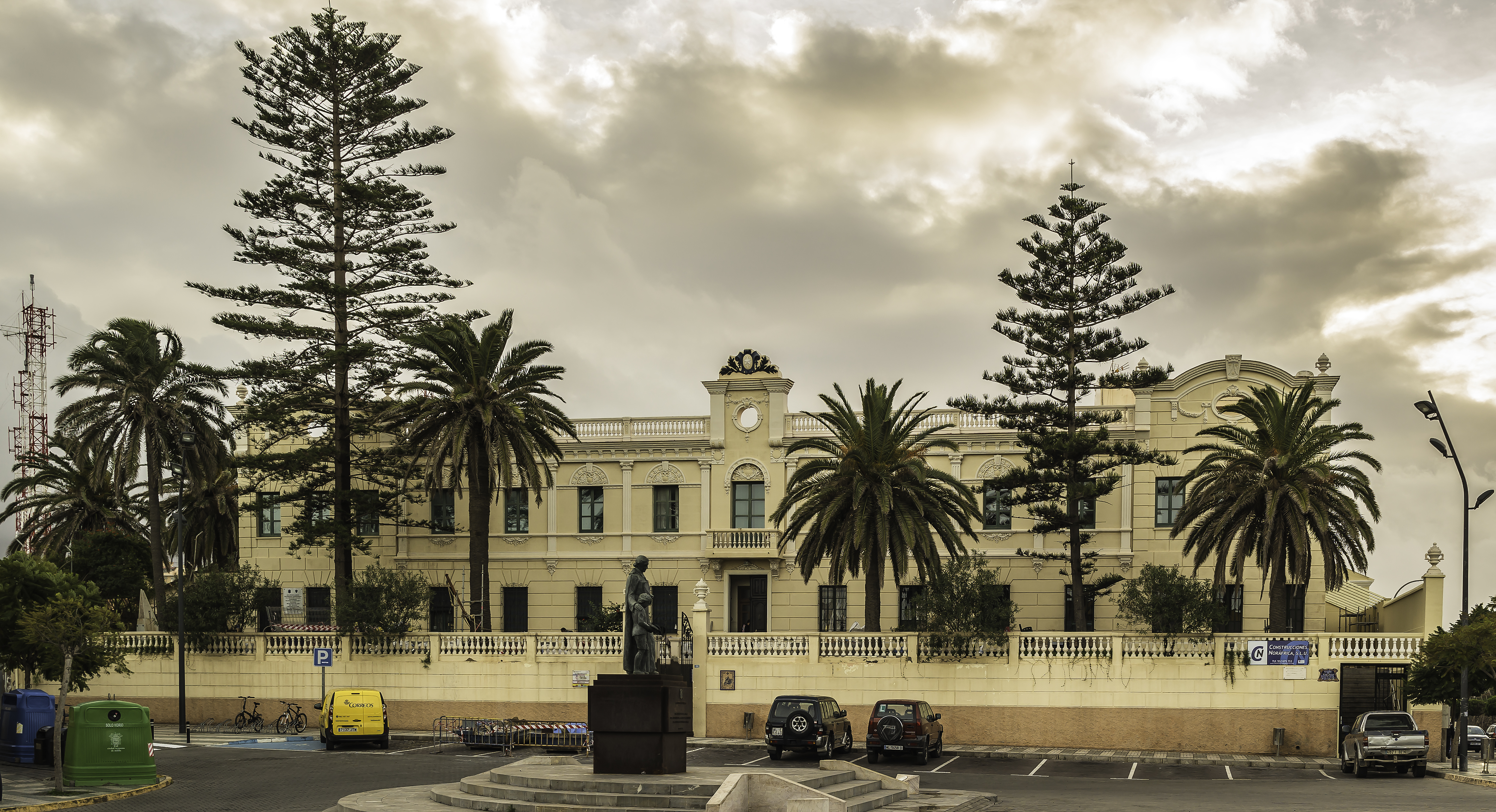
Colegio de los Hermanos de las Escuelas Cristianas
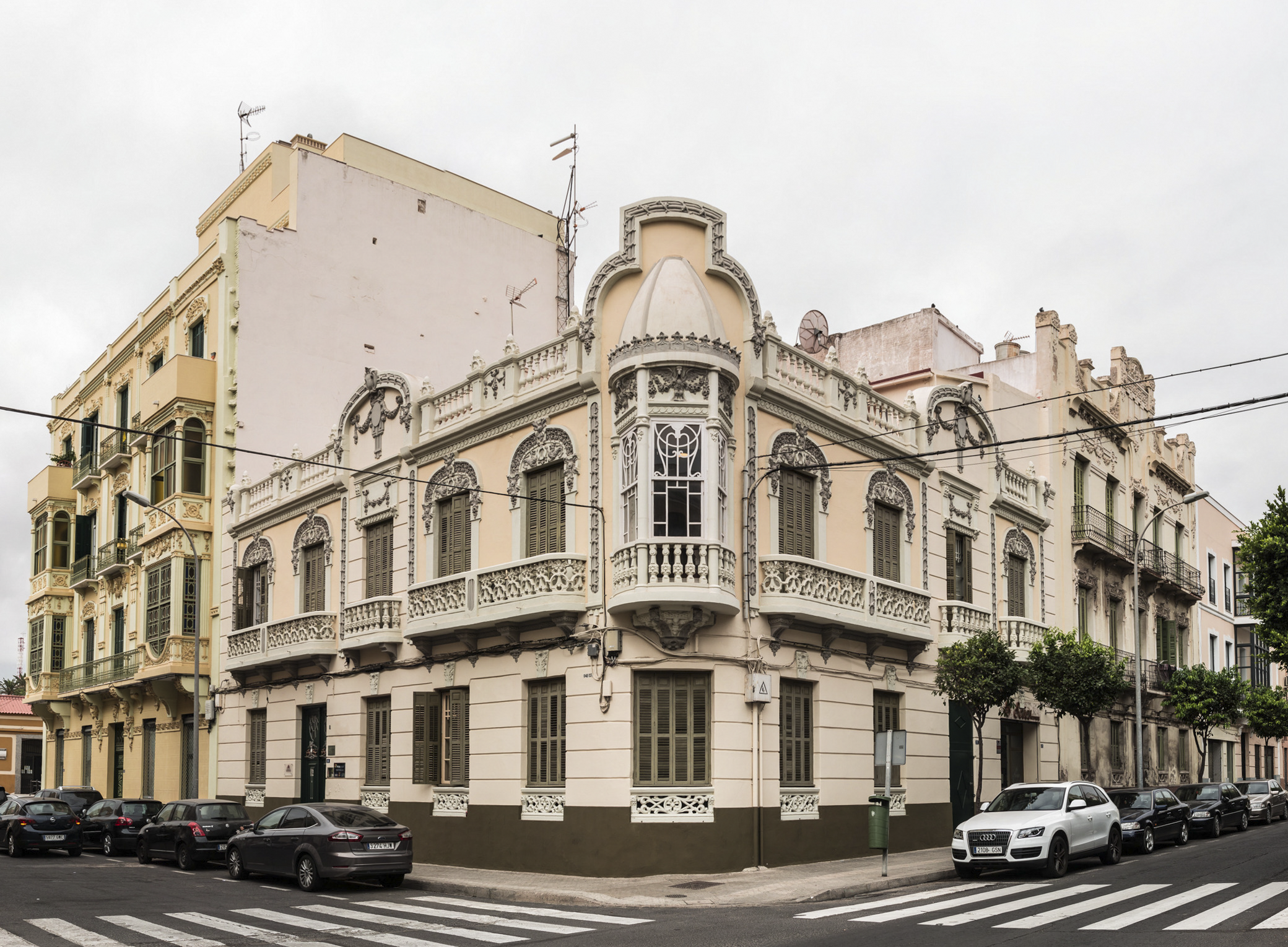
Casa de Salomón Cohen
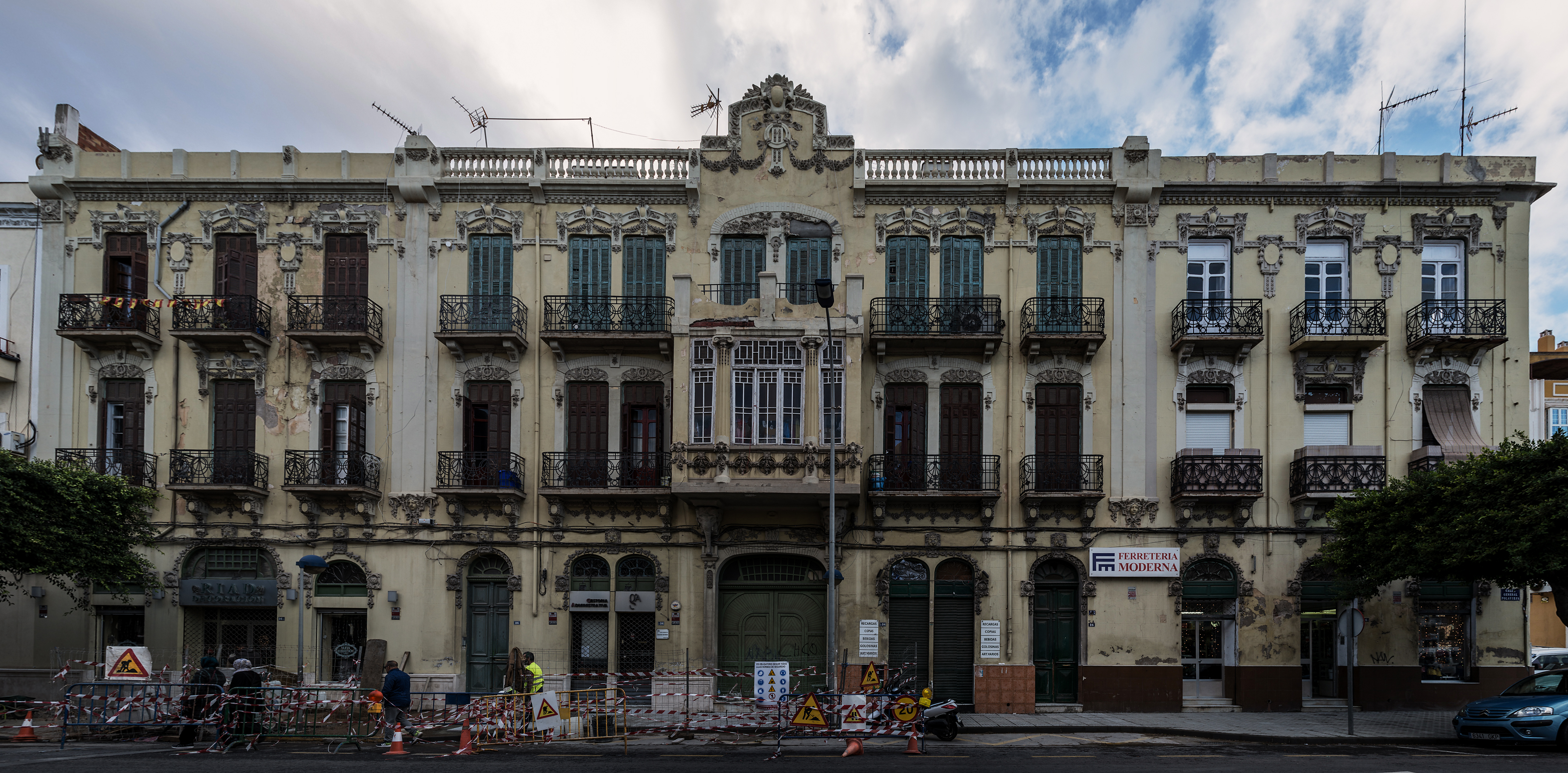
Casa de las Fieras
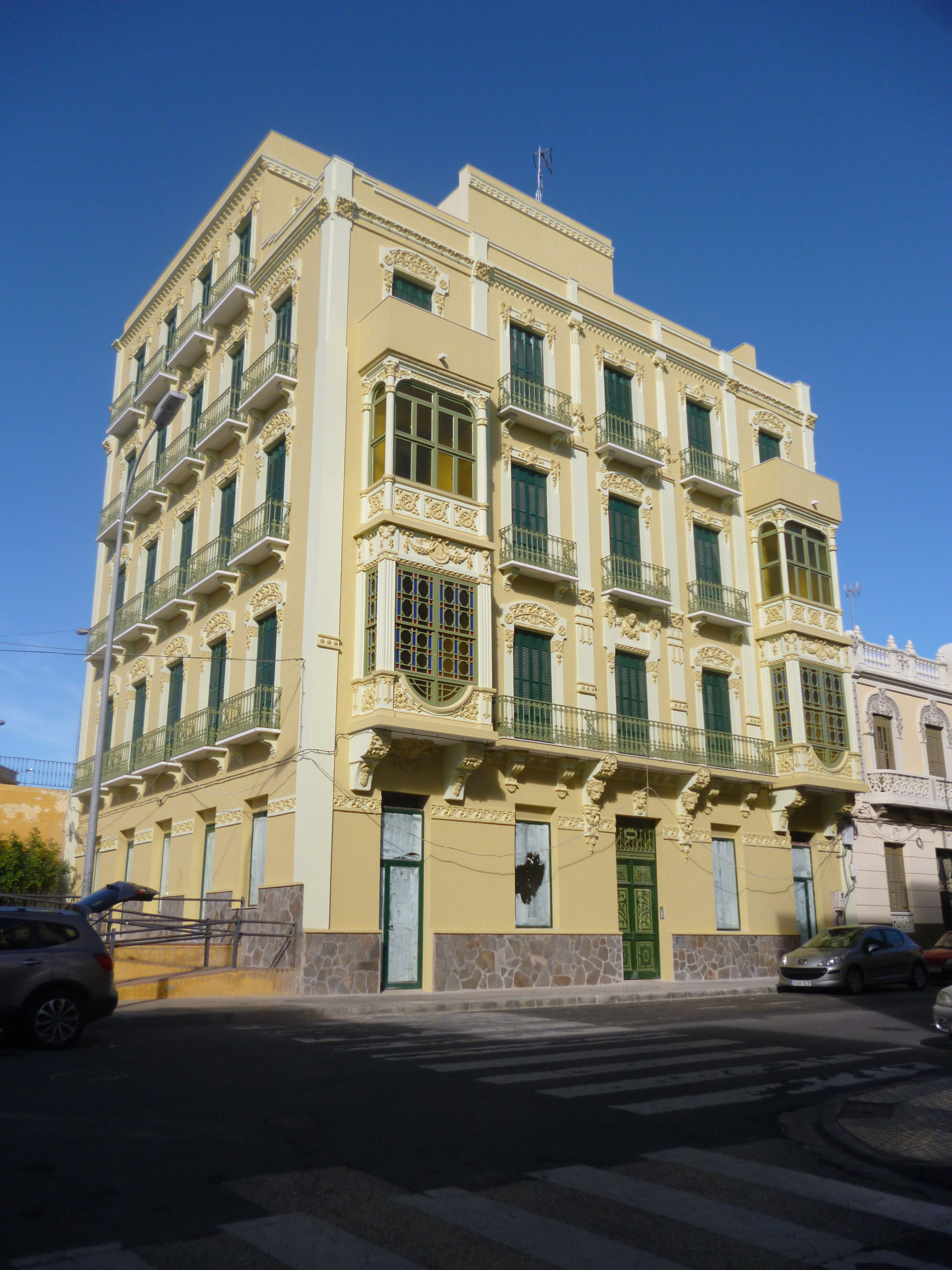
Casa de José Morely
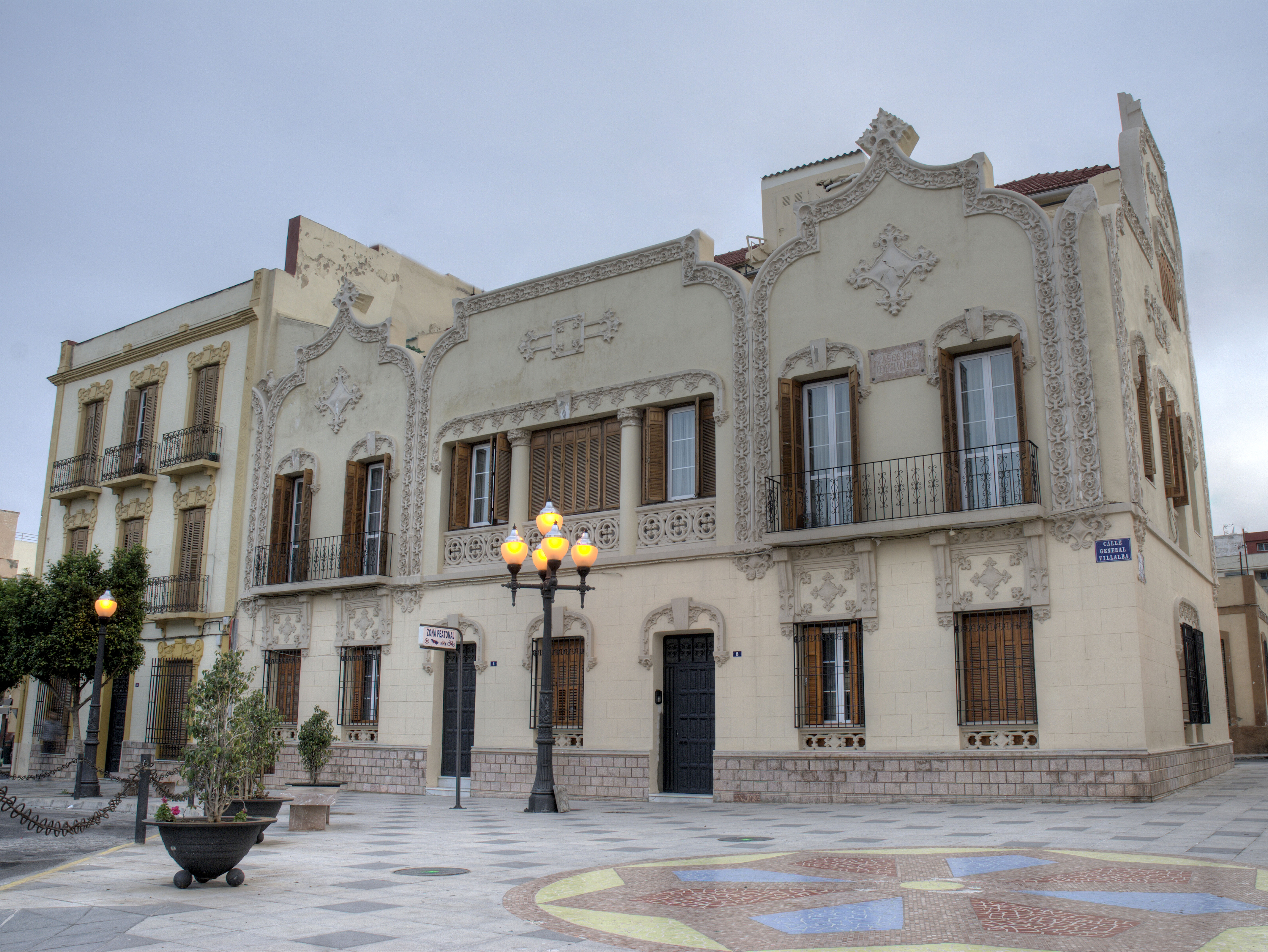
Casa de la Viuda de Samuel Salama
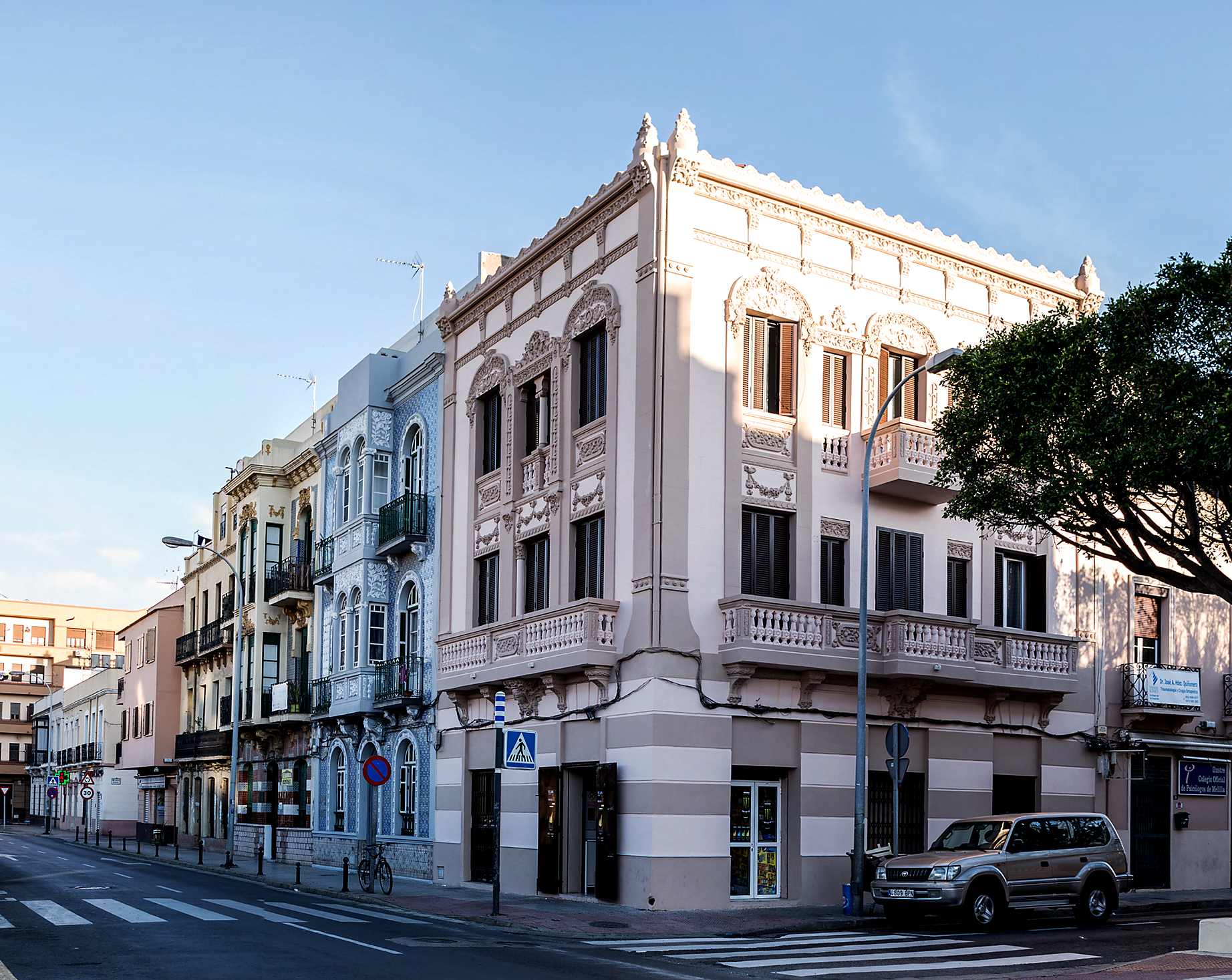
Casa de Argos
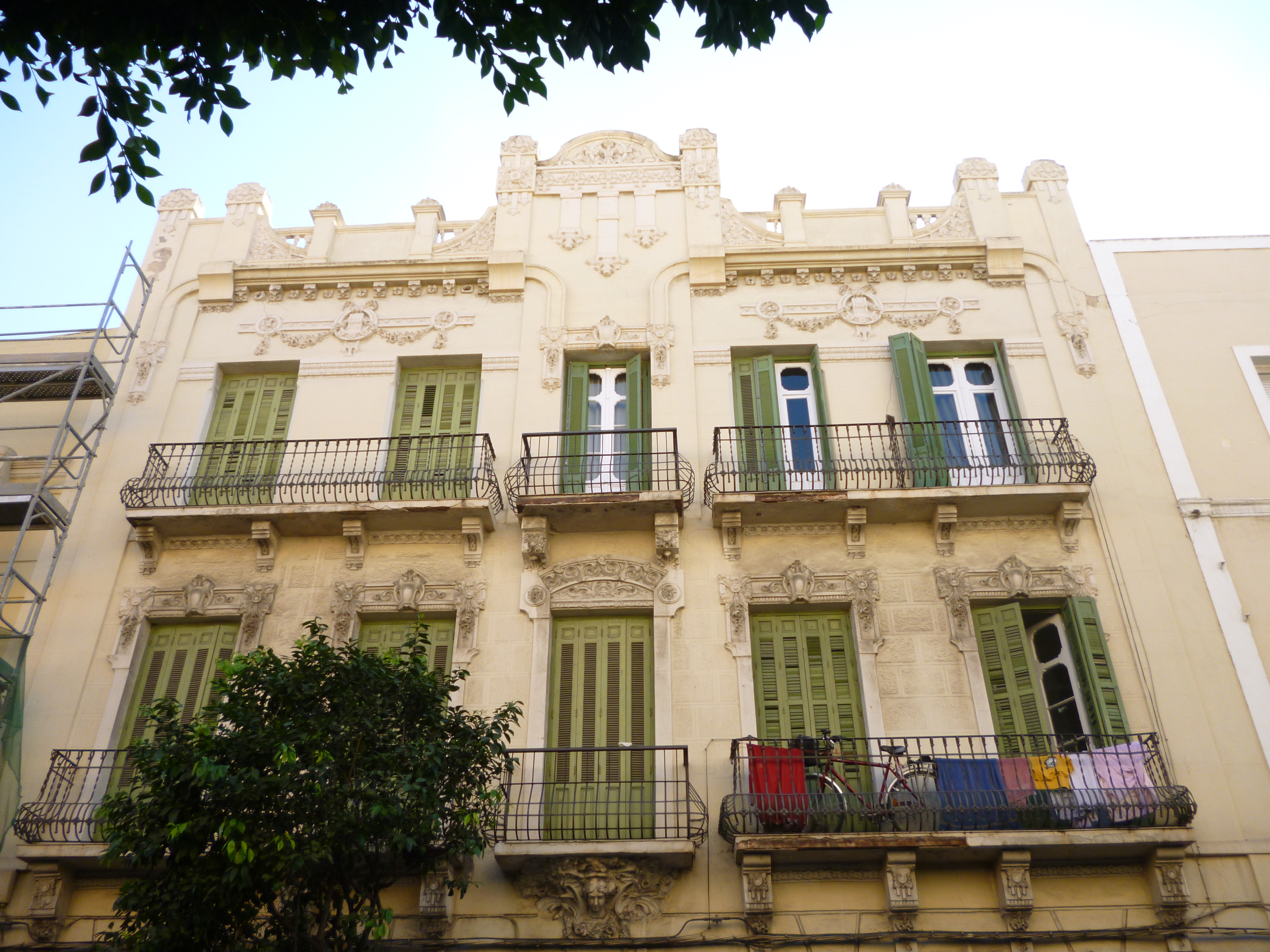
Casa de Francisco Bueno
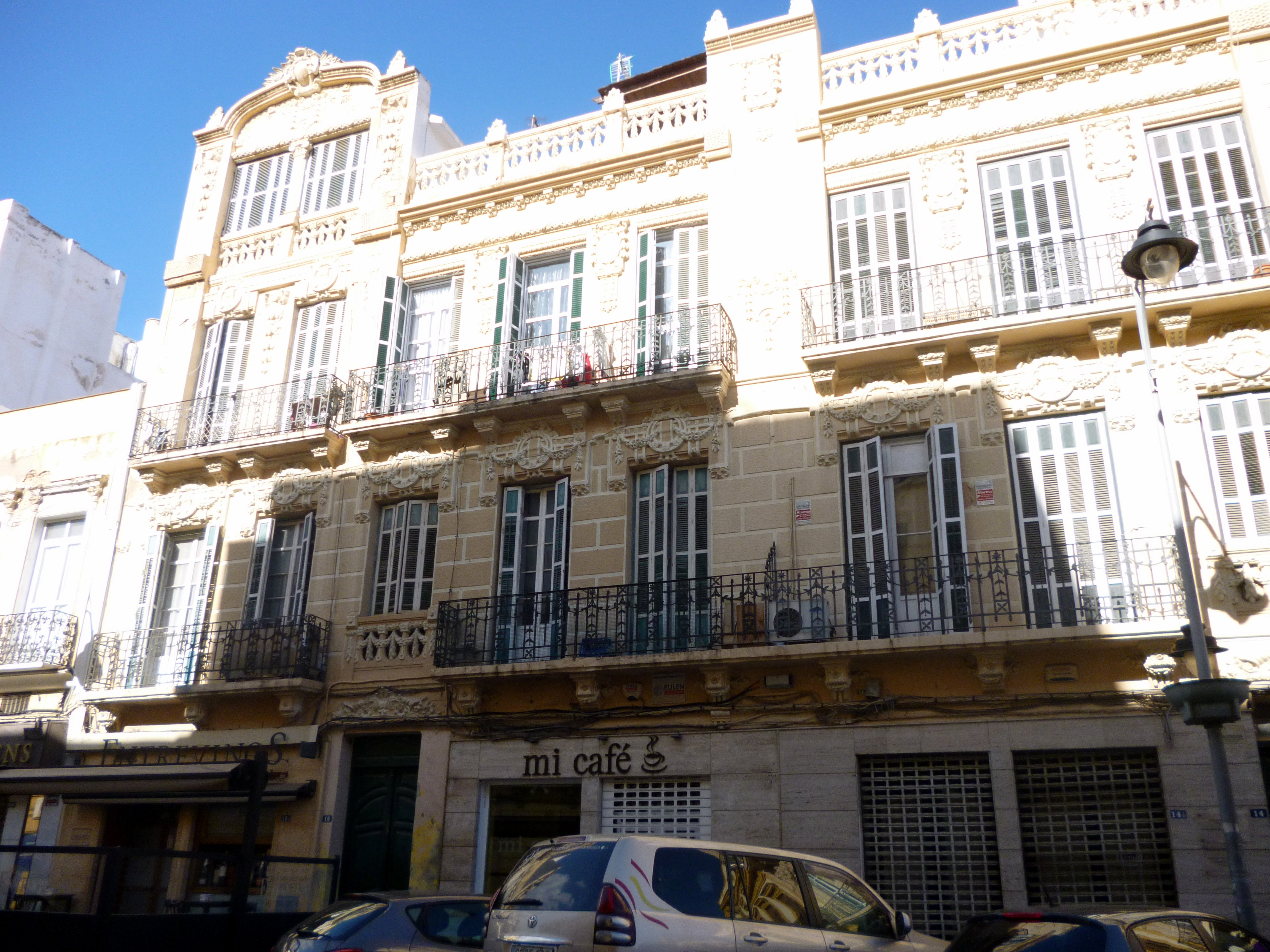
Casa de Jacinto Ruíz
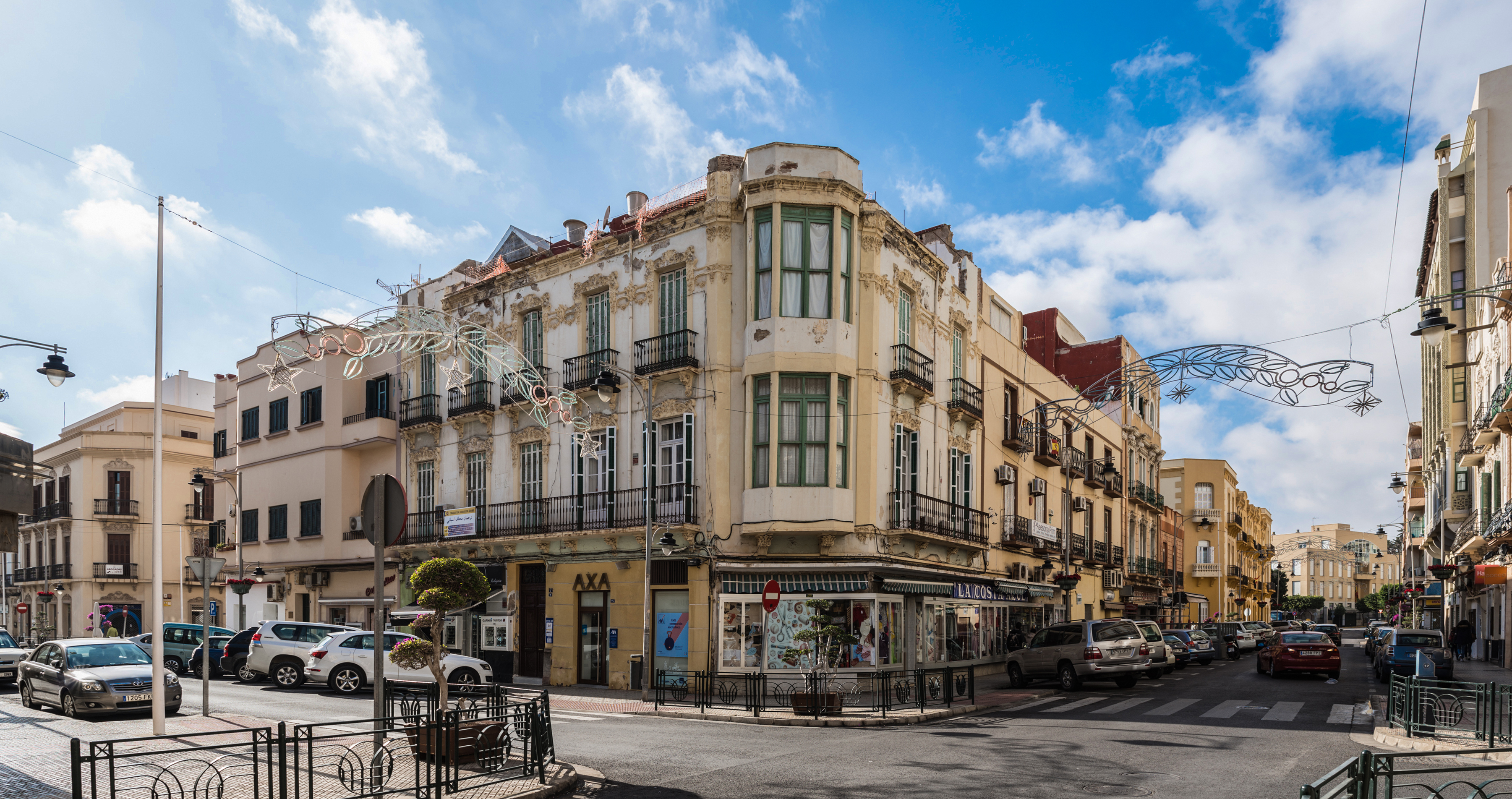
General Pareja, 7
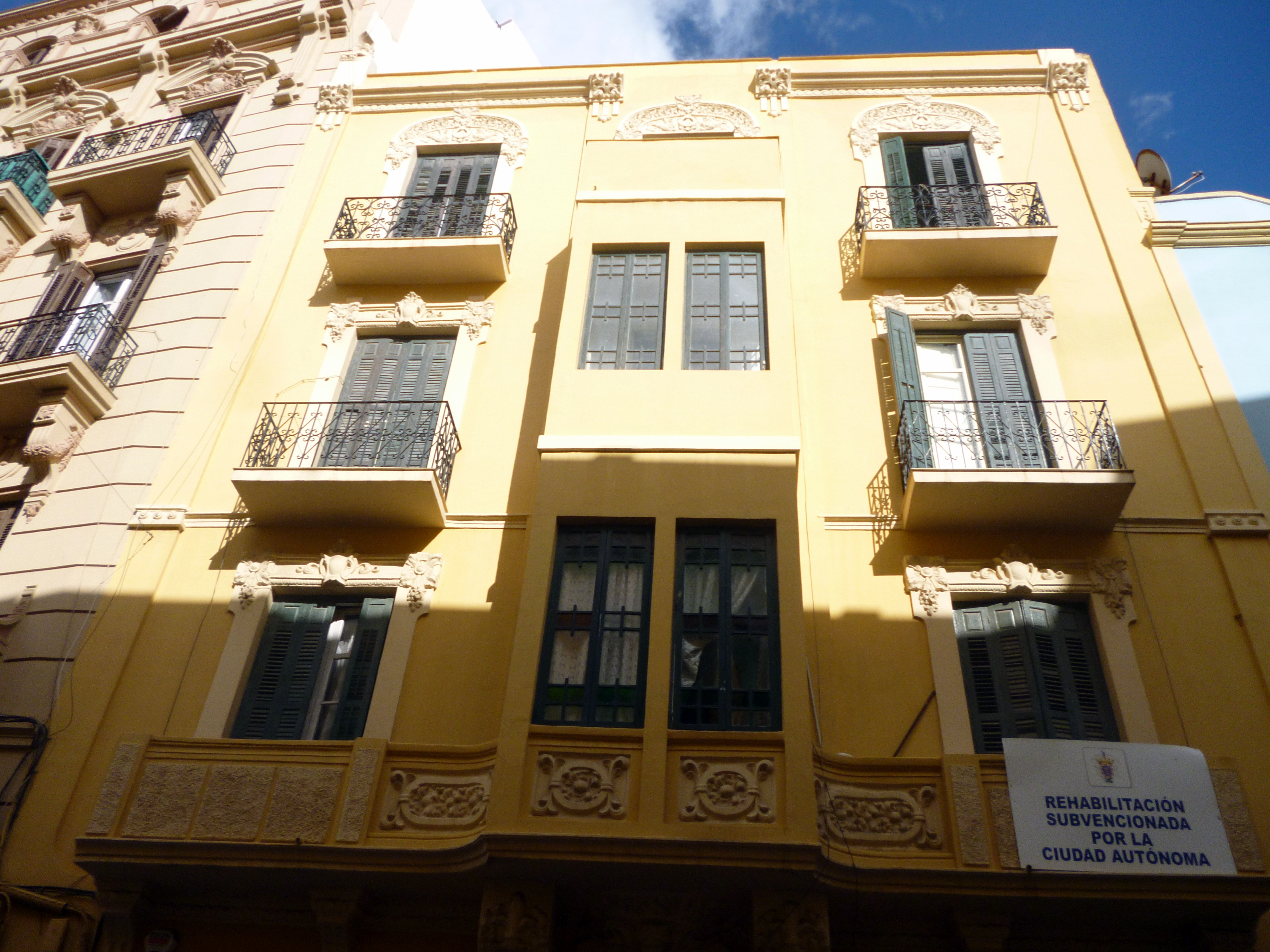
López Moreno, 12
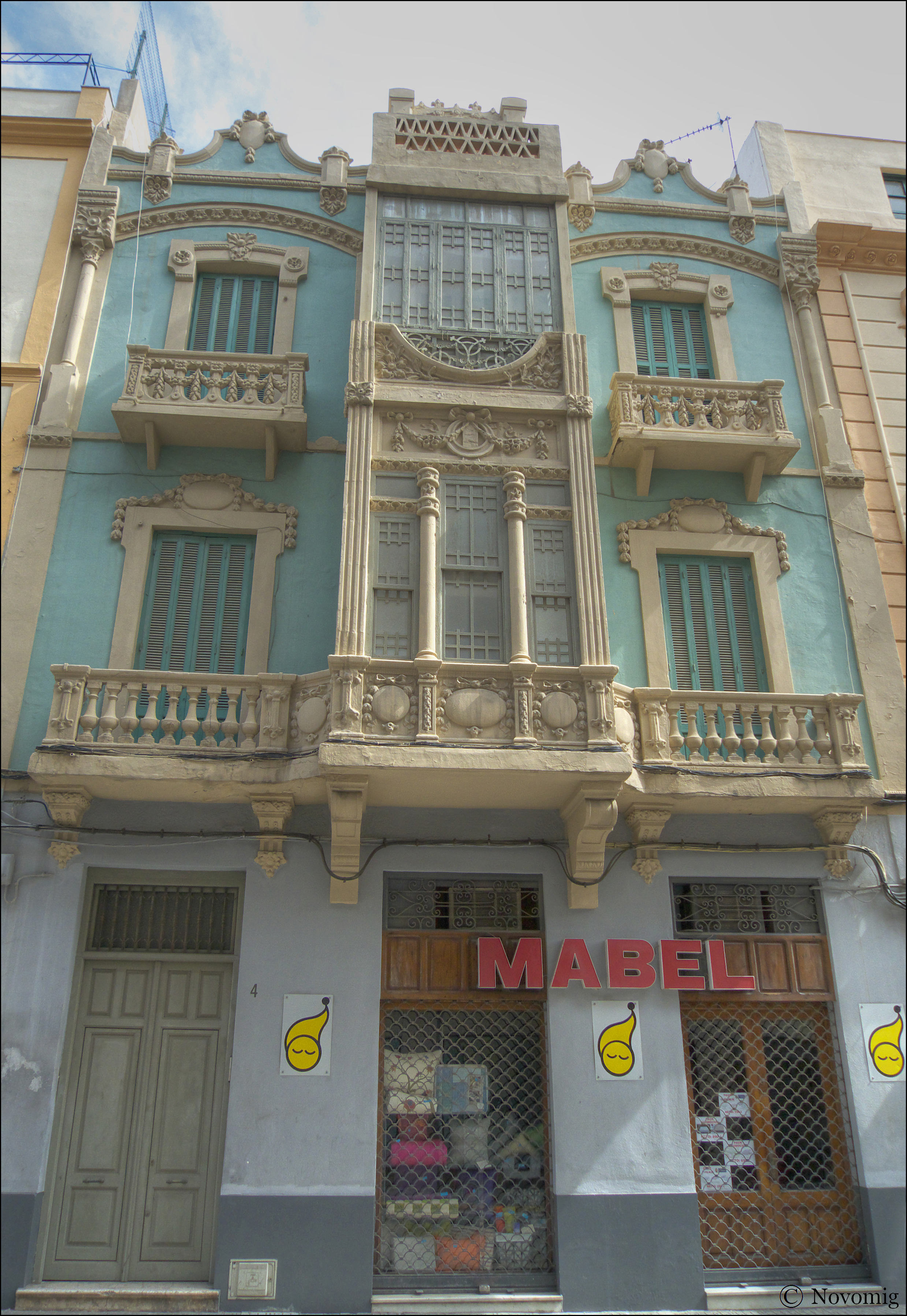
López Moreno, 4

El ingeniero militar Emilio Alzugaray desarrolla una obra muy académica, con detalles animales. Es autor de la Casa de Julia Alcalde, también denominada Casa de los Elefantes (1913), Casa de las Fieras (1914), la Casa de Salomón Cohen (1915), la Dirección Territorial de Educación (1915) el Colegio de los Hermanos de las Escuelas Cristianas, actual Colegio La Salle el Carmen (1916-1918), la Casa de Julián Argos, la Casa de José Morely 1916-1917), la Casa de Francisco Bueno (1917), la Casa de la Viuda de Samuel Salama(1916, la Casa de Jacinto Ruíz y la Casa de Argos(1916).

## Otros arquitectos

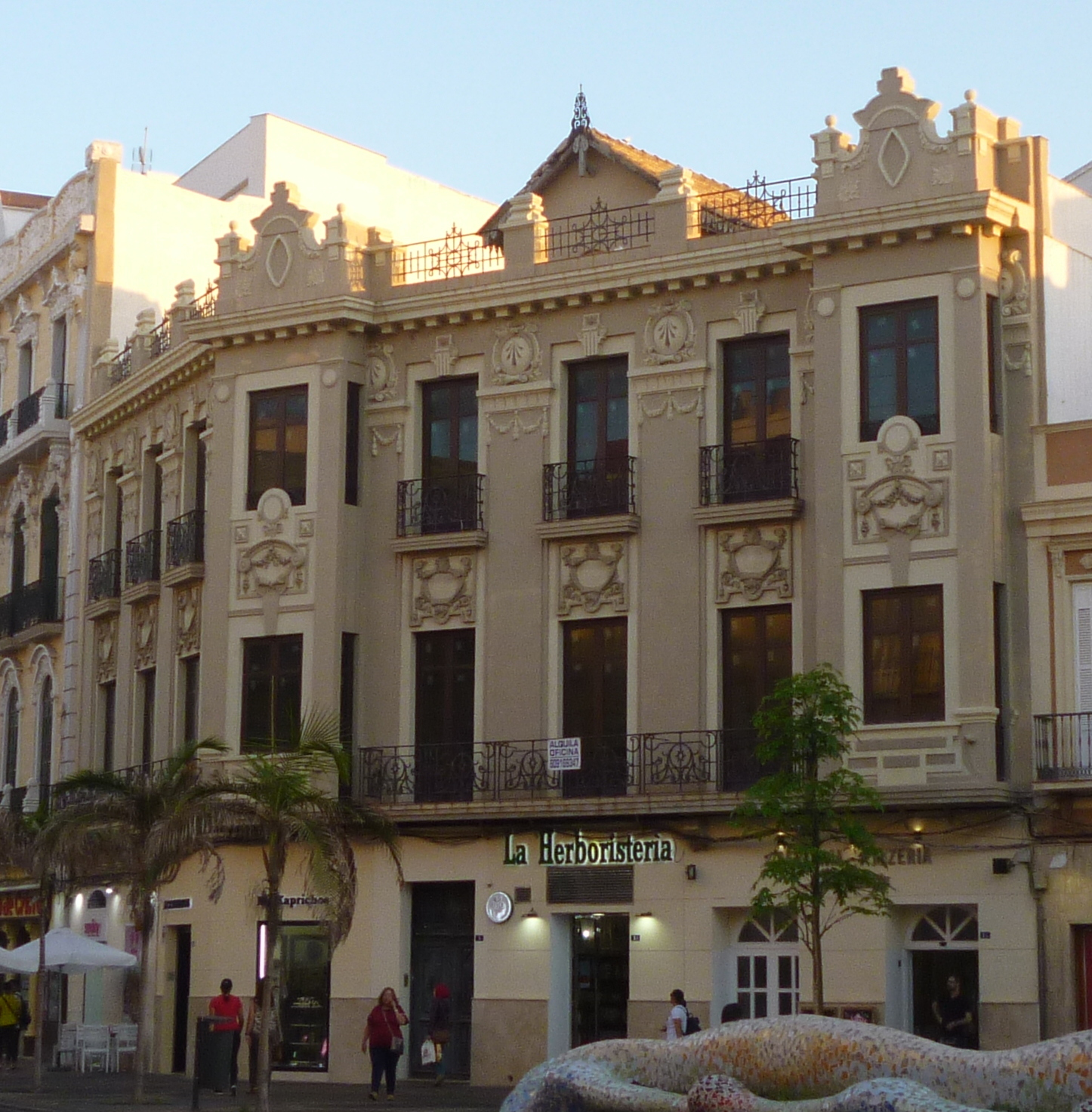
Casa de Félix Saénz
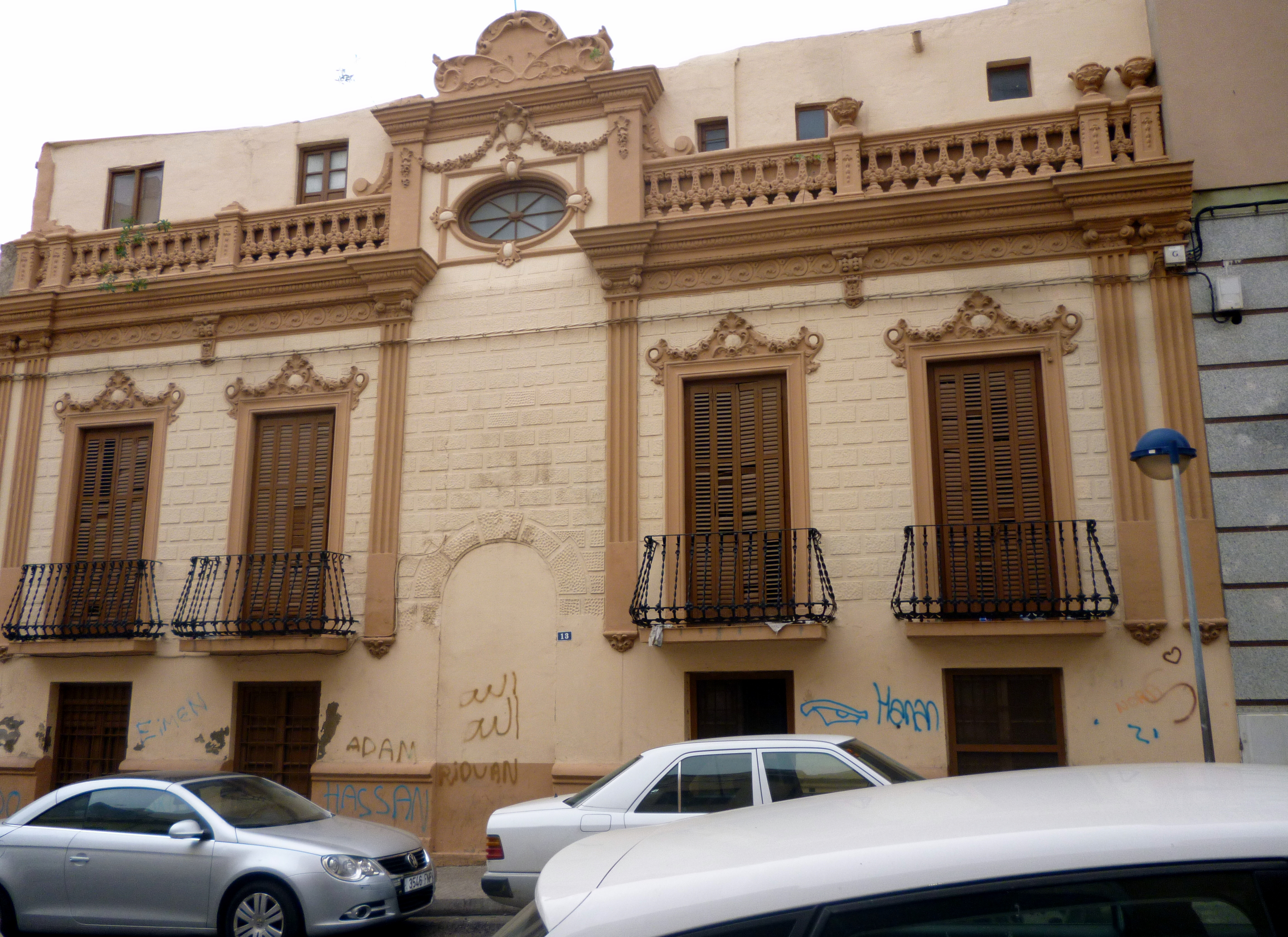
Casa de Manuel Fernández Martín
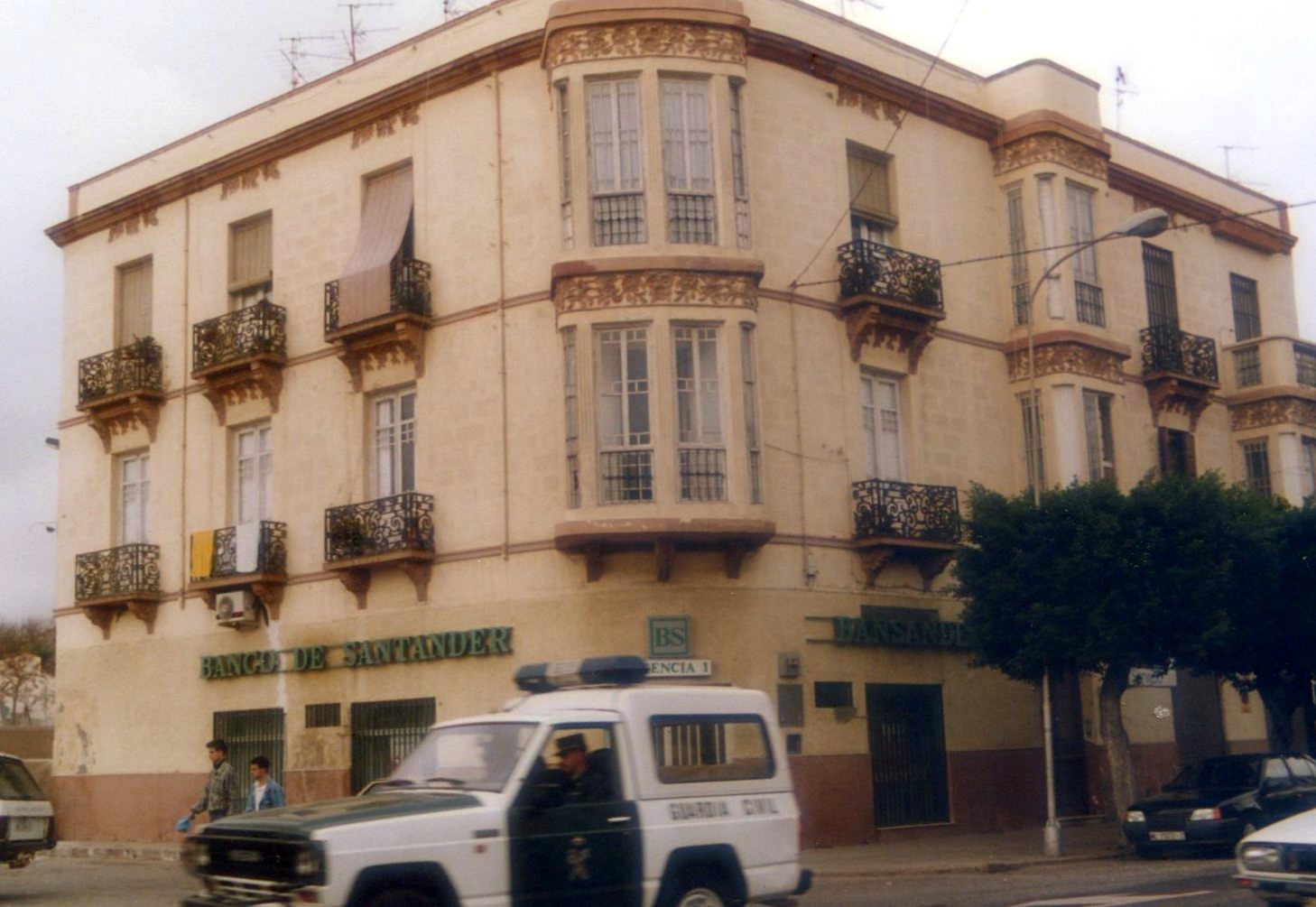
General Polavieja, 62
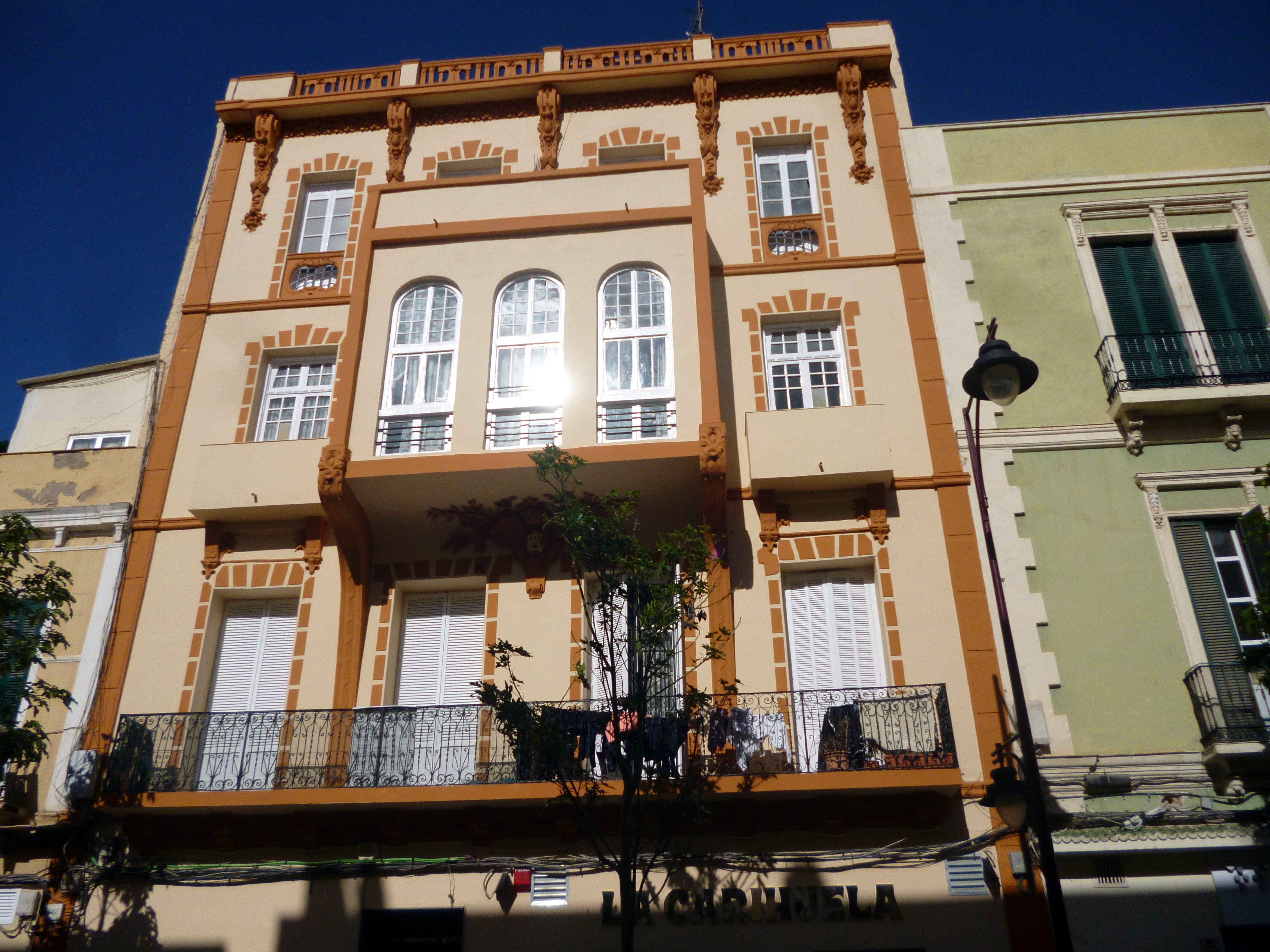
Casa de Agustín Espinosa Quesada
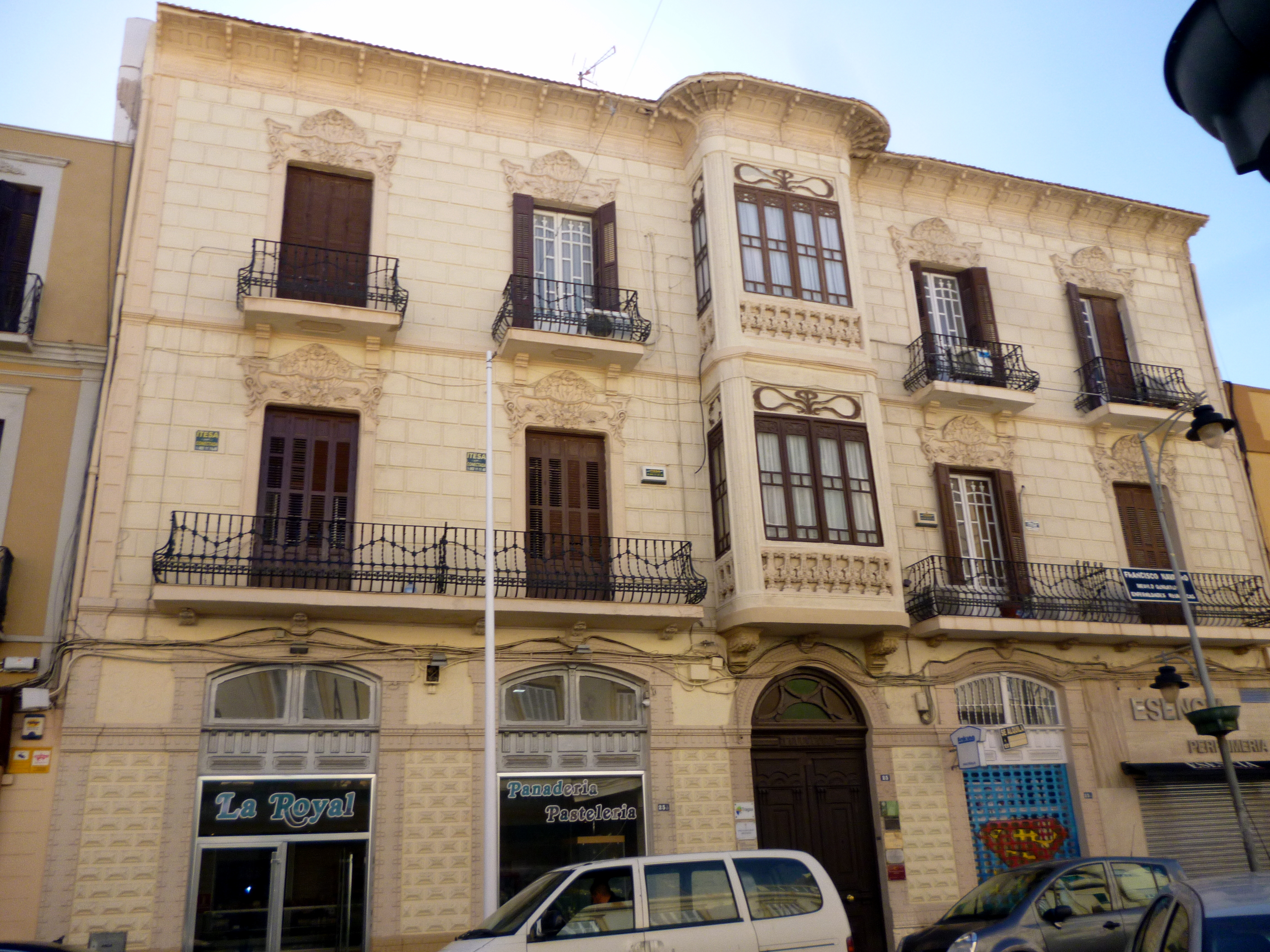
Casa de María Belso Reich
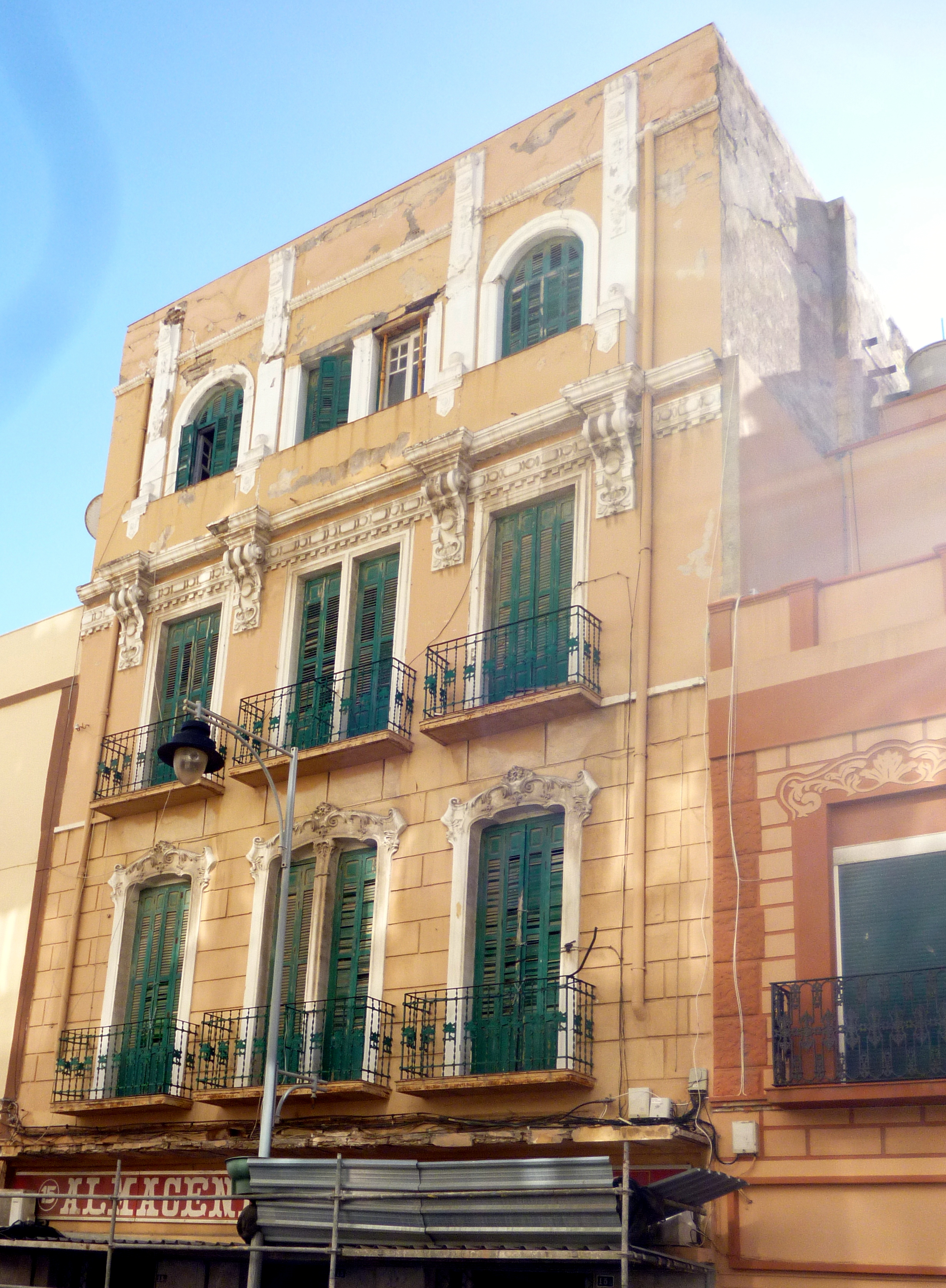
Prim, 17
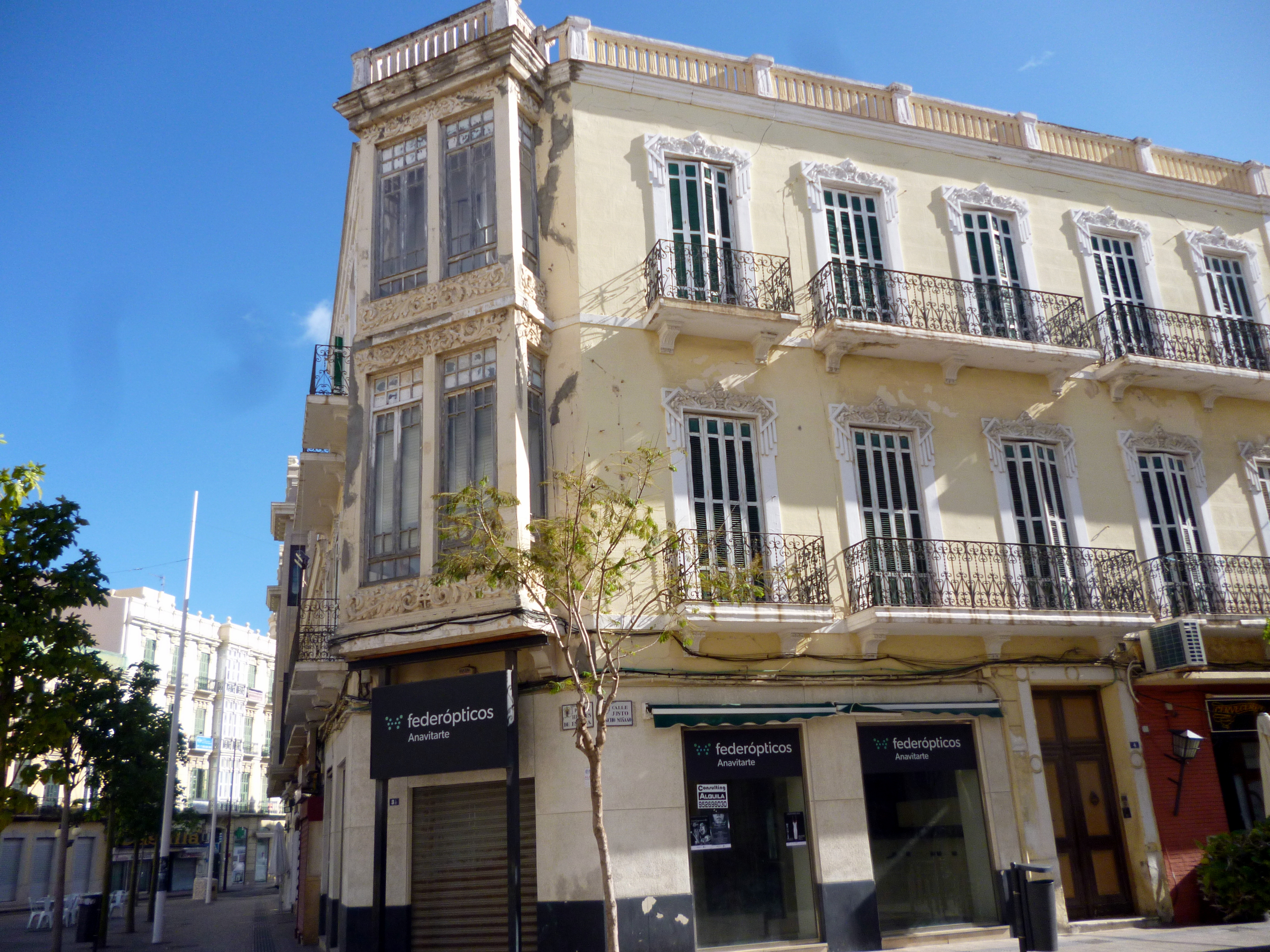
Héroes de España, 5
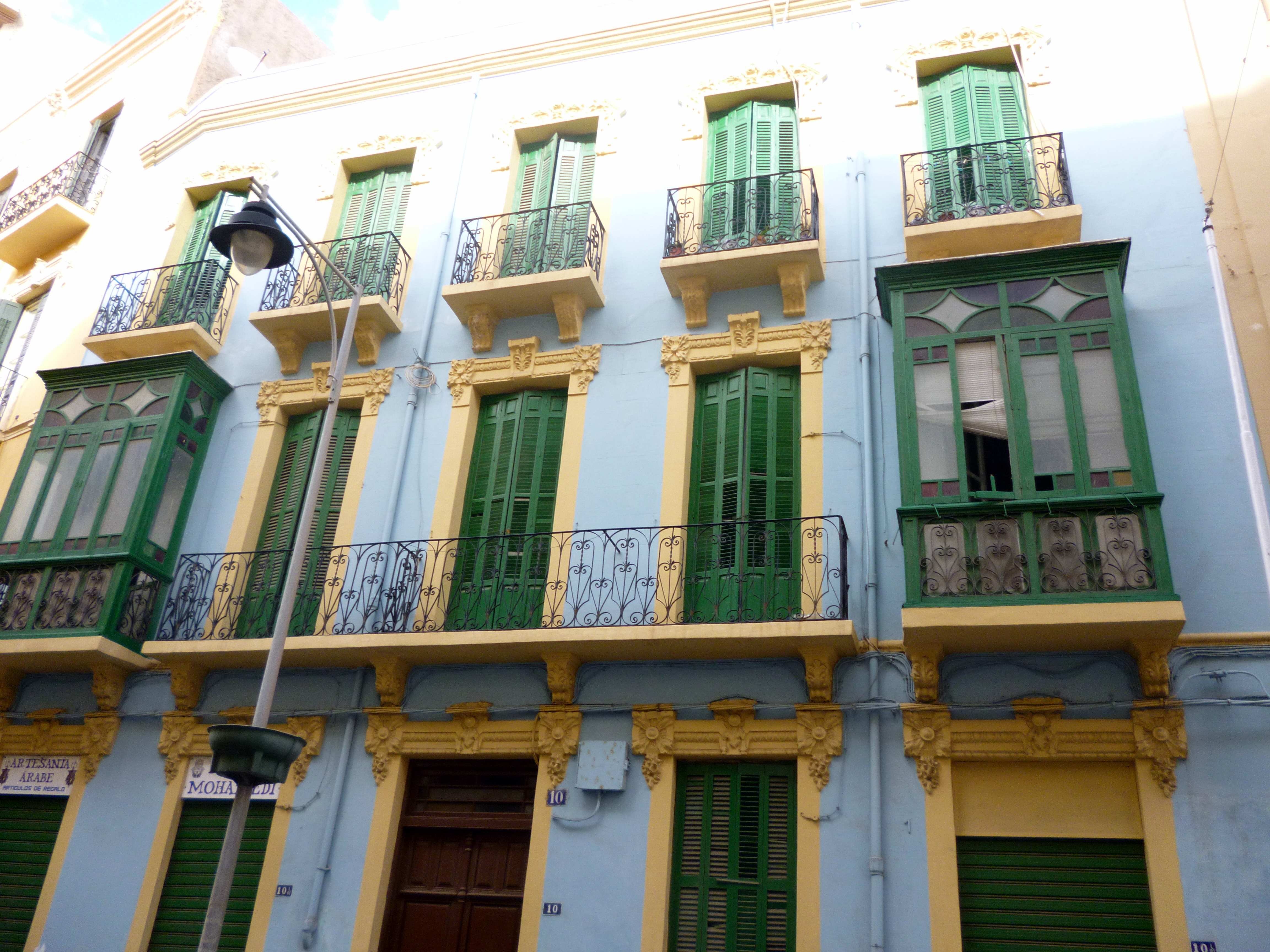
López Moreno, 10
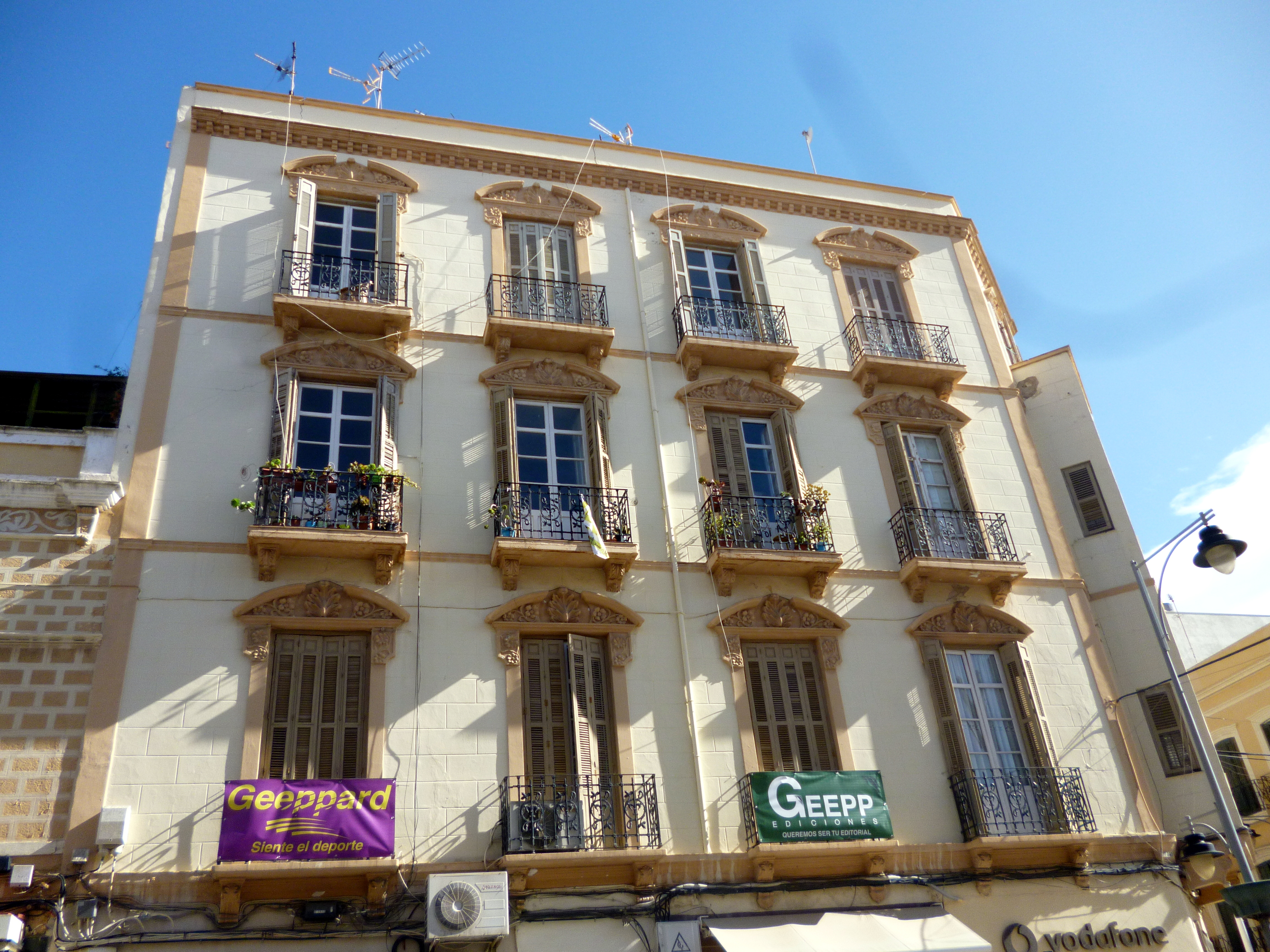
General Pareja, 9
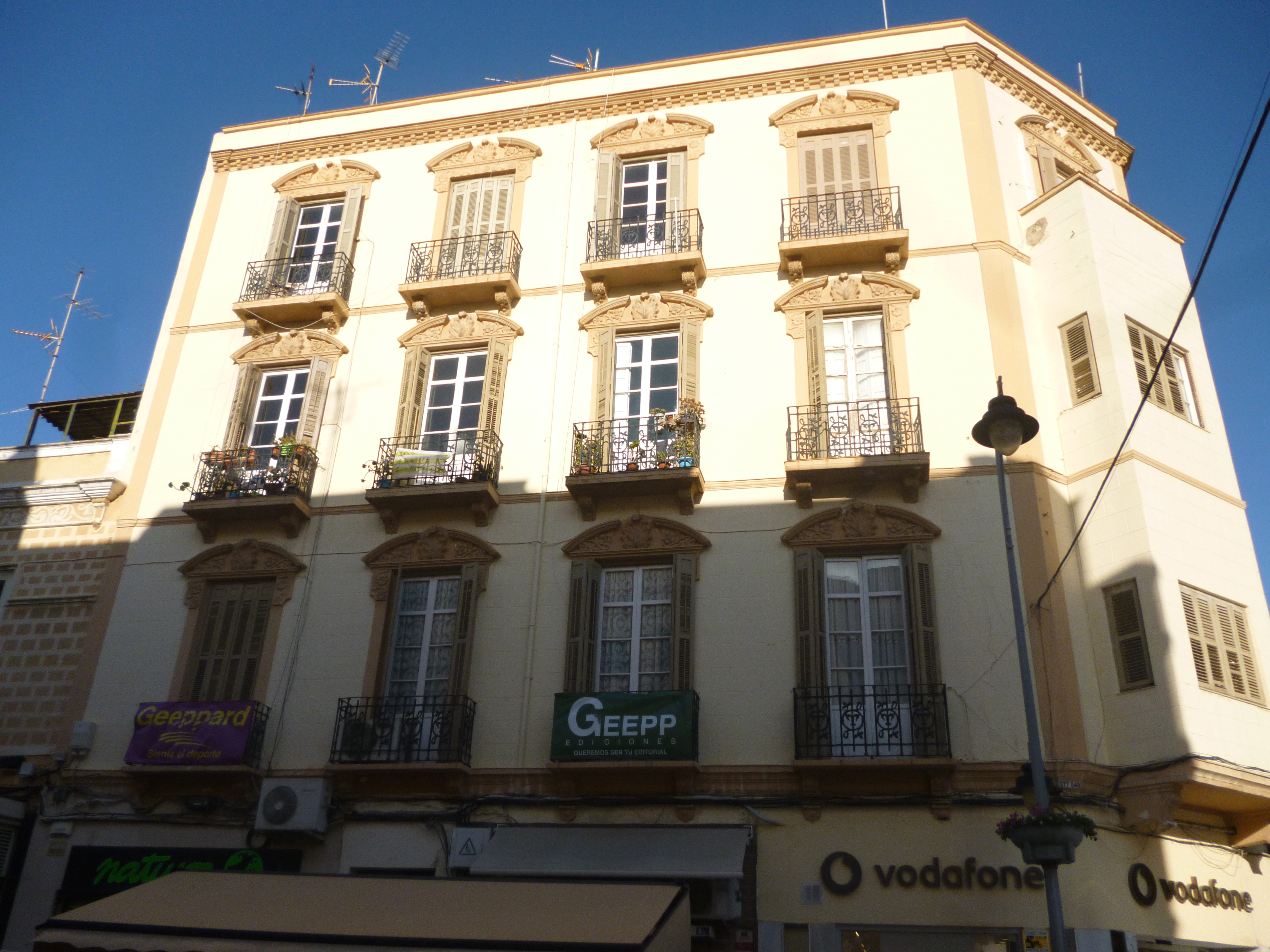
Calle General Pareja, 9 7
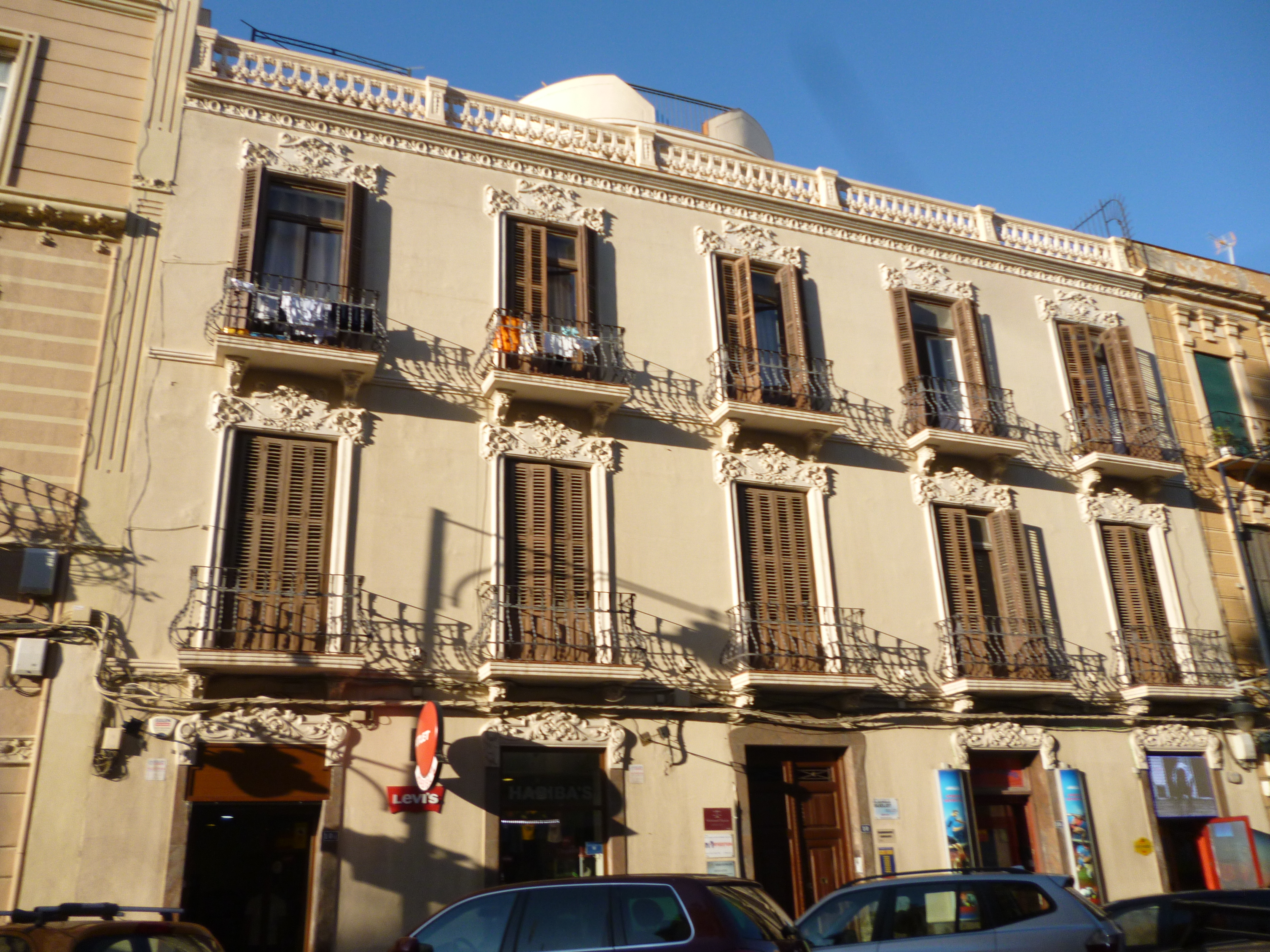
Edificio en la calle Ejército Español, 12
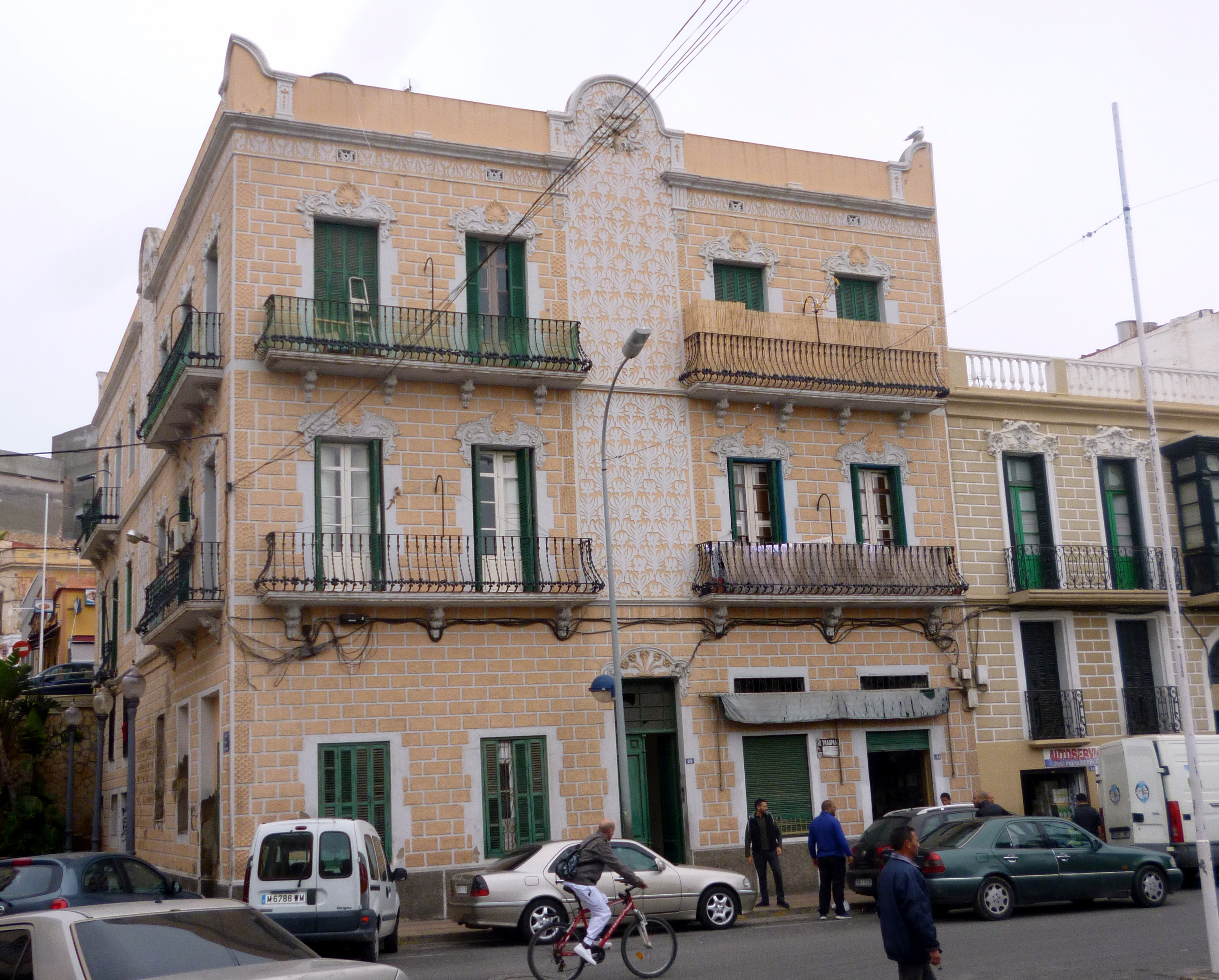
García Cabrelles, 28
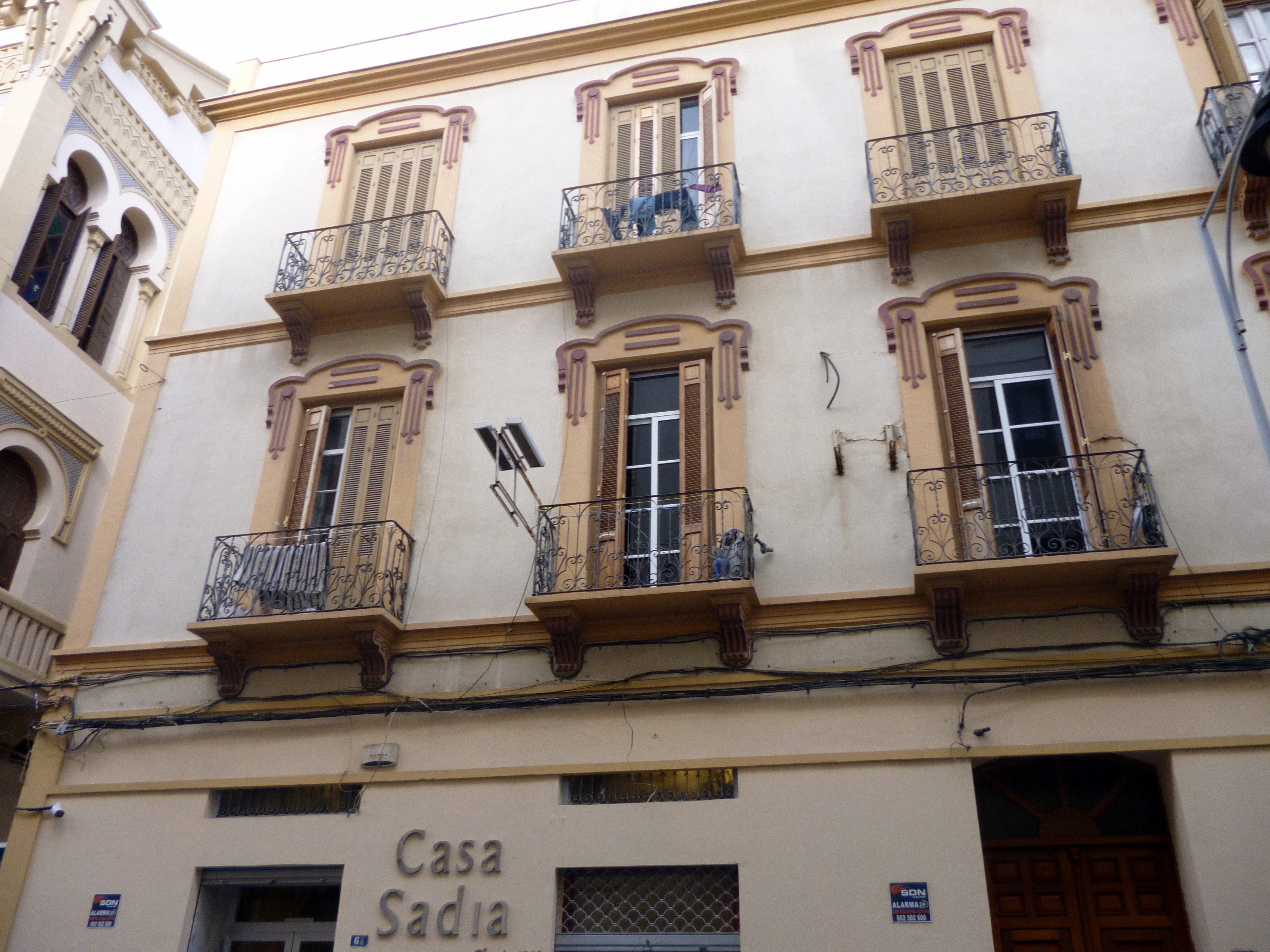
López Moreno, 6
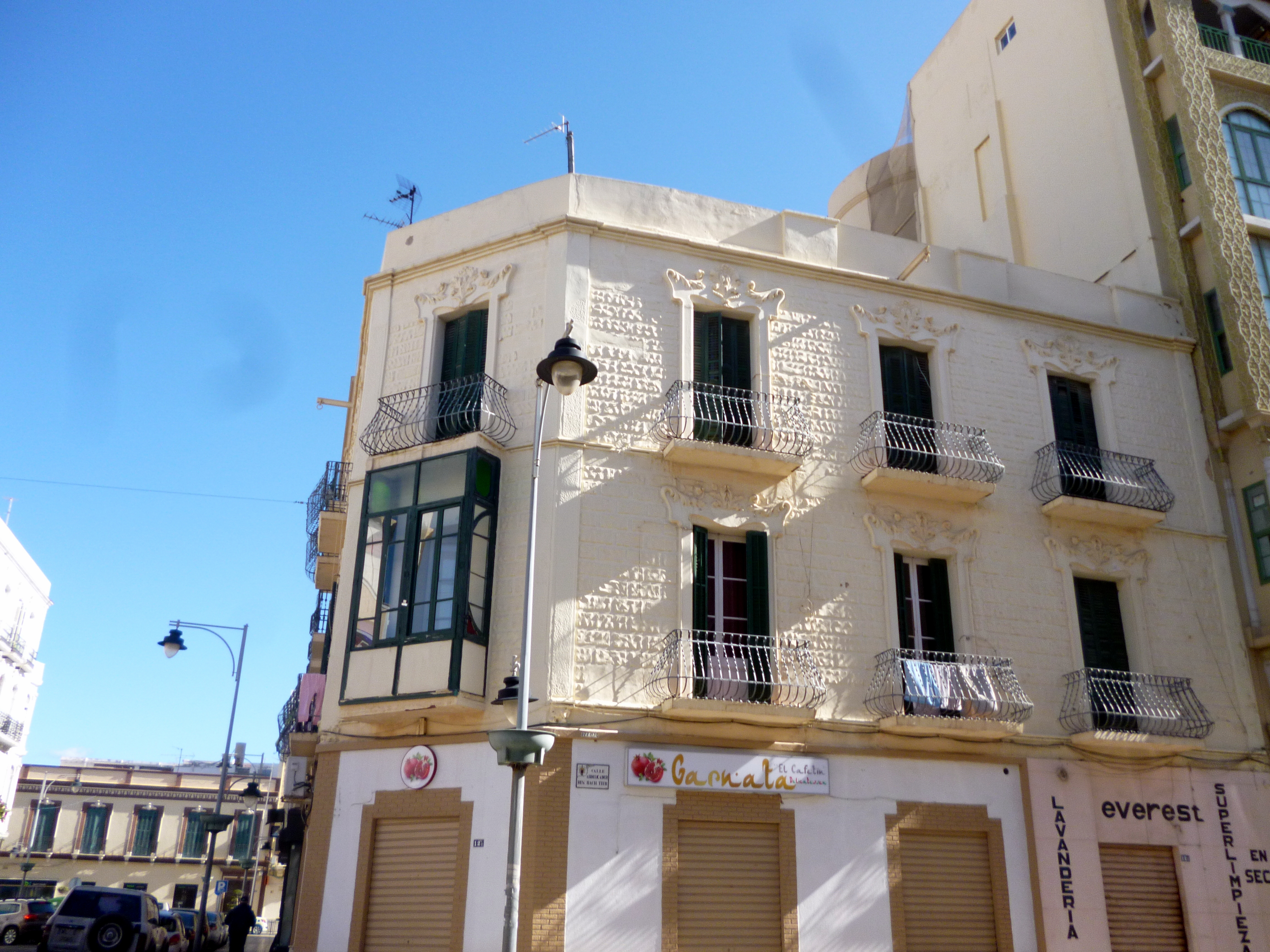
Abdelkader, 5
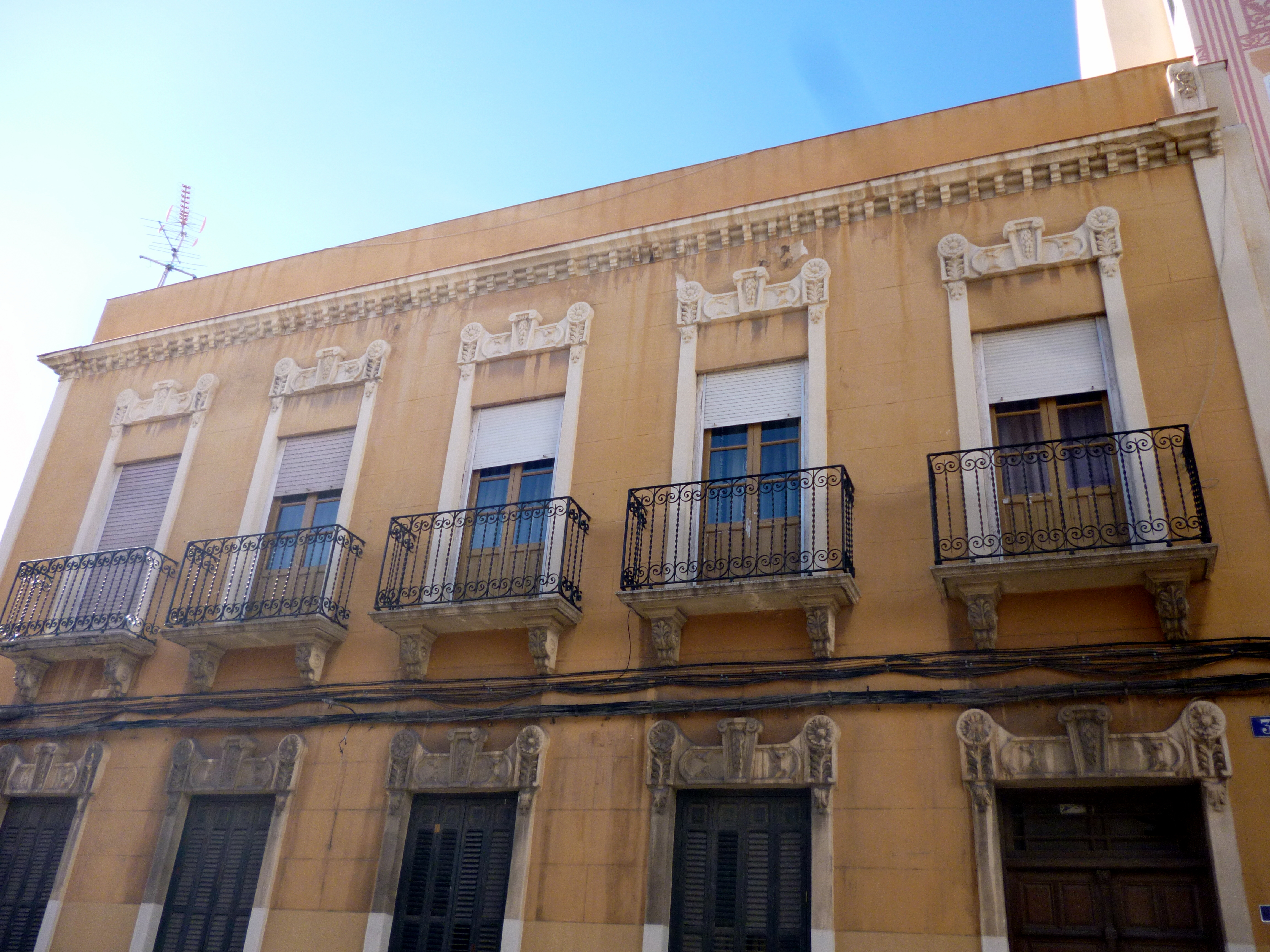
Padre Lerchundi, 3
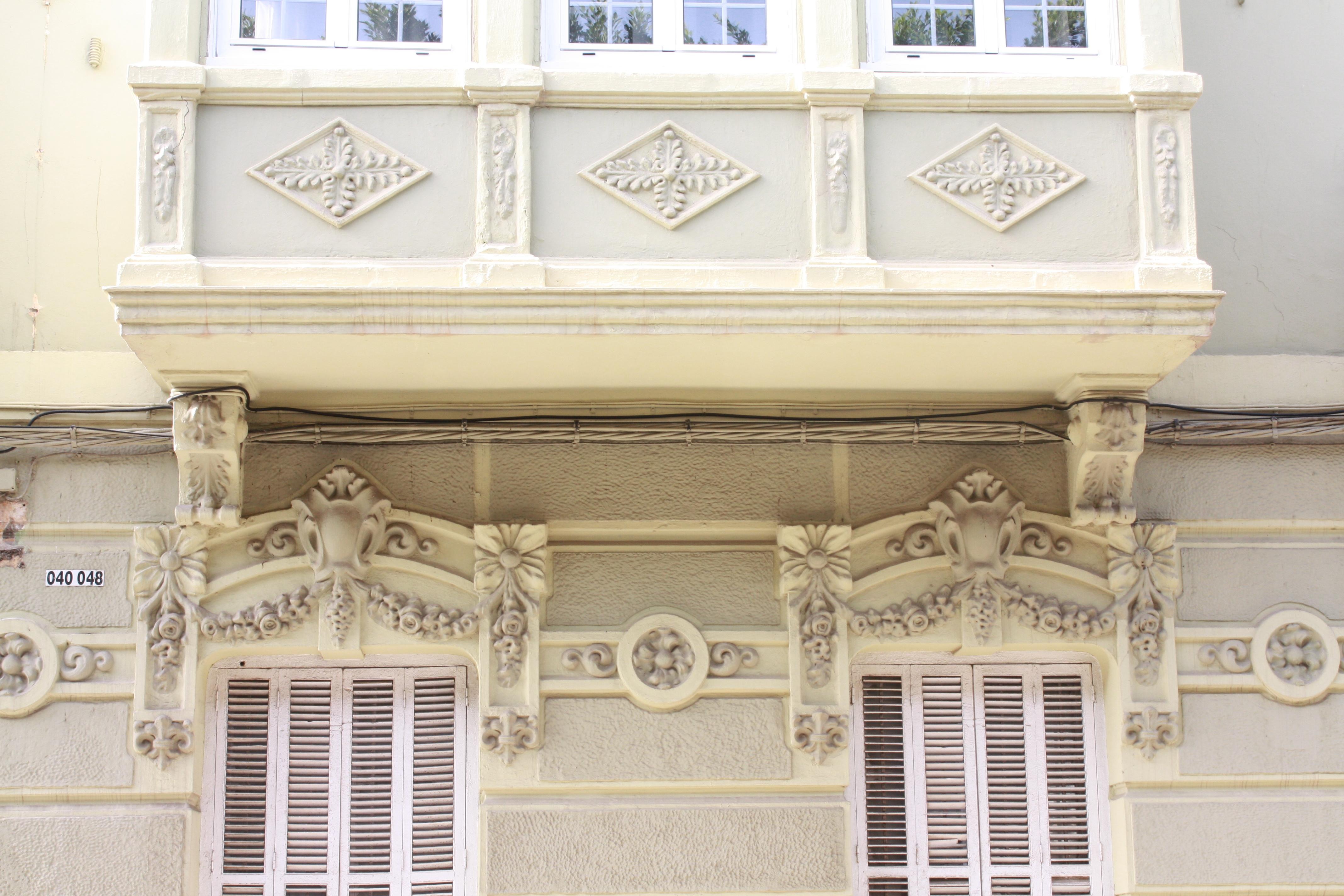
General Aizpuru 28
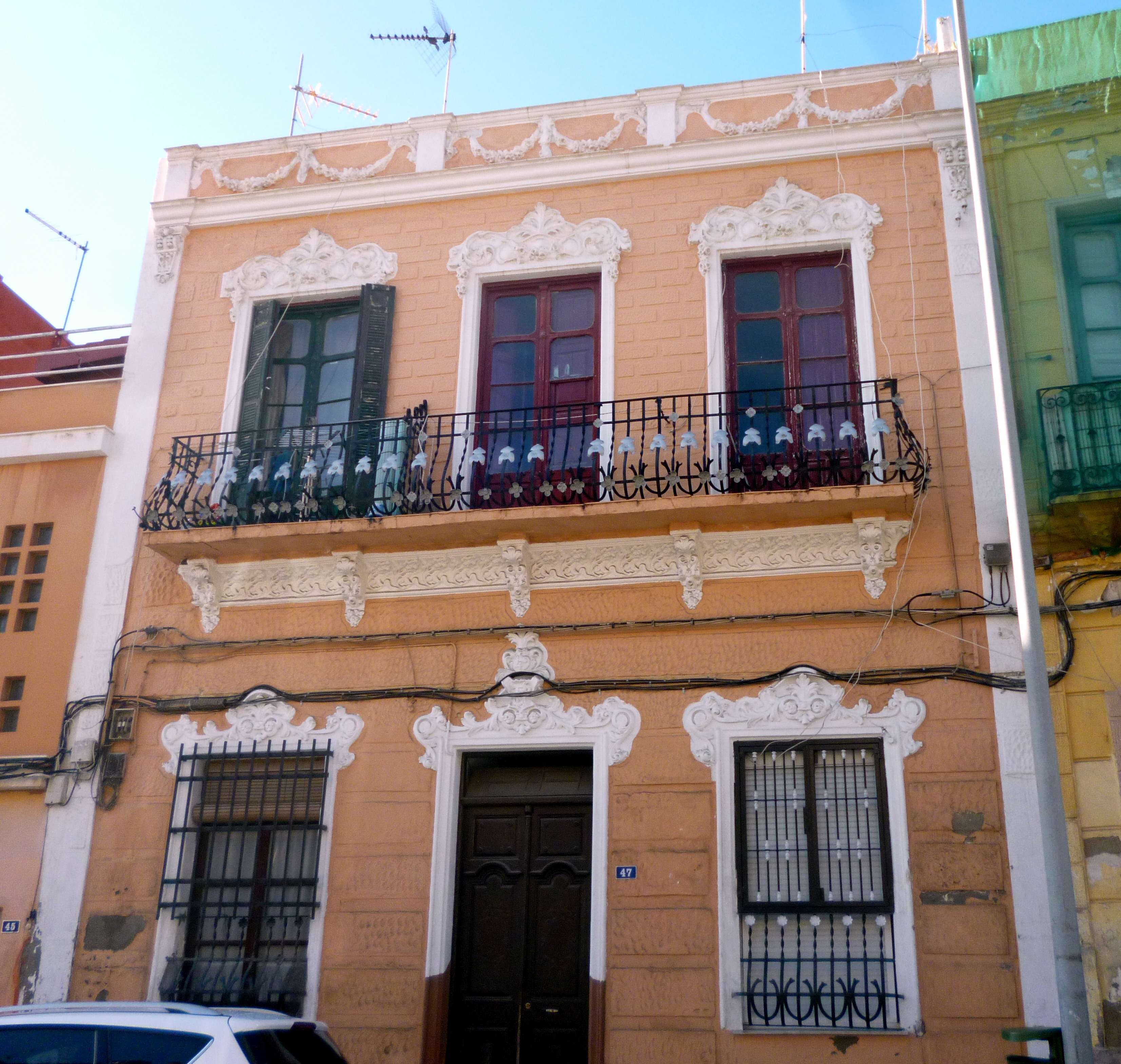
Castelar, 47
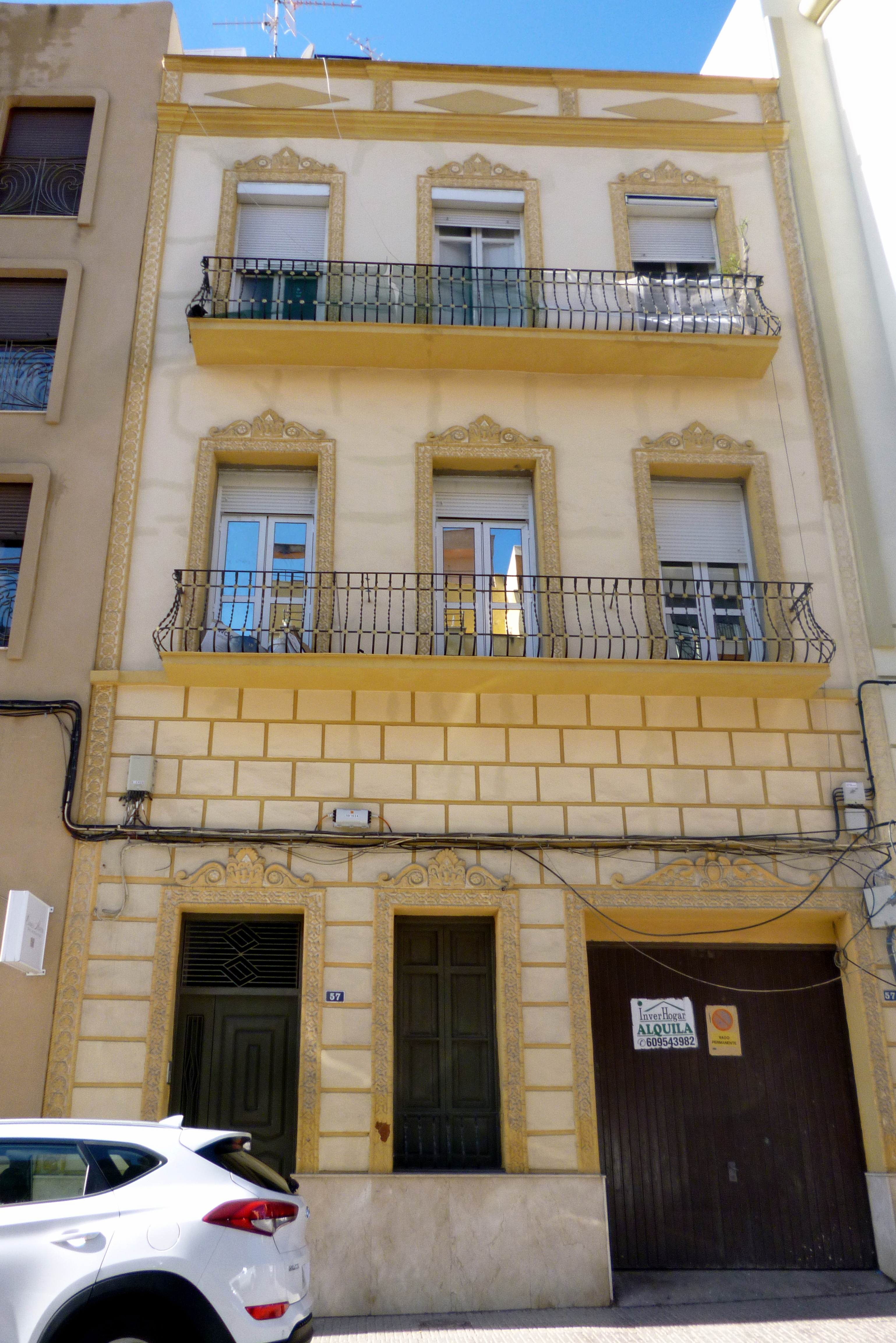
Castelar, 61
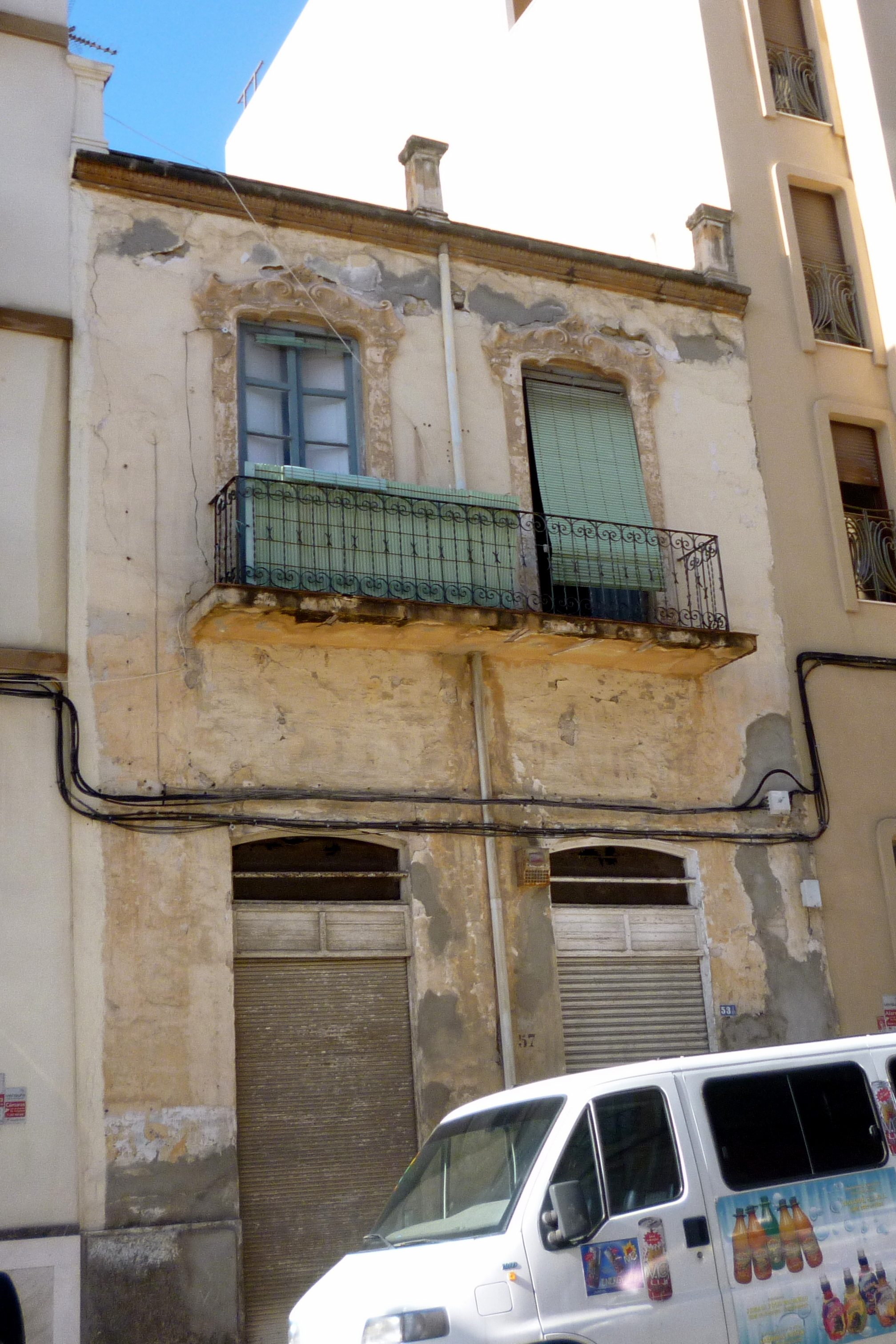
File:Castelar, 57
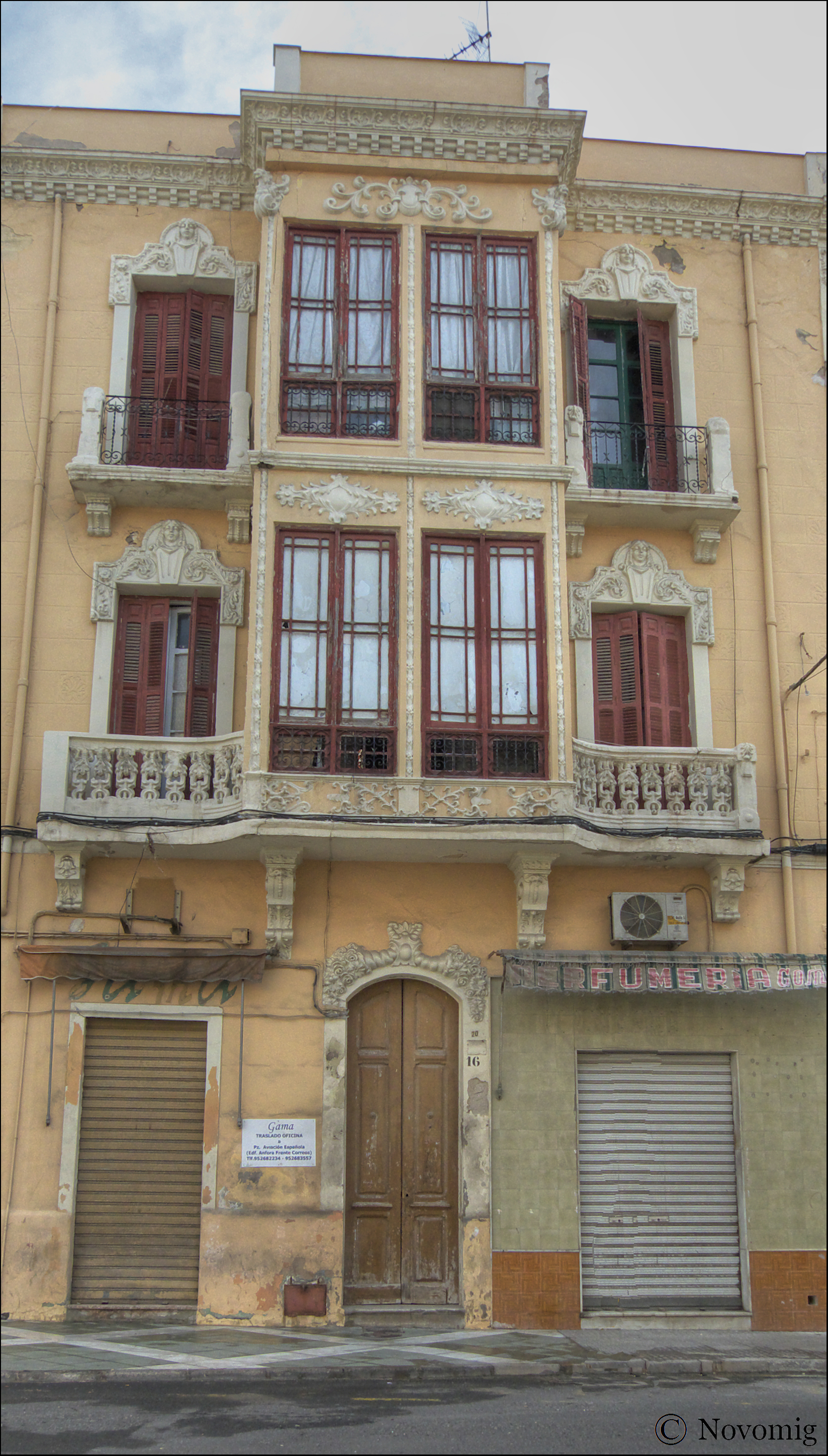
Casa de Josefa Pérez Maffé
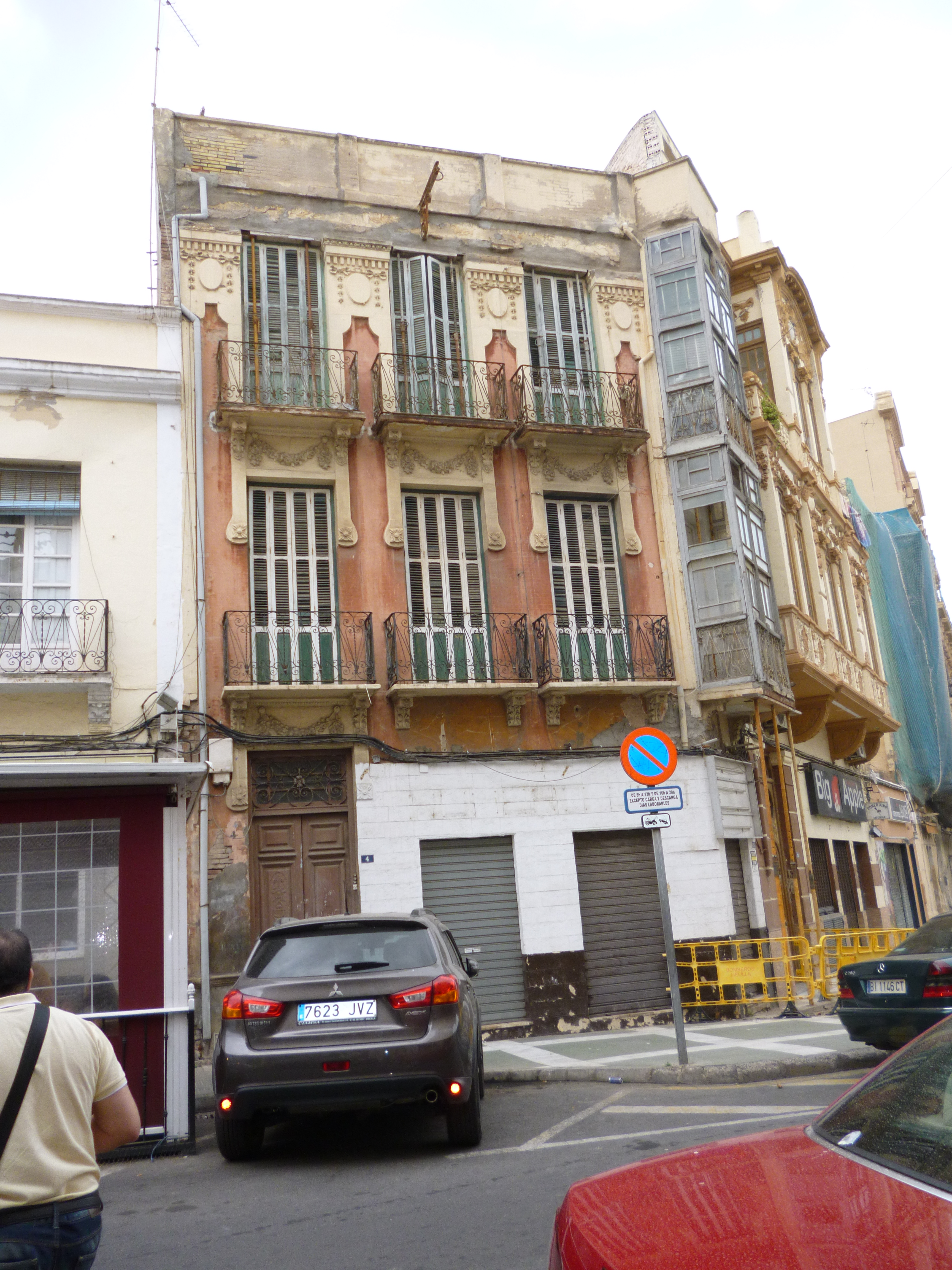
Castelar, 4
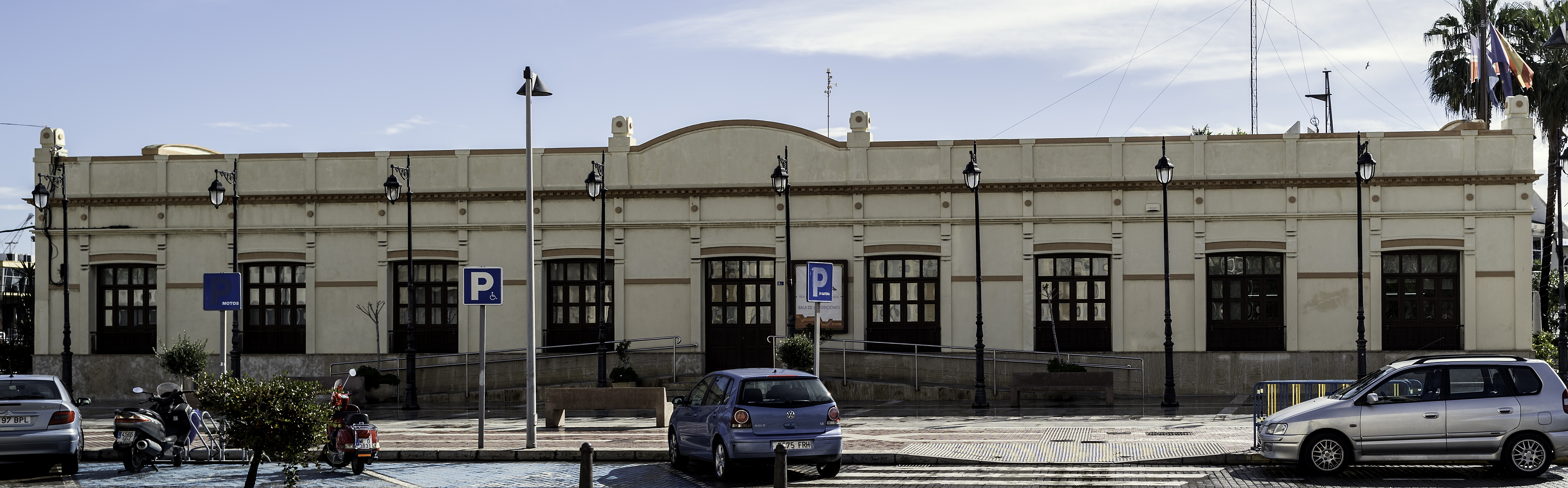
Estación sanitaria del Puerto de Melilla
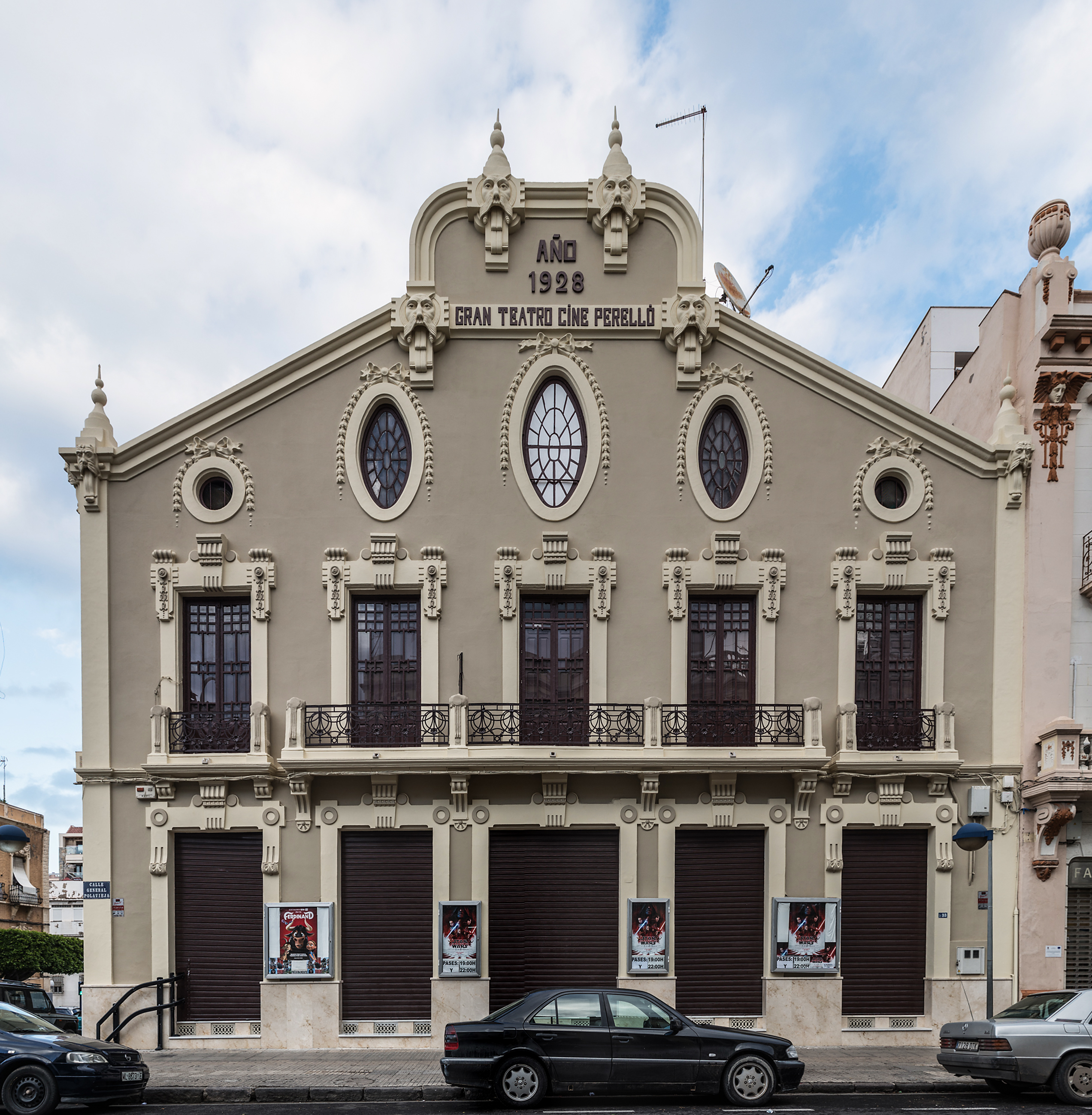
Teatro-Cine Perelló
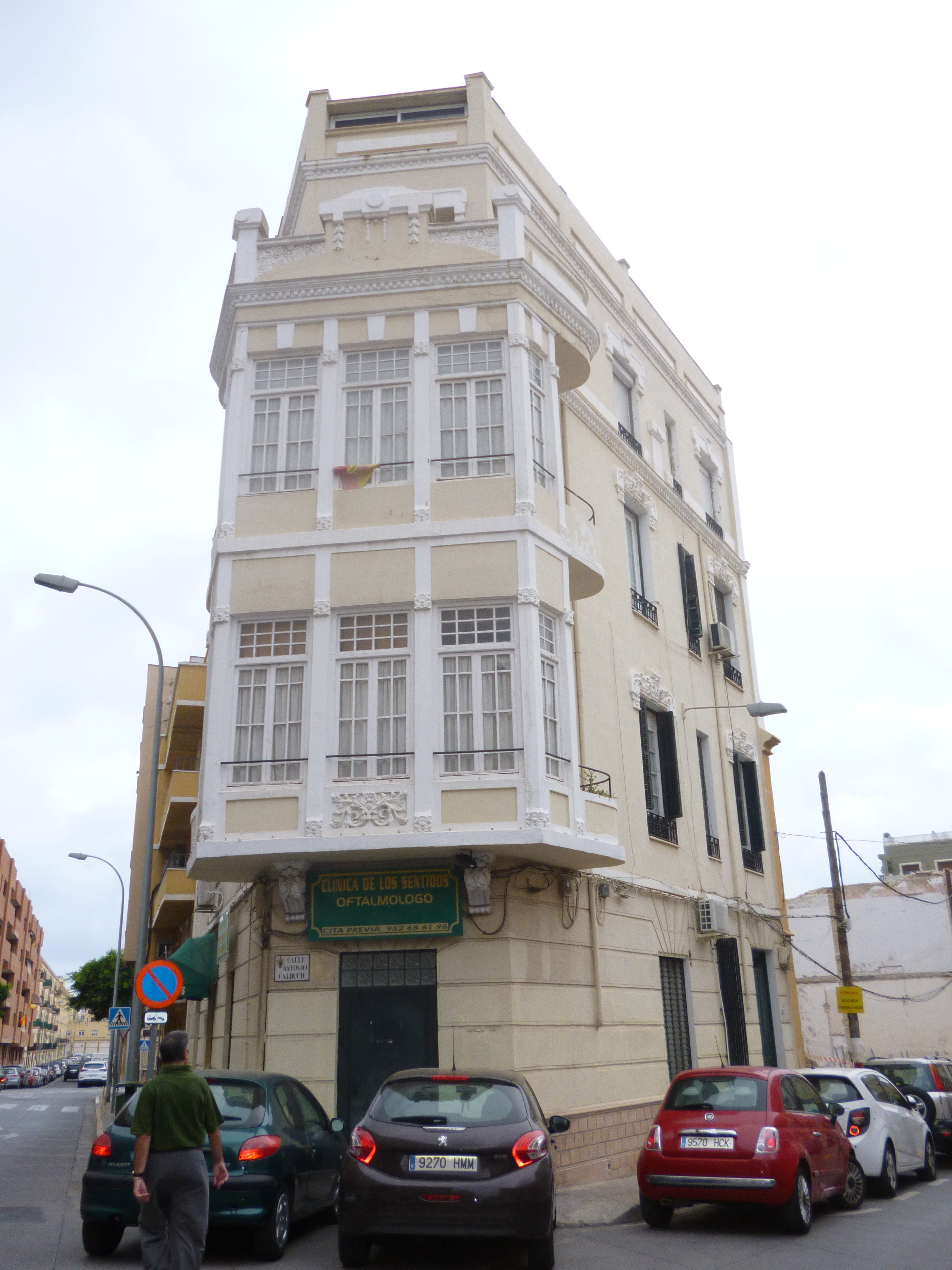
Edificio en la confluencia de las calles Calle Alférez Guerrero Romero y Miguel Zazo
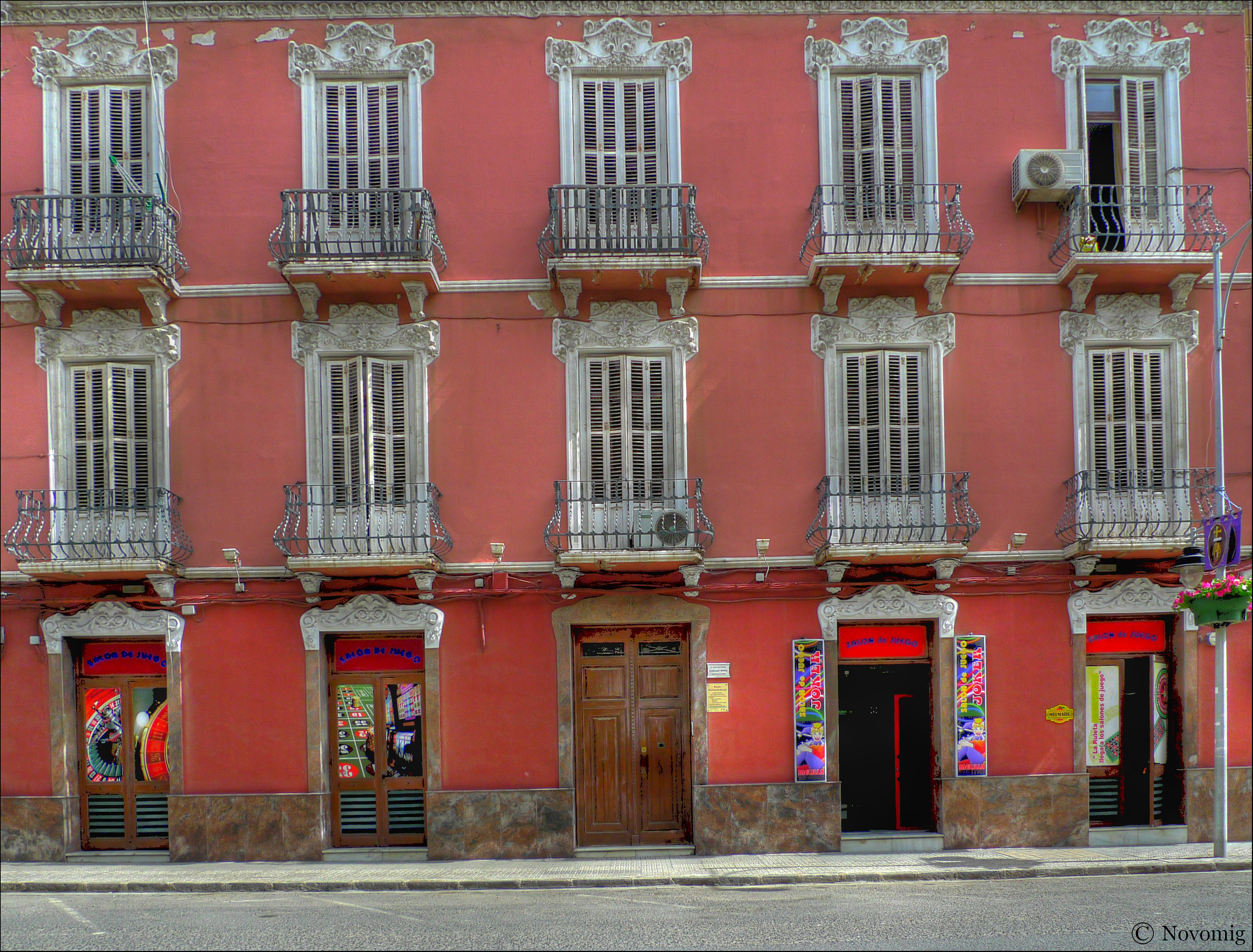

Aunque también existen de otros autores como Fernando Guerrero Strachan, la Casa de Félix Saénz (1915), Casa de Manuel Fernández Martín, Manuel Rivera Vera, con su geometría y otros arquitectos, el situado en las calles O´Donnell 14, 16, General Pareja, 7 (1915), el edificio situado en la calle General Polavieja, 54 y General Polavieja, 62, (1915-1917), la Casa de Agustín Espinosa Quesada, la estación sanitaria del Puerto de Melilla (1921-1922), la Casa de Francisco Fernández López (1924), la Casa de Josefa Pérez Maffé y el de la avenida General Aizpuru, 14, calle General Marina, 16, el Comandancia de Ingenieros de Melilla (1915-1917), el Teatro-Cine Perelló (1926-1932), el Antiguo Cine Español (1931) y la Manzana Rica.